# Marcha del Orgullo CDMX
La Marcha del Orgullo CDMX es una manifestación anual que se realiza en la Ciudad de México, en el marco del Día Internacional del Orgullo LGBT. Se realiza el último sábado de junio y es heredera de la Primera Marcha del Orgullo LGBT en México y en Latinoamérica destinada a defender los derechos de la comunidad LGBT+.

## Antecedente
El 28 de junio de 1969 ocurrieron en Estados Unidos, los Disturbios de Stonewall, que visibilizaron los inicios de la lucha por los derechos LGBT. A raíz del hecho mediático, en la Ciudad de México, los intelectuales Carlos Monsiváis, Luis González de Alba y Nancy Cárdenas, hablaron sobre la posibilidad de crear un grupo a favor de los derechos LGBT en México. Así se comenzó a reunir un pequeño grupo de homosexuales que formaban parte del círculo cercano de Nancy Cárdenas. La reuniones tenían lugar en casa de Nancy Cárdenas, que a diferencia de Monsiváis, era abiertamente homosexual.
En 1971 un empleado de la tienda SEARS en la Colonia Roma de la Ciudad de México, fue despedido por "conducta homosexual" al mostrarse amanerado dentro de la tienda. El hecho llegó al grupo de reuniones, quienes acordaron un boicot a la tienda departamental con el fin de visibilizar la homosexualidad en México y la discriminación imperante. Pero al mismo tiempo tuvo lugar la matanza de estudiantes del Jueves de Corpus conocida como Halconazo, lo que provocó que el grupo desistiera del boicot (debido a ello, la identidad de la mayoría de los miembros del grupo ha permanecido en el anonimato para la historia). No obstante el grupo decidió formalizar su creación y así nació el 15 de agosto de 1971 el Frente de Liberación Homosexual (FHL).
A diferencia de Estados Unidos, en México los grupos de activistas y asociaciones eran perseguidos constantemente debido al auge que existía en América Latina de grupos guerrilleros y conjuras socialistas. Fue hasta 1972 cuando el FHL decidió hacer como grupo una primera protesta pública, pero en contra de la guerra de Vietnam frente a la Embajada de Estados Unidos en México. En aquella protesta participaron apenas 15 personas, pero sería la primera vez que se daba a conocer la existencia de un grupo activista LGBT en México. El FHL desapareció en los meses siguientes, pero permitió la creación de grupos posteriores que plantearían el inicio de la marcha del orgullo

## Precursores
Entre el año 1972 y 1975, los grupos de activismo LGBT tenían que reunirse clandestinamente. A principios de la década, Carlos Monsiváis se encontró viviendo en Londres y estaba al tanto del activismo que ocurría en Reino Unido. El tema no era tratado por la prensa, así que la información llegaba desde Europa hasta México gracias a las cartas que Monsiváis escribía para Nancy Cárdenas, detallando la forma de organización. Todos los grupos clandestinos se reunían bajo una forma de organización/activismo llamada Movimiento de Liberación Homosexual (MHL). 
En aquellos años, aunque la homosexualidad no estaba penada legalmente en México, si era estigmatizada como "perversión", "desviación", "antinatural" y catalogada como enfermedad psiquiátrica. Por eso la primera acción del MLH era concientizar a las personas LGBT sobre la normalidad de las distintas preferencias sexuales. Al mismo tiempo los miembros del movimiento descubrían las diferencias de sexo y género. 
El año de 1975 la ONU lo nombró el Año Internacional de la Mujer que tuvo como sede de la Conferencia Mundial el Gimnasio Juan de la Barrera en la Ciudad de México. Paralelamente se realizó la Tribuna de Organizaciones No Gubernamentales en el Centro Médico y fue ahí donde por primera vez aparecía públicamente Nancy Cárdenas para leer la Declaración de las Lesbianas por México. Aquel sería el primer manifiesto en la historia de México realizado por un grupo de lesbianas (y debido a ello, la primera vez que la palabra "lesbiana" apareció en la prensa mexicana). 

Ficha de detención policiaca por homosexualidad. 1970.

Dentro de la conferencia un grupo de mujeres socialistas decidió retirarse del recinto. Afuera un grupo de choque del gobierno gritaba en contra de la lectura del discurso. Tampoco fue bien recibido por la prensa mexicana. Aunque para ese año ya habían surgido nuevos movimientos sociales como el movimiento feminista y los sindicatos independientes, la falta de apoyo de los grupos feministas a la presentación de 1975, provocó que los grupos del MLH volvieran a la clandestinidad. Entre esos primeros grupos clandestinos se encontraban Ákratas, Lesbos (Creado por Yan María Yaoyólotl) o SexPol (Creado por Antonio Cué).
Los grupos se fortalecieron y en 1978 derivaron en otros más grandes; principalmente tres: Lambda (fundado por Claudia Hinojosa), Oikabeth (fundado por Yan María Yaoyólotl) y el Frente Homosexual de Acción Revolucionaria FHAR (Este último, el más visible de los tres, cofundado por Juan Jacobo Hernández). Varios de ellos comulgaban con las ideas socialistas por lo que el 26 de julio de 1978 un grupo de 30 personas del MLH participaron en la conmemoración de la Revolución Cubana identificándose como parte del Frente.
Al mismo tiempo, distintos movimientos sociales se preparaban para conmemorar por primera vez la matanza de Tlateloco a 10 años de los sucesos. Los tres grupos se organizaron rápidamente para crear un contingente que participaría en la marcha conmemorativa el 2 de octubre de 1978 con el fin de llegar a la Plaza de Tlatelolco. Para organizar a los grupos bajo un solo ideal, se creó el Consejo General Homosexual. Así encabezados por Nancy Cárdenas acudieron a la conmemoración, marchando abiertamente como grupos del Movimiento de Liberación Homosexual y pancartas que los identificaban.
A lo largo de la marcha hubo contrastes. Se sabe que mientras los miembros del Partido Comunista los abucheaba, el grupo troskista los apoyaba en el camino. Al llegar a la plaza, cada grupo daba un discurso. Luego de la presentación del Frente Popular Revolucionario que arrebató una rechifla de la audiencia, el contingente gay obtuvo su participación. Ahí nació la consigna "¡No hay libertad política si no hay libertad sexual!".
La presentación se llevó los aplausos del público. La aparición publica de los grupos y el éxito de aquella primera marcha, derivó en la planeación de una marcha destinada a la lucha por los derechos LGBT en México. Así se planeó la realización de la, ahora denominada, primera Marcha del Orgullo en México.

## Primera Marcha del Orgullo en México
Originalmente la marcha se tenía planeada como una protesta en favor de la revolución popular que ocurría en Nicaragua en contra de la dictadura de Somoza; pero la coincidencia en fechas junto con la conmemoración de los disturbios de Stonewall, provocaron que la protesta diera un giro al activismo LGBT. Esa sería la primera vez en que todos los grupos clandestinos y públicos participarían públicamente en una protesta, poniendo como fecha de la marcha el 29 de junio de 1979.

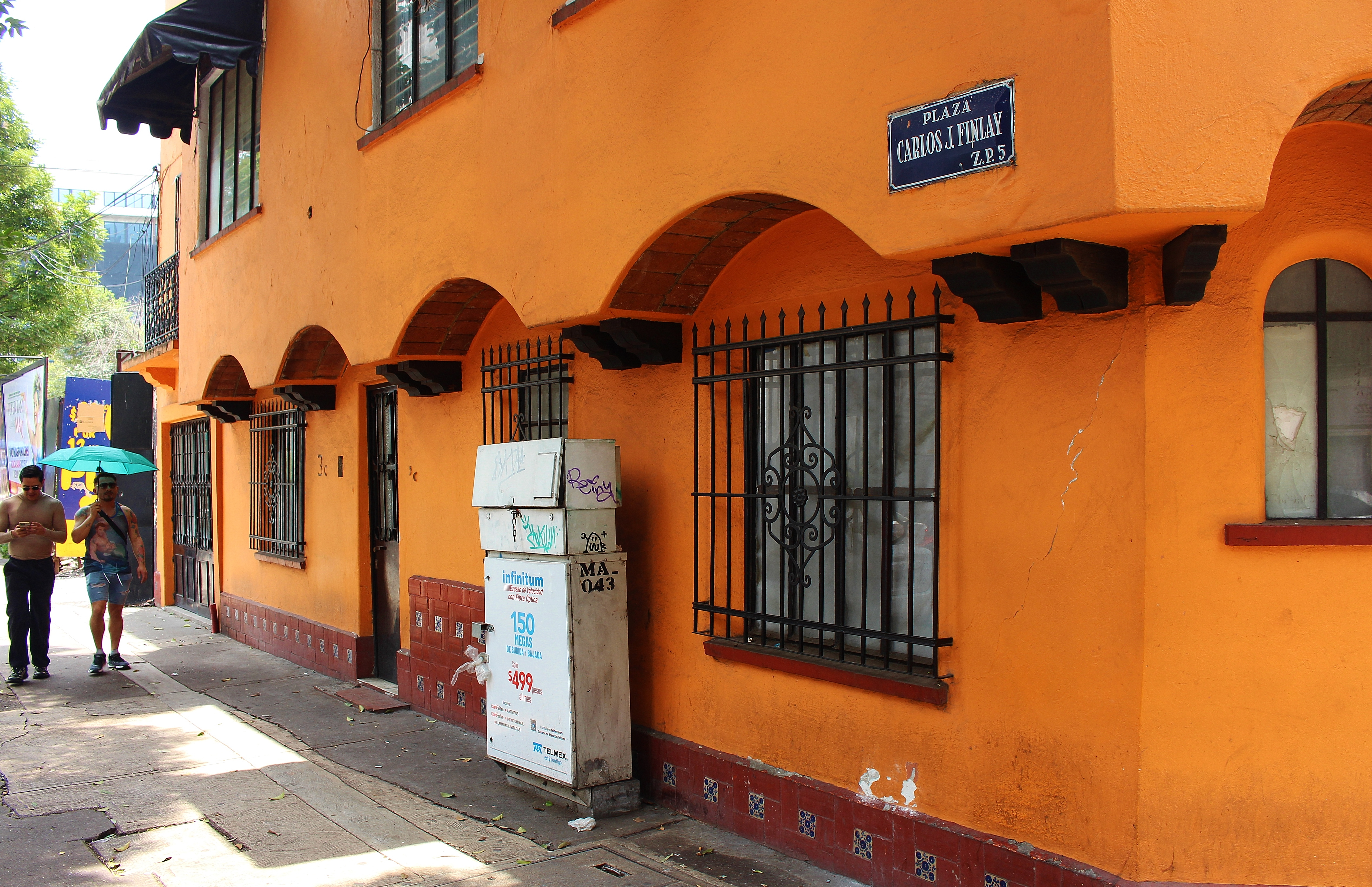
Vista actual de la calle Carlos Finlay. Enfrente se encontró la plaza donde culminó la primera marcha del orgullo en México.

El motivo de la movilización fue la lucha en contra de la represión policial y se presentó como La gran marcha del orgullo homosexual.. Entre algunas de las consignas que se gritaron o colocaron en las pancartas durante aquella primera marcha se encuentran las siguientes:
"Alto a la represión", "Por la erradicación de las razzias", "No es delito, no es enfermedad, no es producto de la inmadurez emocional", "Socialismo sin sexismo", "Gobierno de chacales que mata homosexuales", "Lucha, lucha, lucha, no dejes de luchar, por un gobierno obrero, democrático y homosexual" 
Los volantes emitidos en aquel año, ponían como hora de inicio las 16:30h frente al Monumento a los Niños Héroes dentro del Bosque de Chapultepec con la finalidad de caminar sobre el Paseo de la Reforma hasta llegar al Ángel de la Independencia. Sin embargo no ocurrió así pues el Departamento del Distrito Federal (lo que actualmente sería el Gobierno de la Ciudad de México), les negó el acceso a la calle de Reforma y al Ángel, y colocó granaderos en las cercanías. La marcha ocurrió entonces desde el Monumento a los Niños Héroes, entrando a la calle de Río Lerma en la Colonia Cuauhtémoc y desembocando en la Plaza Carlos Finlay (hoy desaparecida)
Se tiene noticia también que el 10 de diciembre de 1970 se realizó la "Primera Marcha Nacional Contra la Represión" en donde imperó la participación de grupos lésbicos.

## Marchas derivadas
Aunque la Marcha del Orgullo de la CDMX representa a la realizada el último sábado de junio en conmemoración a la primera marcha LGBT+ de 1979, existieron otras marchas y manifestaciones que permitieron su consumación como la representante de la lucha por los derechos LGBT+:

### La marcha de la Basílica (Marzo de 1980)
El 24 de marzo de 1980, el Monseñor Arnulfo Romero, reconocido por denunciar públicamente las violaciones a los Derechos Humanos en El Salvador, fue asesinado en San Salvador mientras daba misa. Uno de los grupos del Movimiento de Liberación Homosexual decidió realizar una marcha en repudio del asesinato que tenía como fin seguir la ruta de peregrinos que corre a lo largo de la Calzada de los Misterios hasta la Basílica de Guadalupe. Fue la primera vez que un grupos LGBT identificado como tal, entró a un recinto religioso en México (junto a ellos también hubo presencia de organizaciones políticas y cristianos de izquierda).

### La marcha de Tlaxcoaque (Mayo de 1980)
Ante las detenciones y razzias cometidas por la policía de la Ciudad de México al mando del "Negro" Durazo, un grupo de 100 homosexuales, decidieron marchar hasta la Plaza Tlaxcoaque (cerca del centro histórico) con el fin de liberar a un grupo de homosexuales detenidos arbitrariamente en las instalaciones de la Dirección General de Policía y Tránsito. El mitin inició en las instalaciones de Televisa Chapultepec, donde se protestó en contra de la represión ideológica de la televisora, hasta la Plaza Tlaxcoaque, donde arribaron alrededor de las 16:00h.
En aquella marcha, el activista Max Mejía se subió en una maceta dentro de la Plaza donde comenzó a dar el discursó que marcó el evento. Al mismo tiempo salieron policías y granaderos cortando cartucho con el fin de amedrentar y dispersar a los asistentes. Según unas crónicas se habla de cerca de 100 asistentes, mientras otros informan de apenas 40. Solo se permitió el acceso de un contingente que tuvo un encuentro con Durazo. Se asegura que pese a las tensiones, la manifestación permitió la liberación de los detenidos.
Como se acercaba junio, se planteó la posibilidad de realizar una marcha que recordara la realizada en 1979 y que mantuviera las exigencias políticas. Gracias a ello, la Marcha de Orgullo inició su realización periódica. 

## El periodo de crisis
El investigador Carlos Martínez Carmona.  considera al periodo comprendido en la década de los años 80 como un momento de crisis en el Movimiento de Liberación Homosexual. Esto debido a la alianza de los grupos con partidos políticos como el Partido Revolucionario de los Trabajadoras, el Partido Comunista Mexicano o grupos como el Frente Nacional Contra la Represión (entre 1980 y 1982). Esto provocó una disputa por los liderazgos donde se sumaron desacuerdos políticos con enemistades personales Frente a las extorsiones, encarcelamientos y crímenes de odio promovidos por el estado, el MLH no pudo hacer frente pues había dejado de ser una forma de activismo para volverse una organización asambleista que llegó con una fuerte ruptura en 1984 cuando se disolvieron los grupos Lambda y el FHAR Finalmente durante la segunda parte de la década, entró en escena la epidemia de VIH-SIDA que acabó por estigmatizar a los grupos LGBT+. 
Paradójicamente fue el momento en donde la marcha se consolidó como una protesta anual que conmemoraba aquella primera marcha oficial de 1979. Cada año marcado por consignas diferentes y postulados diversos, a lo largo de los años la marcha a veces era era dominada por fines políticos para apoyar a un candidato presidencial, por fines educativos para concientizar sobre el uso del condón o por fines sociales en donde impera un ambiente festivo como una forma de visibilizar la diversidad.  
Lo que posteriormente sería conocido como Movimiento Gay tendría un nuevo auge a finales de la década de los 90 y con el cambio de régimen gubernamental del PRI al paso del periodo democrático de México en el año 2000. Pero para ese entonces la marcha y el movimiento ya tomaban caminos distintos.

## Ediciones

### La marcha de la Alameda (1980)
Consigna: "¡Alto a la represión contra lesbianas y homosexuales!"
Este año, la marcha no siguió la ruta original (Ninguna lo ha hecho desde 1979). La manifestación en contra de la represión policial, ocurrió del Monumento a la Revolución, al Hemiciclo a Juárez en la Alameda Central del Centro Histórico. Según medios de la época, participaron alrededor de 7000 personas. Entre las consignas también se encontraban los lemas "¡No a la discriminación laboral!" y "Contra el sexismo de los medidos de comunicación!".
Se sabe que tuvo participación del Partido Socialista Obrero (POS), el Partido Comunista Mexicano (PCM), el Partido Mexicano de las y los Trabajadores (PRT), el Instituto Mexicano de la Sexología, la Unión Nacional de Médicos y el Grupo Autónomo de Mujeres Universitarias (GAMU). Aunque ciertos grupos comunistas mantenían la idea stalinista de que la homosexualidad era "un producto de la burguesía decadente", ese año el PCM decidió sustentar la Tesis 29 que dice que la sexualidad debe ser respetada por el estado, cambiando el paradigma que se había mantenido en los 70
Esta marcha es la que históricamente guarda más memorias fotográficas debido a la cobertura que hicieron los medios de ella (La primera apenas fue retratada por medios amarillistas).

### La marcha de Reforma (1981)
Consigna: "¡Alto a las redadas y la extorsión policíaca!"
A diferencia de 1979 y con la visibilidad de la marcha de 1980, este año el MLH logró manifestarse sobre la calle de Reforma. La marcha ocurrió el 27 de junio de 1981 del Monumento a los Niños Héroes al Hemiciclo a Juárez (comenzando a marchar la ruta tradicional). Es la primera vez que la manifestación puede realizarse sobre la Avenida de Reforma.
 

Es recordada también por la participación de Rosario Ibarra de Piedra que iba de parte del PRT en donde dijo:
"Quiero decirle al gobierno y a todos los reaccionarios de este país que van a criticar mi presencia en este mitin... que siempre estaré presente en todo rincón del país donde haya un acto de represión y ustedes nunca serán la excepción".
Este acto permitió la creación de un comité que impulsó su candidatura pero que a su vez fragmentó el movimiento dando paso a colectivos autónomos como "Cuilotzin" y "Colectivo Sol". Fue el año en que el FHAR se disolvió. 

### (1982)
Consigna: "¡Educación sexual al pueblo en general!"
Mientras se apoyaba la candidatura de Rosario Ibarra, también se postularon los primeros candidatos abiertamente homosexuales a diputación federal: Max Mejía, Pedro Preciado y Claudia Hinojosa.

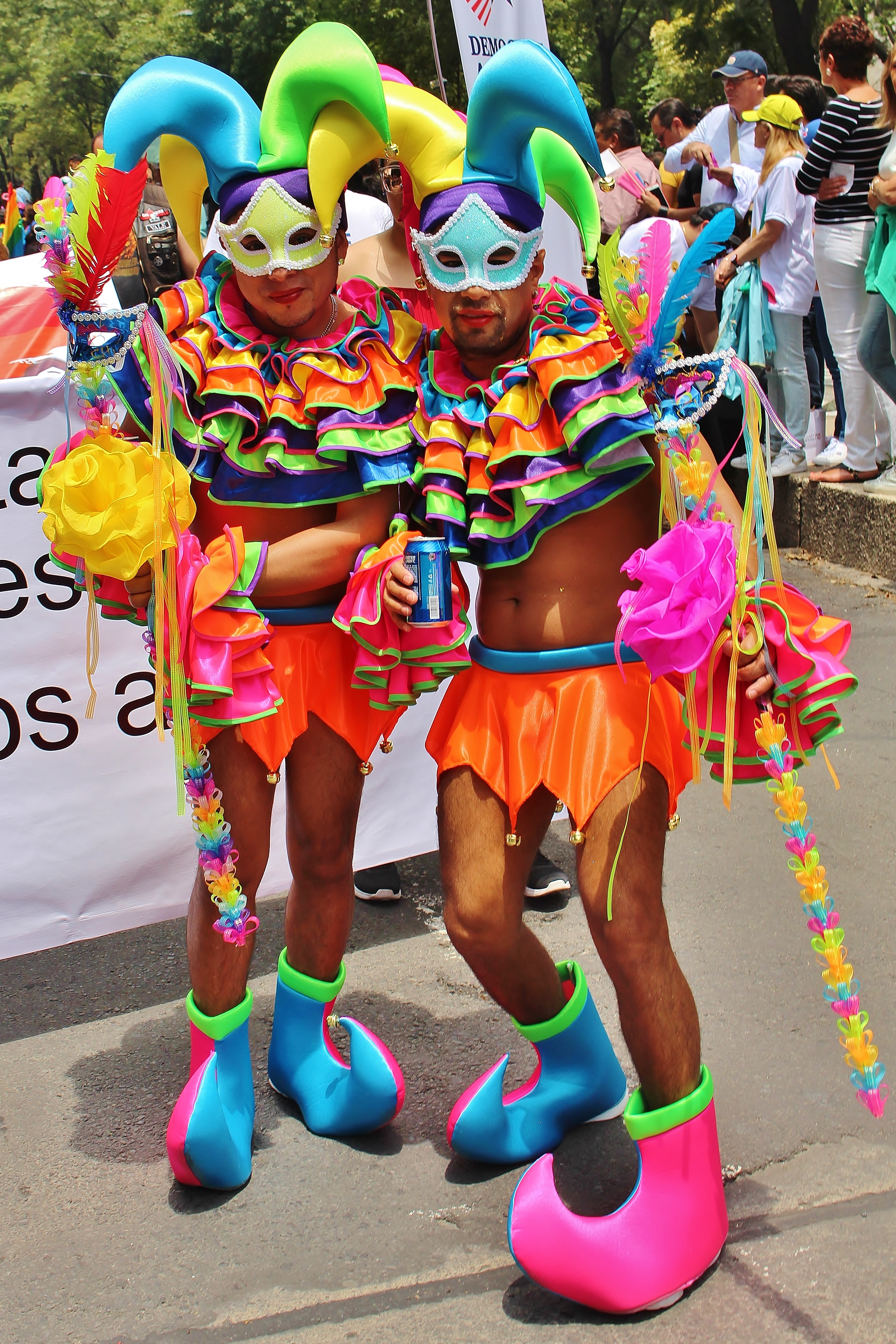
Bufones en la Marcha del Orgullo 2018

### El carnaval del Templo Mayor (1983)
Frente a la división de los movimientos, colectivos y organizaciones, se realizó un encuentro en el Salón El Rodeo de la Colonia Nápoles con el fin de unificarse para la V Marcha. Esta siguió la ruta del Monumento a los Niños Héroes al Hemiciclo a Juárez. Ahí culminaron grupos como Horus, Unificación, Lambda, Oikabeth, Alpha Unión gay de Toluca, Lesbianas Morelenses, FIGHT de Tijuana, etc. 
Pero al grupo Lesbianas, Homosexuales Organizados y Colectivos Autónomos LHOCA, La Guillotina, Lesbianas Socialistas y Yelma, se les permitió terminar a un costado del Templo Mayor en pleno Centro Histórico de la CDMX con una marcha carnaval que se alejara de los tintes políticos y partidistas.
Poco tiempo después se reveló que el virus del VIH - SIDA fue detectado en un hospital de Tlalpan en la Ciudad de México, convirtiéndose en el primer caso conocido del virus en México. 

### (1984)
Ante la aparición del virus, el movimiento inició los primeros pasos para concientizar sobre la enfermedad y promover el uso del condón. Al mismo tiempo se había dado la Primera Semana Cultural Gay en la Colonia Roma que permitió fusionar dentro de la marcha el activismo con lo carnavalezco.

### (1985)
La marcha ocurrió previo al terremoto de 1985, por lo que el sismo no formó parte del discurso.

### La marcha de la crisis (1986)
Debido a la crisis económica derivada de la mala administración gubernamental, el terremoto de 1985 y la organización del Mundial de Futbol, la marcha contó con muy poca asistencia y ese año fueron agredidos por la policía.

### La marcha desangelada (1987)
Ante la desintegración de los primeros movimientos de liberación homosexual y la aparición fragmentada de muchos otros, el rumbo de la manifestación se empezó a perder. Sumado a ello, el aumento desmedido de casos de SIDA y la desinformación de medios como "La Prensa" que incitaban a la discriminación y a la difusión de información falsa con respecto a la enfermedad, provocó una enorme crítica de los integrantes de las organizaciones frente a sus líderes. En 1988 se publicó el libro "El sida en México: los efectos sociales" donde un miembro menciona sobre estos movimientos: 
"dicen haber tomado en sus manos el problema del sida, ostentándose como redentores y realizando actividades equiparables a las del “comité de damas voluntarias del dif” o a la de las “hermanas de la caridad en pos de un orfelinato” o de un “asilo para leprosos”— se ha traducido en el descuido de lacreación de una política general como respuesta probable a todo lo que implica la problemática del sida."

### La marcha del SIDA (1988)
Consigna: "Concientizar a la población sobre VIH, no solo afecta a la comunidad homosexual"

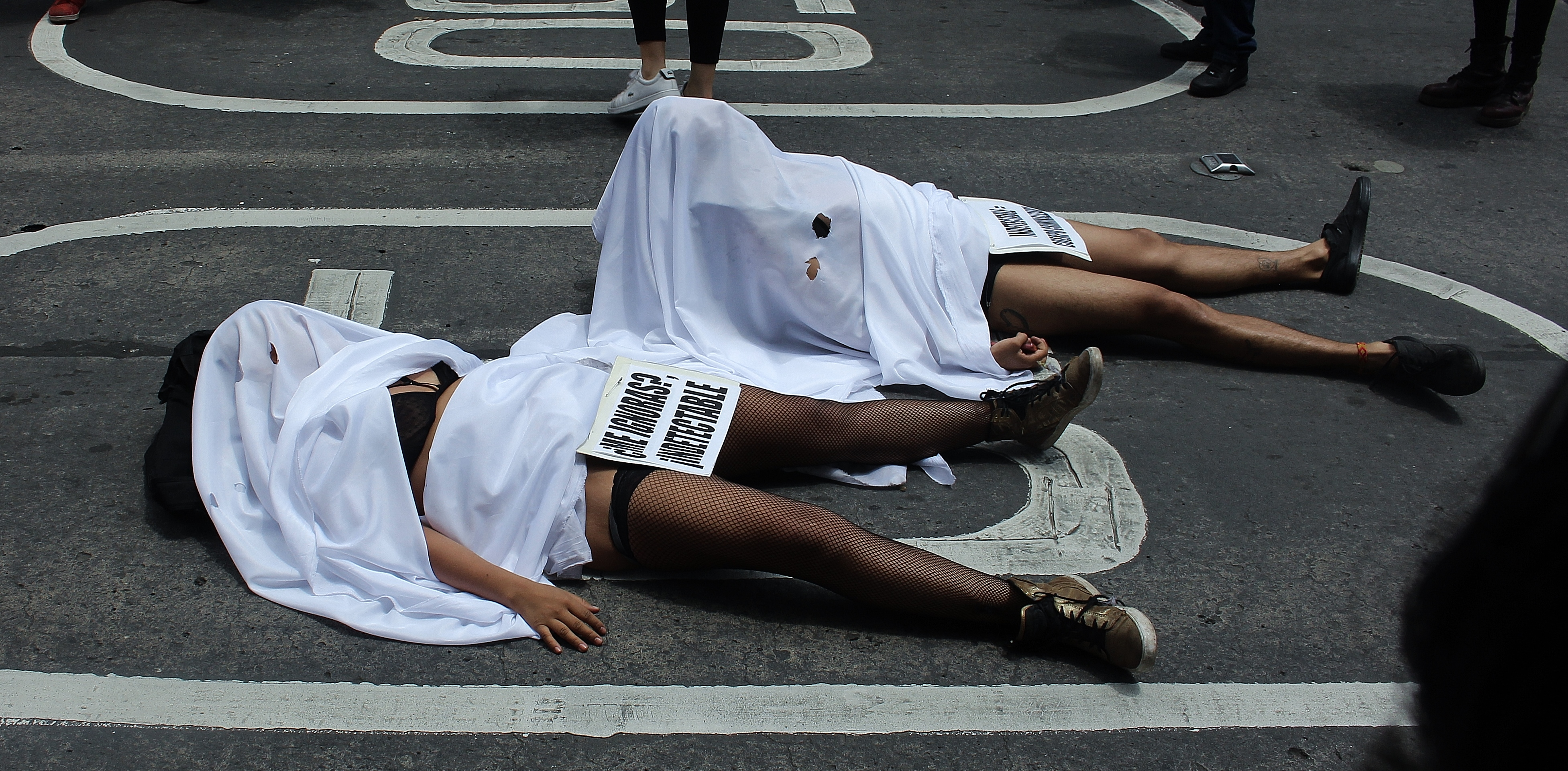
Performance. Lo que el SIDA se llevó, sobre la avenida Reforma. (2018)

Ante las críticas por el actuar de las organizaciones, la marcha adquirió tintes educativos y de concientización para fomentar el uso del condón y revelar los últimos estudios sobre el VIH y el SIDA que desmentían la información de los medios de comunicación. Desde entonces la Semana Cultural (que desde 1987 tenía como sede el Museo del Chopo) se dedicó a la preparación y organización de la marcha a lo largo de los años 90 Sin embargo la estigmatización de la enfermedad provocará que las ediciones siguientes de la marcha no acudiesen muchos asistententes por temor a ser relacionados con la enfermedad. Solo recuperaría su fuerza a partir de 1994 con la llegada de un gobierno de izquierda a la capital del país.  

### La marcha bisexual - transexual (1998)
Hata este momento la marcha solo tenía los motes de Lésbico Gay. Fue la activista Natalia Anaya quien junto con 5 bisexuales, solicitó a los organizadores la inclusión de la "B" en la marcha. Según una entrevista en 2014, Natalia narra que al hacer la solicitud le respondieron:
""Pero ésos no existen”. Y entonces dijimos: “Qué poca madre. Te estamos diciendo que nosotros estamos aquí. ¿Qué no nos ves? Estamos aquí parados y paradas: somos bisexuales y sí existimos”. “Tiene razón”. En esa mentalidad joven, dijeron: “Va. Vamos a incluirlos”. Y al fondo había un grupo de […] yo vi que eran más bien hombres travestis, más que mujeres transexuales. No había hombres trans: eran hombres travestis, que es diferente. Y tam-bién se voltean y alguien dice: “Oigan, pero también nuestras compañeras travestis deberían de incluirse, y dicen: “¿Ustedes qué opinan?” “Pues sí, ¿no?” “Entonces vamos a ponerle como ya en otros países se pone: lgbt”. Y fue la primera vez que salimos como lgbt"
La marcha contó con la participación de Patria Jiménez quien había sido elegida como primera diputada abiertamente lebiana. Un grupo de empresarios entrega además el Premio al Mérito Gay, obtenido por el escritor regiomontano Joaquín Hurtado. 

### La marcha del Zócalo (1999)
Por primera vez la marcha llegó al Zócalo de la Ciudad de México. Había adquirido un nuevo auge y mayor boom por lo que ante la masividad del evento, se les permitió la entrada al Zócalo. En los años siguientes se sumarían políticos, empresas, medios de comunicación, etc

### La marcha de los 41 (2001)
Consigna: "El respeto a la diversidad sexual es la paz"

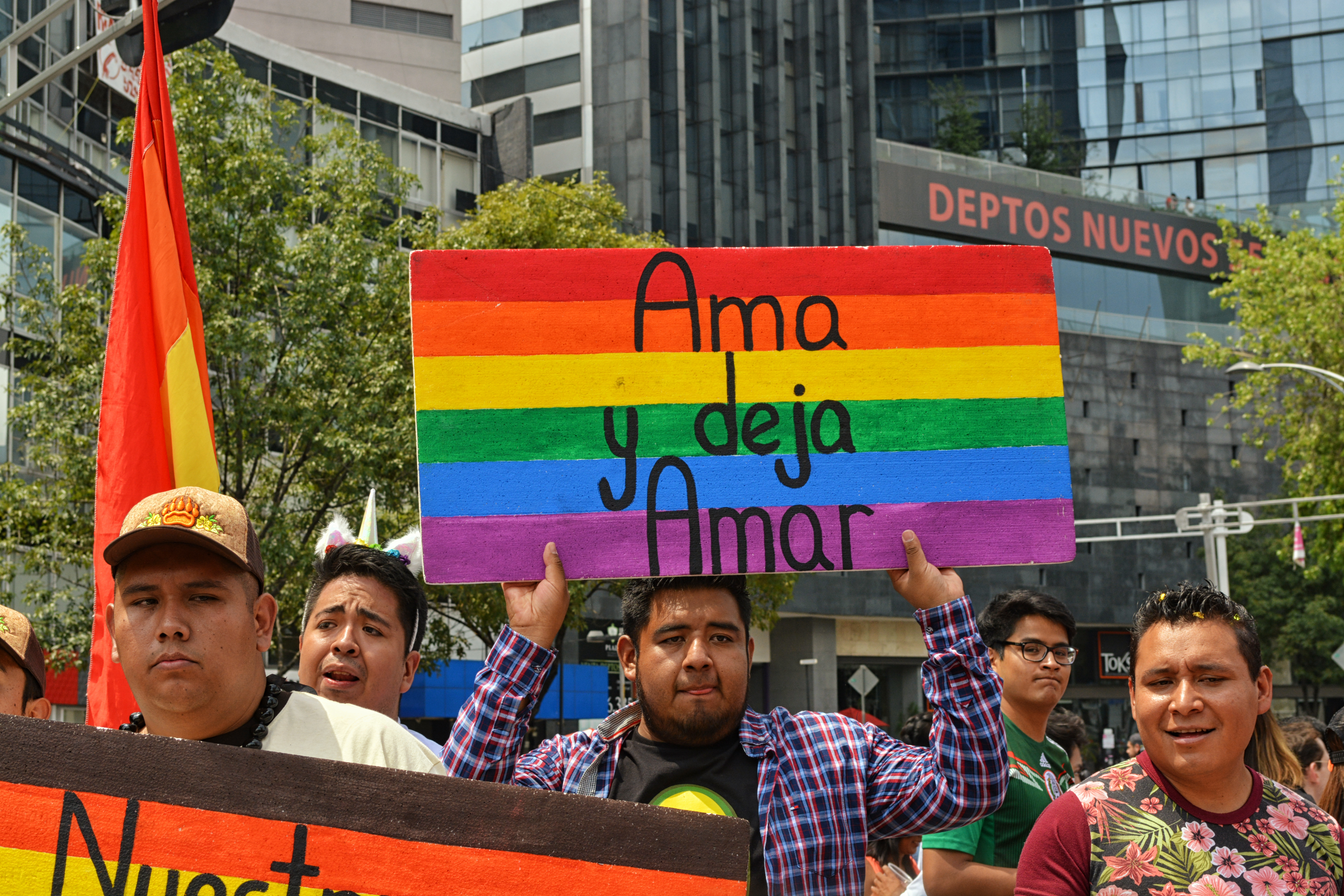
Asistentes a la marcha en 2018

Aunque la cifra oficial afirma la participación de 7mil personas, los organizadores contabilizaron alrededor de 30mil. Aquel año se conmemoraban 100 años de la redada de los 41 por lo que la marcha conmemoró el evento con la develación de una placa en la Alameda. Así mismo se protestó en contra de la represión orquestada por Dolores Padierna en la Delegación Cuauhtémoc tras cerrar bares que atendían a la comunidad LGBT con el pretexto de "falta de seguridad".

### La marcha de la Sociedad de Convivencia (2002)
La marcha fue marchada por la exigencia de la aprobación de lla Ley de Sociedad de Convivencia con la participación de padres de hijos LGBT+.

### La marcha Lésbica (2003)
Este evento debe considerarse aparte de la Marcha del Orgullo. A 25 años del movimiento, las lesbianas barajearon la posibilidad de hacer una marcha exclusivamente para ellas. La organización inició el 30 de noviembre de 2002 dejando en claro que no formaría parte de la Marcha LGBT+ pues se criticaba que este no custiobana el sistema existente y replicaba los roles machistas, la violencia de género, la prostitución y los estereotipos. La idea ya se había planteado desde 1999 y se planteó como fecha de realización el 21 de marzo de 2003. Se contabilizó la participación de más de 2500 mujeres y desde entonces continúa realizándose como evento aparte para cuestionar la hegemonía discursiva del movimiento LGBT+.  

### XXX Aniversario de la Marcha (2008)
Fue organizada por el Comité Orgullo México AC (COMAC) con una asistencia de más de 200mil personas. Se exigió al entonces presidente Felipe Calderón declarar el 17 de junio como día nacional de lucha contra la homofobia, que fue aprobado por el congreso pero no por el poder Ejecutivo.

### (2015)
Desde 2015 la organización de la marcha la hace el Comité IncluyeT y cada año se realiza una convocatoria para elegir a la persona que ilustrará el cartel oficial.

### 2016
La Marcha del Orgullo XXXVIII tuvo ese año el lema «Todas las familias, todos los derechos ya», el gobierno de la Ciudad de México contabilizo 200 mil asistentes. Destaca la presentación de la Bandera Monumental de 400 metros de largo (de la glorieta de la palma a la glorieta del ángel) que desfiló por toda la ruta de la marcha hasta llegar al zócalo capitalino.

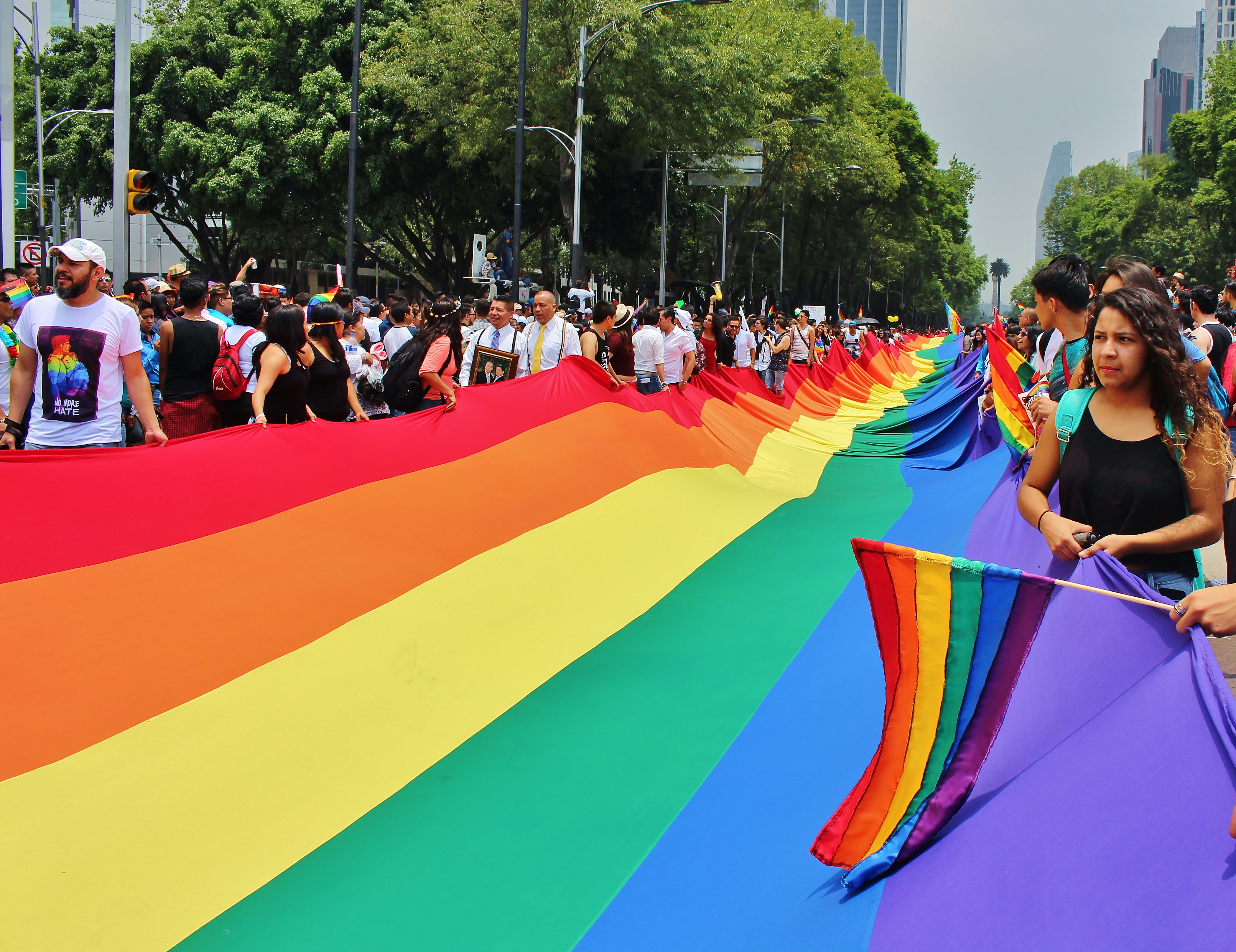
Bandera Monumental de 400mts para la Marcha del Orgullo 2016

### 2017
En este año el lema fue: «Respeta mi familia, mi libertad, mi vida». Según fuentes oficiales del gobierno de la Ciudad de México participaron alrededor de 23 mil personas.

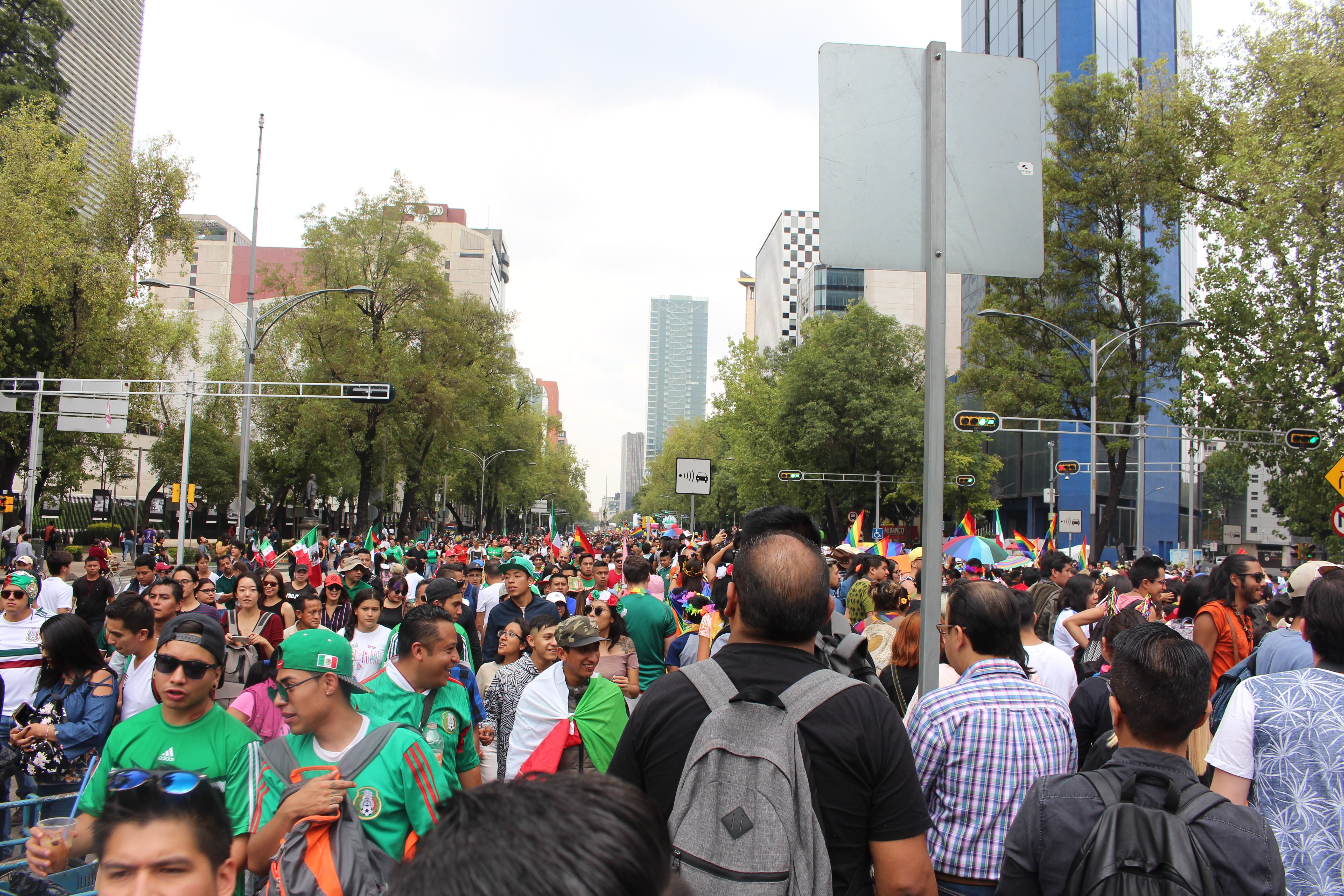
Marcha de 2018. Reforma fue tomada al mismo tiempo por aficionados al futbol y manifestantes LGBT

### 2018
En 2018 la realización de la marcha coincidió con el partido de fútbol de la Copa Mundial de Fútbol de 2018 donde la selección mexicana le ganó a Corea del Sur, llenando de aficionados el Ángel de la Independencia, el sitio de festejo por tradición, la policía capitalina dividió la avenida para tener espacios diferenciados para las personas que iban a festejar y las que asistían a la marcha, al festejo llegaron dos mil personas y a la marcha más de 25 mil y ambos eventos se realizaron sin incidentes, según autoridades de la CDMX.

### 2019
En esta edición se congregaron más de 65 000 personas.

### 2020
La edición de 2020 se realizó en línea por las restricciones sanitarias y de distanciamiento social causadas por la pandemia de COVID. El lema de ese año fue «Alerta por nuestros derechos ¡no al retroceso!».

### 2021
El 18 de marzo de 2021 el comité anunció que la marcha se llevará a cabo de forma virtual, por segundo año consecutivo a causa de la pandemia de COVID-19. Para esta edición la ganadora para ilustrar el cartel oficial fue la caricaturista queretana Ana Luisa Ríos Hernández, conocida como “Luisa Wolf” o “Lobo Panzaverde”, quien detalló en un comunicado de prensa:
En este cartel busqué representar lo que implica el sentido de comunidad, en donde más allá de juzgar por nuestras diferencias, empaticemos con ellas, las celebremos y complementemos nuestra unidad como colectivo; por ello hay niñxs, personas trans, personas de la tercera edad, comunidades indígenas, no binarixs, cuerpos diversos, porque así es la vida misma: tan infinita como nosotrxs.
El lema de esta edición será «Frente al desamparo: Resistencia y unidad. Lo radical es la empatía».

## Polémicas

### Paquete Diamante

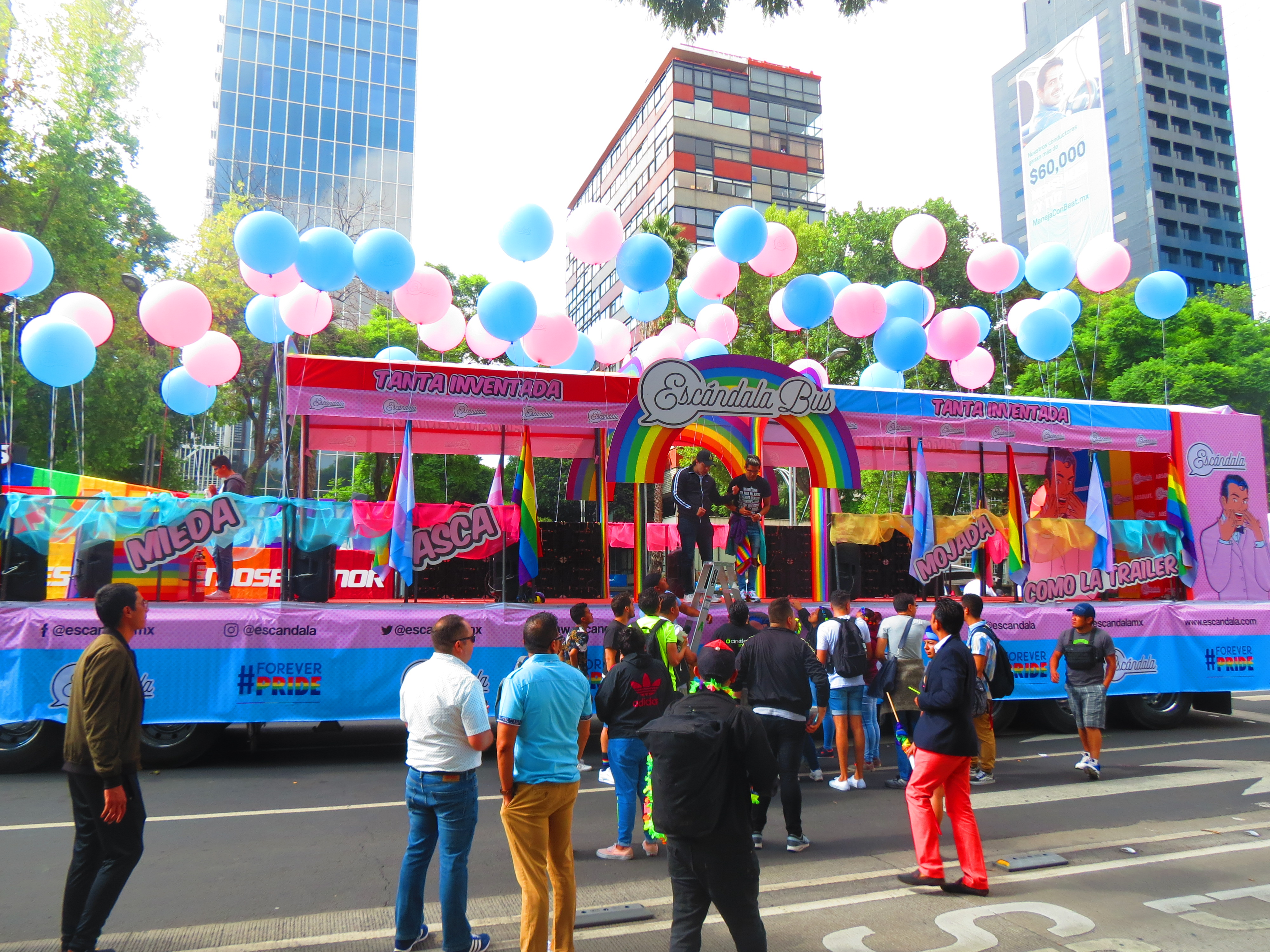
Autobuses de empresas y bares acompañan la marcha.

En 2023 se reveló la filtración de un documento por Twitter con logos del comité Gay Pride CDMX LGBTTTIQ+ donde se ofertaban espacios comerciales por paquetes. Entre las ofertas se presentaba el "Paquete Diamante" con un costo de un millón de pesos por colocar un carro entre los primeros quince lugares de la marcha; y el más barato ofertado como "Paquete Plata" que cobraba $75 000 junto. Los paquetes incluían logotipos en las pantallas principales del Zócalo, aparición en conferencias de prensa, banners y patrocinios. Los grupos organizadores se deslindaron del documento por medio de un comunicado en redes sociales.
El caso reveló una disputa de poder entre los grupos organizadores como el "Comité Histórico de la Marcha del Orgullo", el "Gay Pride Comunidad LGBTIQ", "Gay Pride, Orgullo y Dignidad", y "Marcha LGBTQ" (estos dos últimos, principales organizadores del evento). Unos a otros se acusaban de permitir que la marcha fuese tomada para promoción electoral, grupos empresariales y omisión de consignas y exigencias públicas.

### Incongruencias

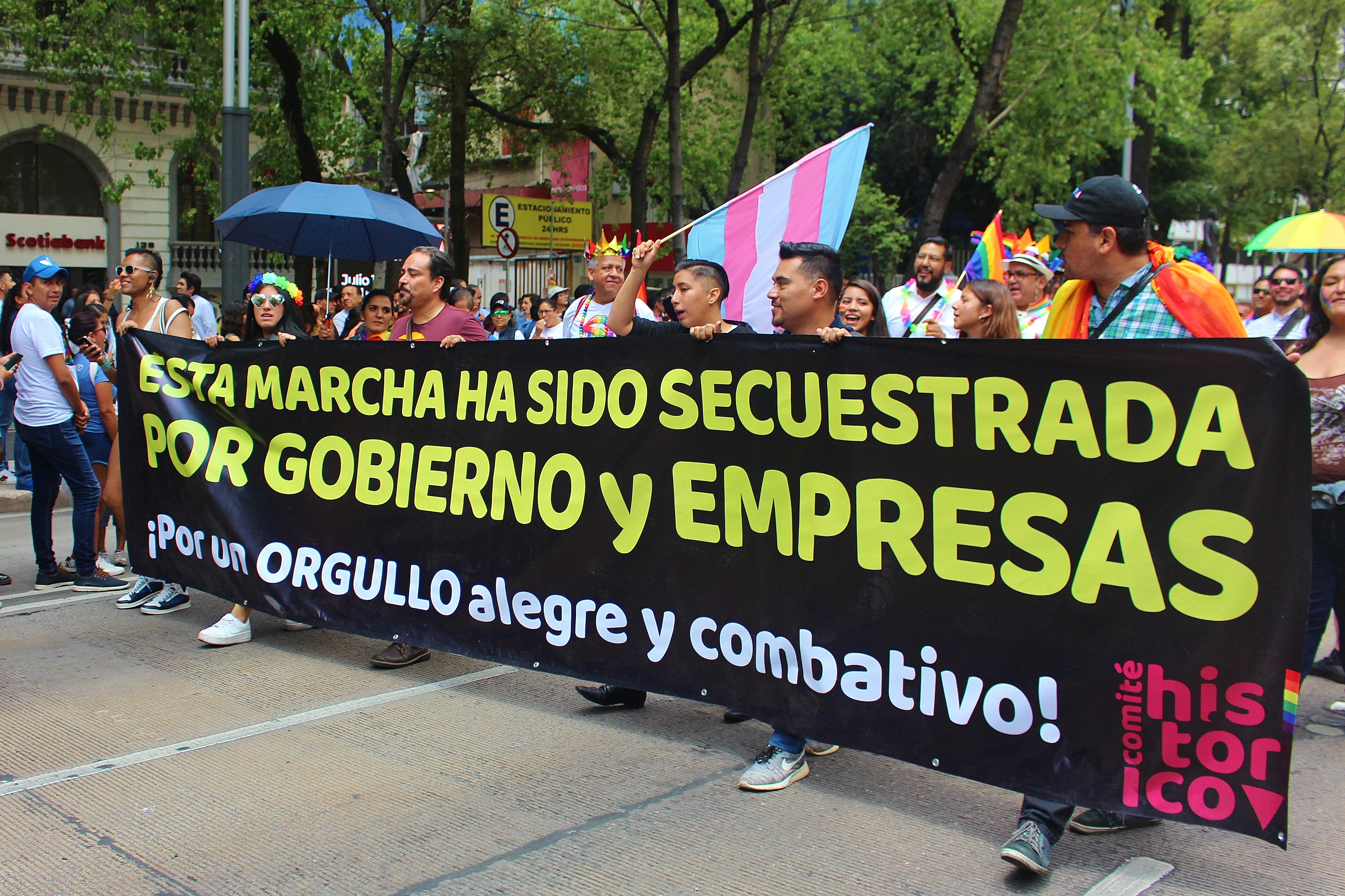
Protesta contra el secuestro de la marcha 2019

Frente a la polémica, los medios destacaron que la disputa había provocado dos marchas distintas en ediciones anteriores: en 2022 se retrasó por mala logística en donde un comité decidió invitar a la jefa de gobierno Claudia Sheinbaum y que hubo dos escenarios musicales distintos, y durante la pandemia de Covid-19 también se realizaron dos marchas virtuales distintas.
Al mismo tiempo se criticó que se aplicara el anglicismo de "Gay" que además de dejar en segundo término la historia de la lucha en México, también omitía el resto de letras pertenecientes al acrónimo LGBTTTIQ+, invisibilizando al resto de la comunidad.
Sumado al tema, se criticó la presencia de personajes abiertamente homófobos, sobre todo la aparición del conductor Alfredo Adame como embajador del Gay Pride 2023 (recordado por rechazar violentamente a su hijo cuando este se declaró homosexual).
Las incongruencias constantes provocaron la aparición de "bloques negros" que se presentaron en la marcha para contrarrestar el discurso hegemónico de los principales comités organizadores. Entre ellos el colectivo "LLECA Escuchando la calle", "House of Magdalena" "DiVU AC" y "VIHve Libre", se pronunciaron en contra de que se lucre con el movimiento.

### Contramarcha de la rabia
Ante las constantes polémicas por el mercantilismo de la marcha del orgullo en la Ciudad de México, nació la acusación de pinkwashing: empresas y gobiernos que usan el evento para limpiar su imagen sin comprometerse con la comunidad LGBT+. En ese contexto, el artista Lechedevirgen anunció en 2025 la "Marcha de la Rabia" con punto de reunión en el Auditorio Nacional y rumbo a la Embajada de Israel en la Ciudad de México (en el marco de las protesta por el conflicto bélico con Palestina).

## La sociedad civil

### Carteles y consignas
Dentro de la marcha participan distintos contingentes, organizaciones, empresas y personas de la sociedad civil. En este último grupo, cada persona expresa sus diversas inquietudes, exigencias o mensajes por medio de carteles. 

Galería de carteles
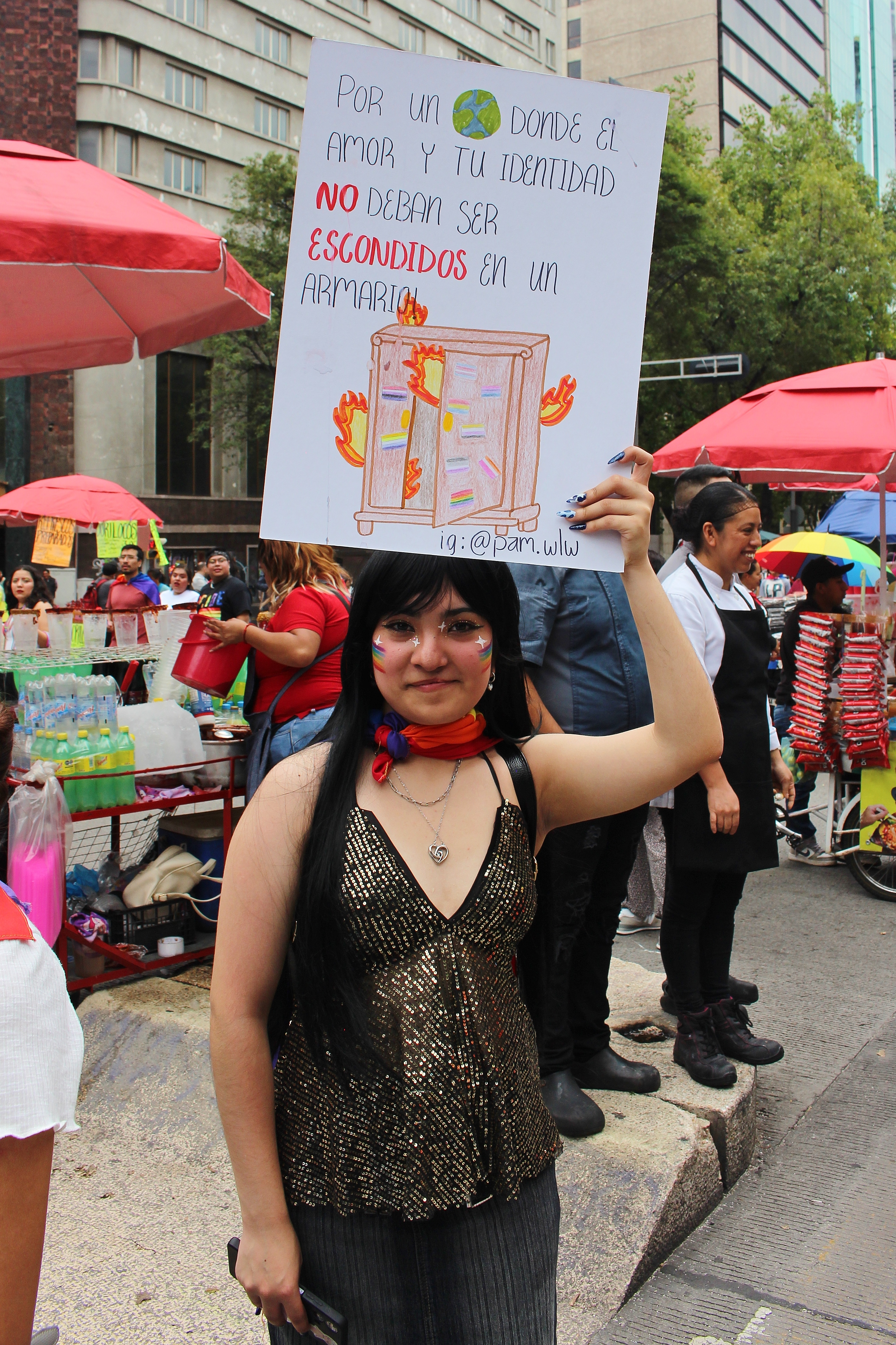
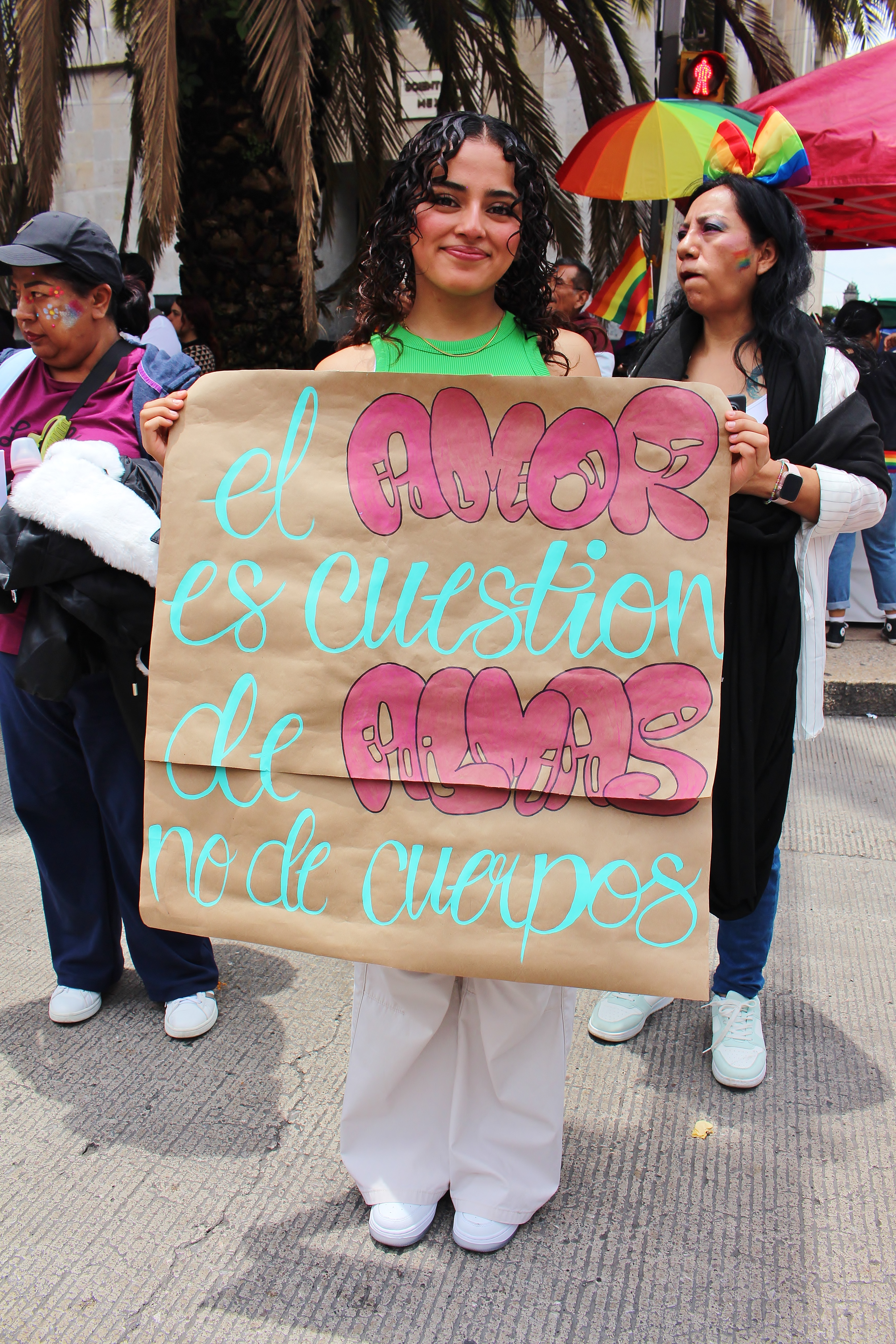
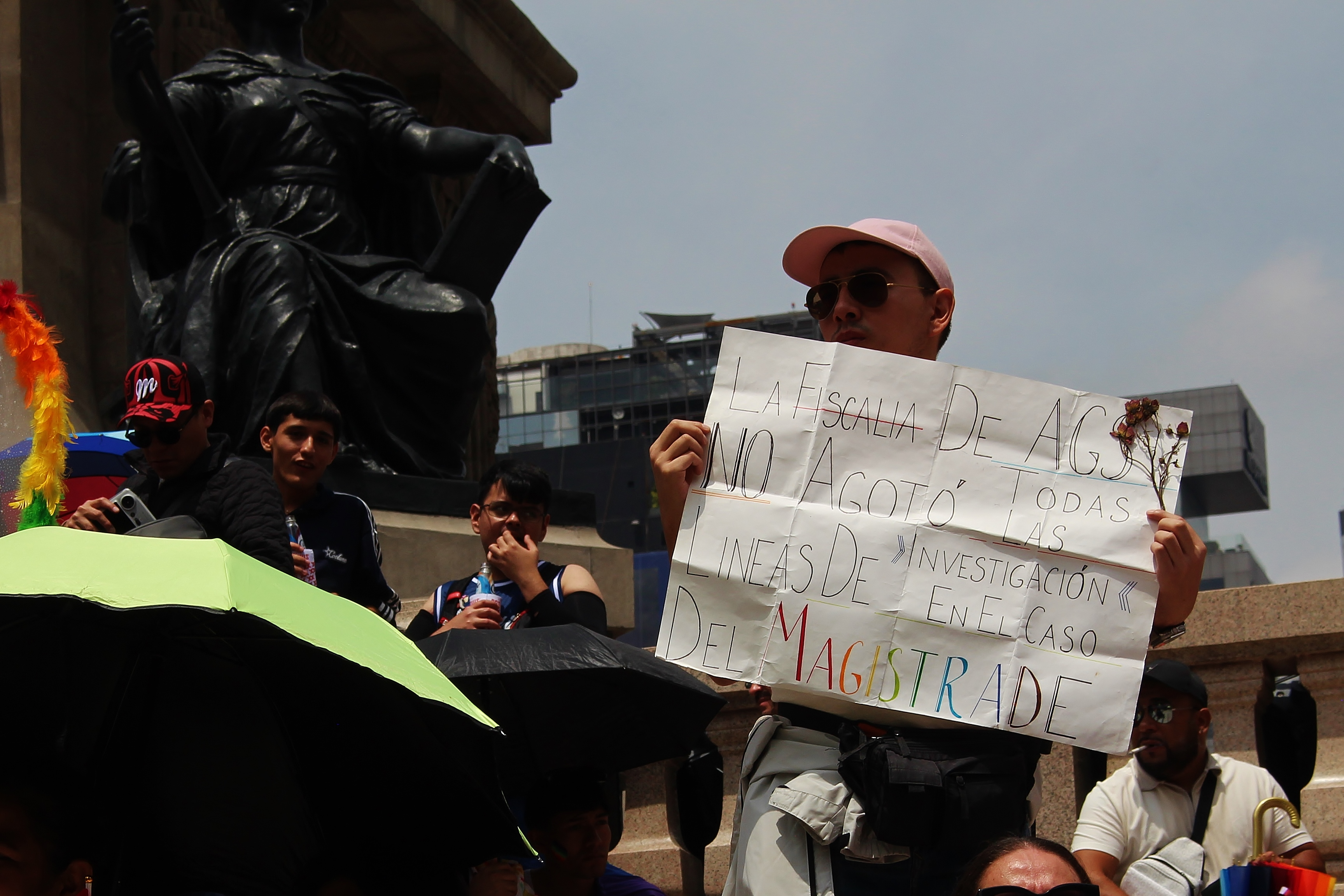
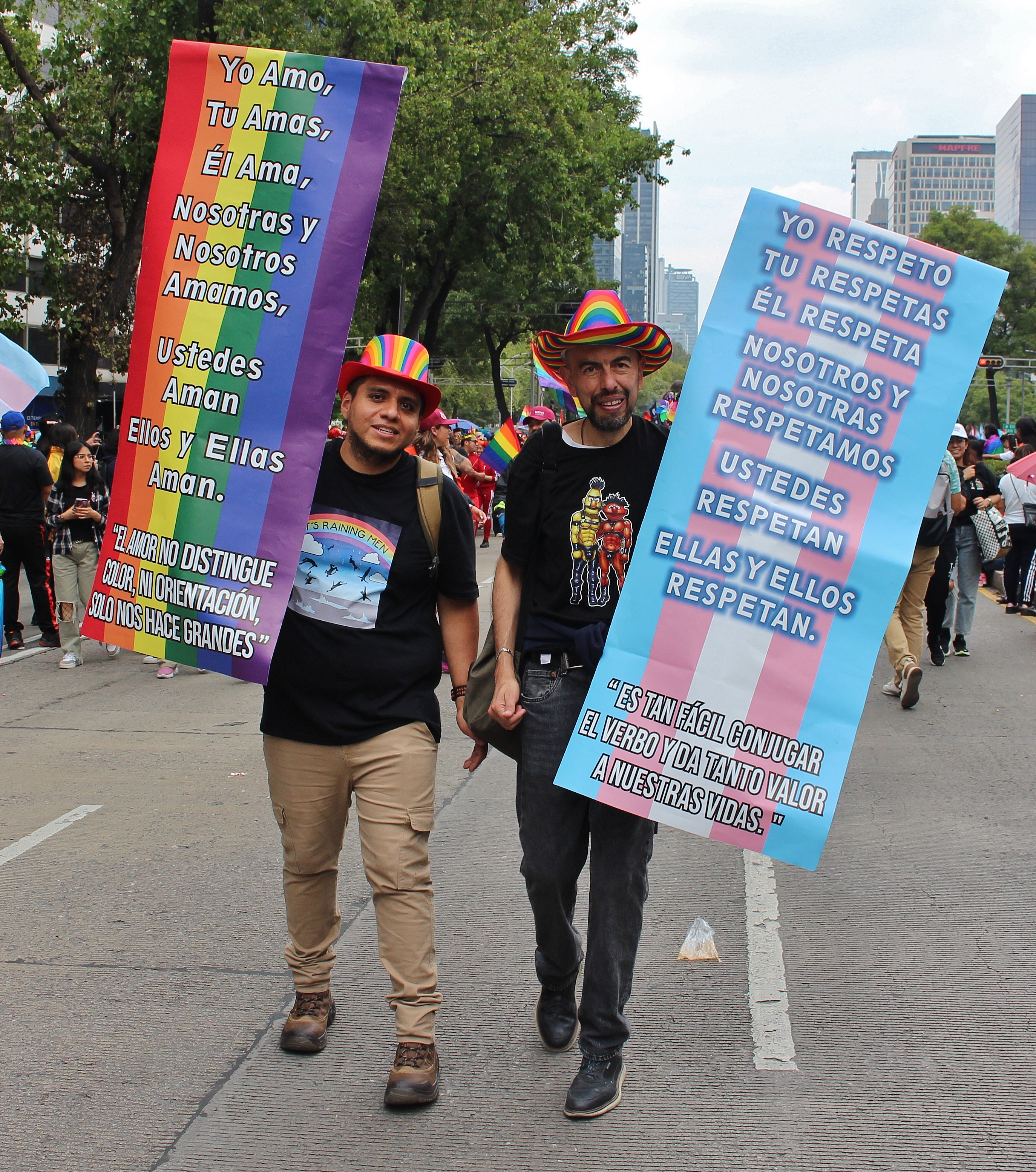
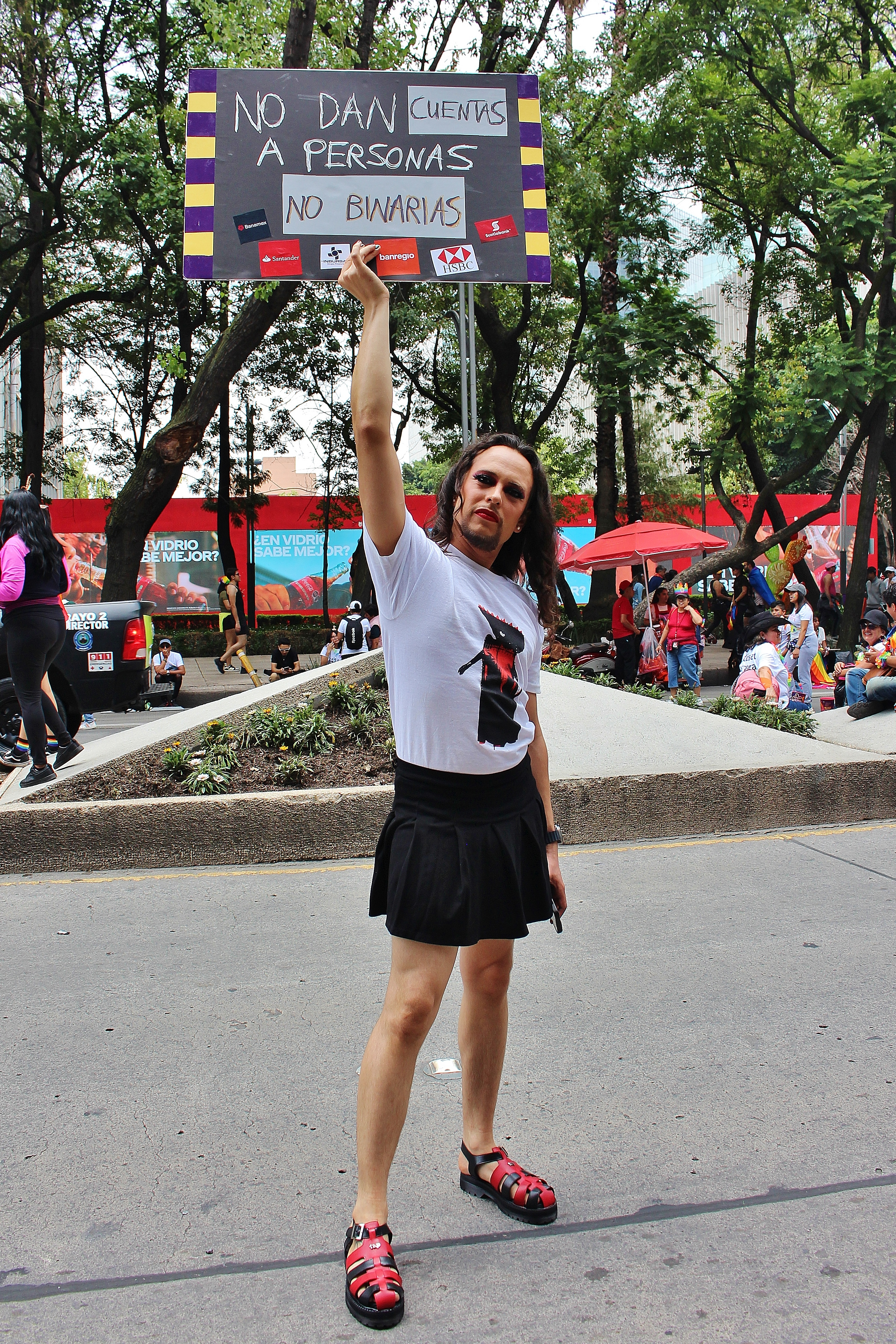
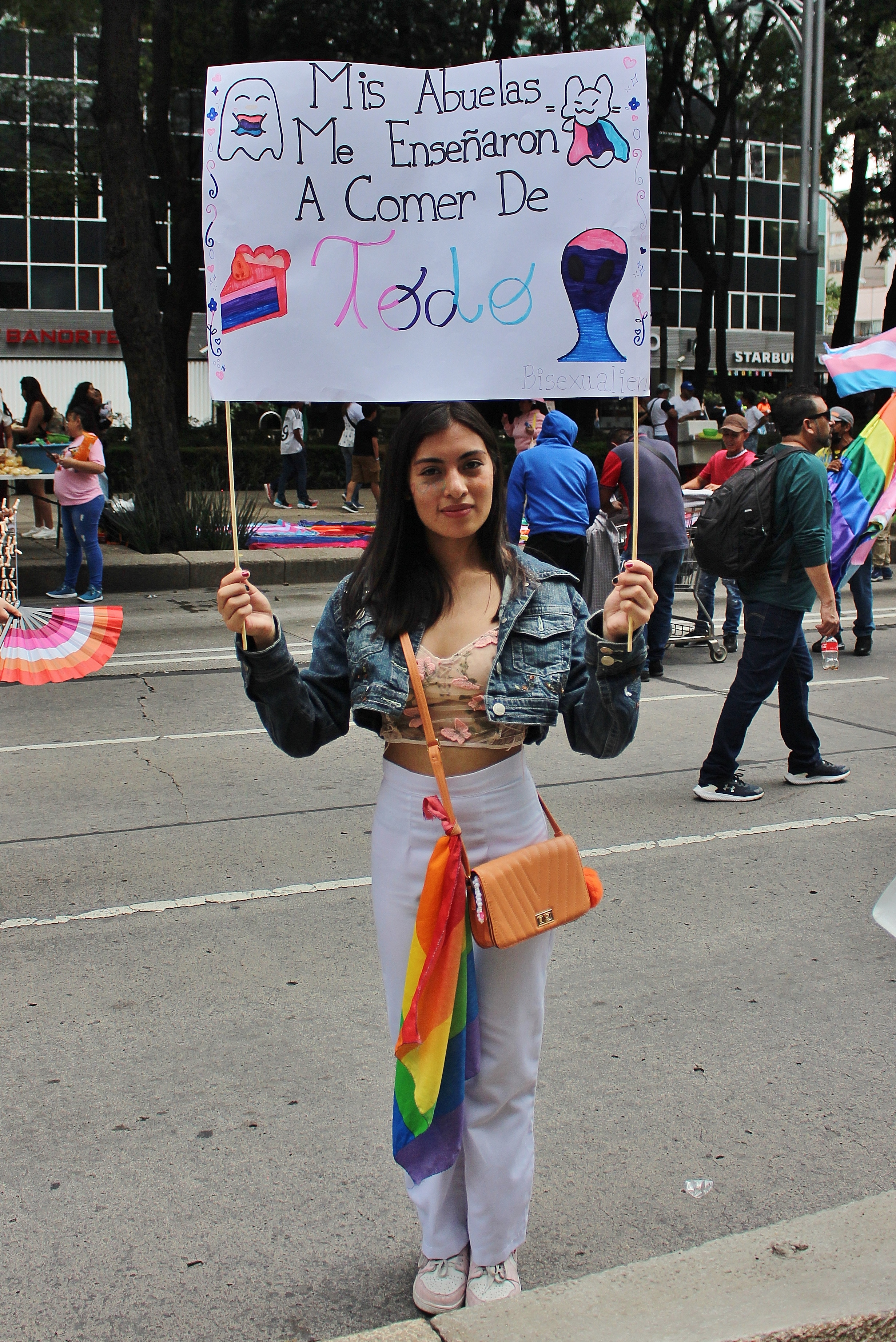
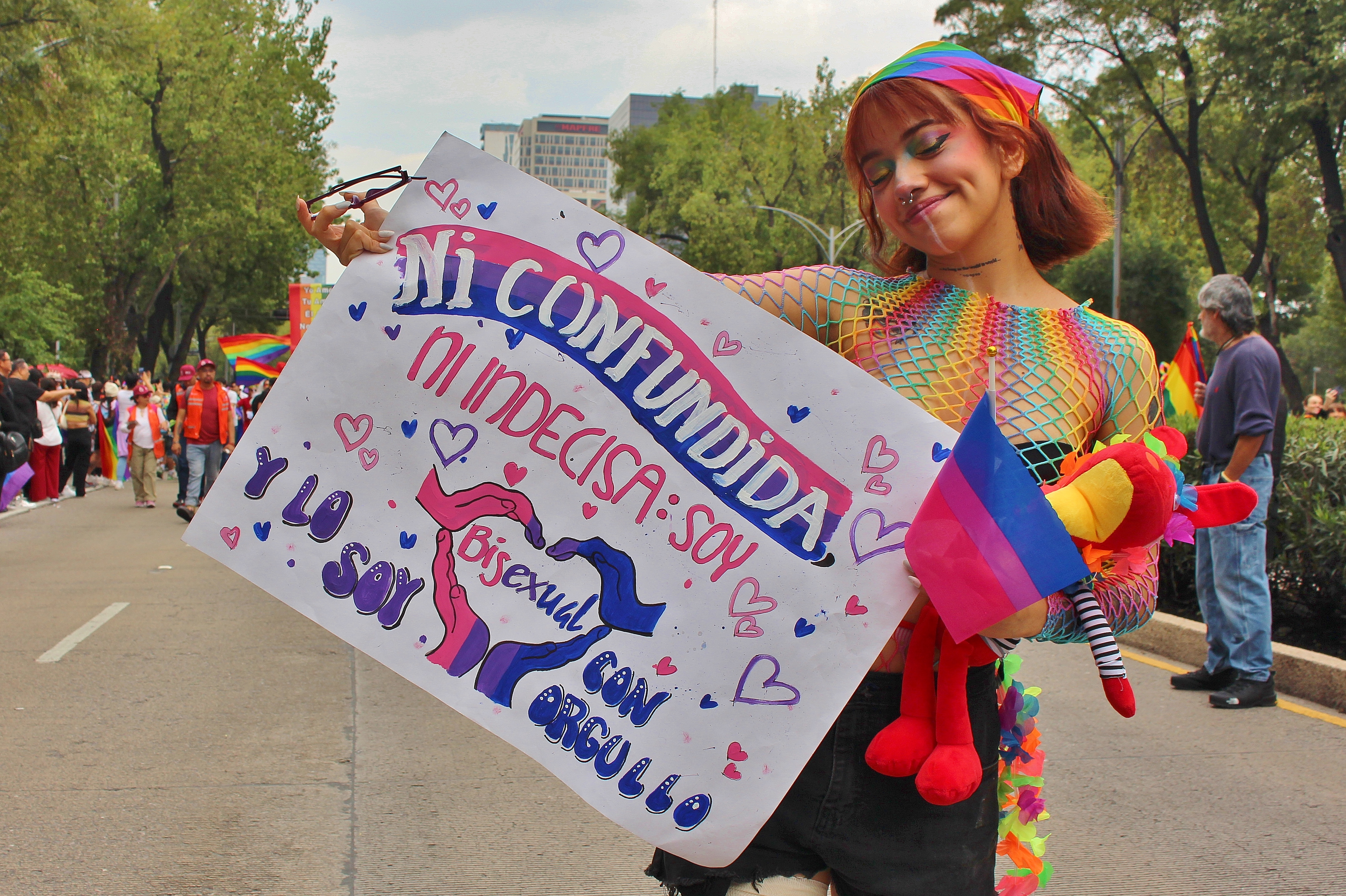
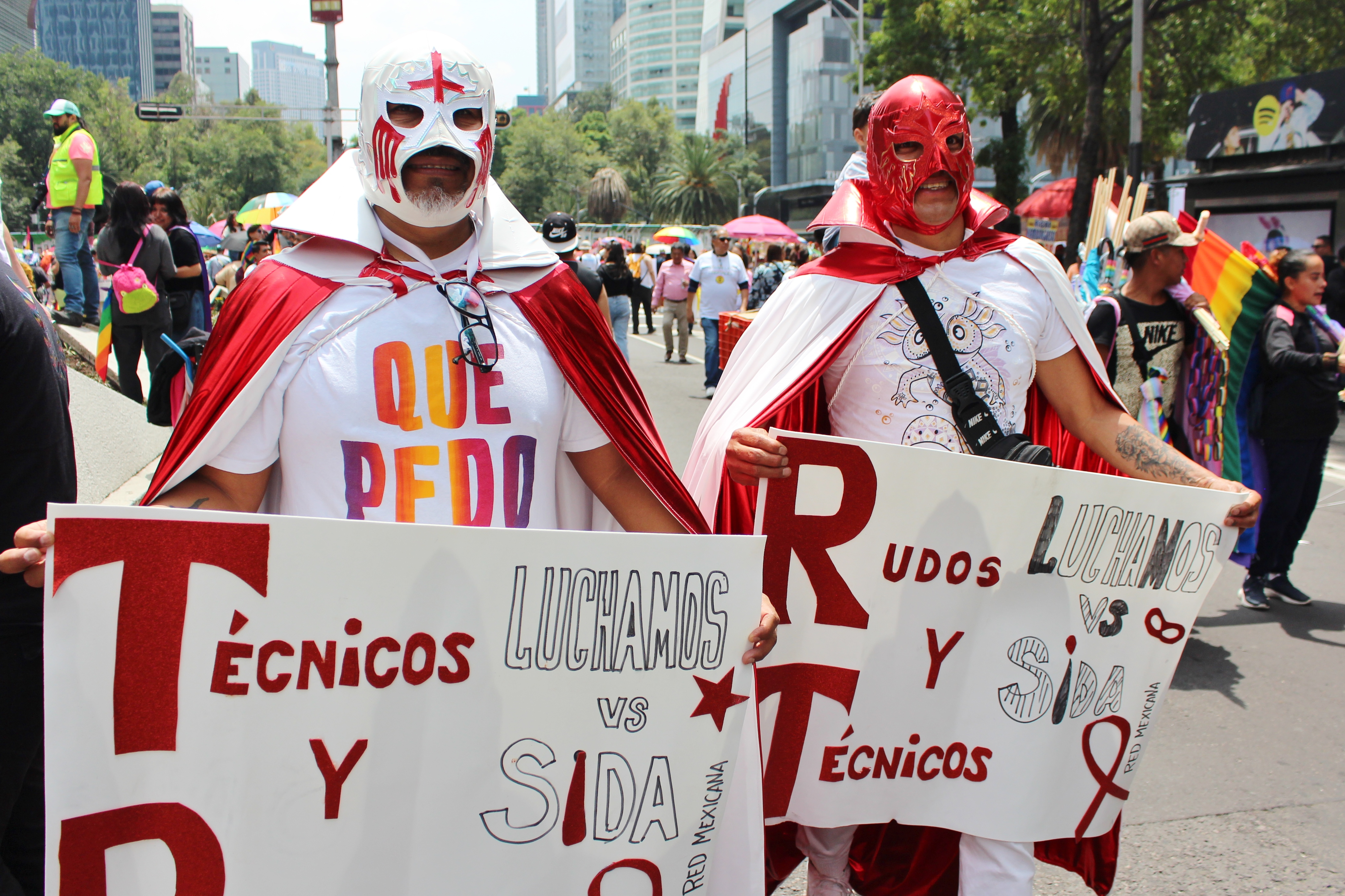
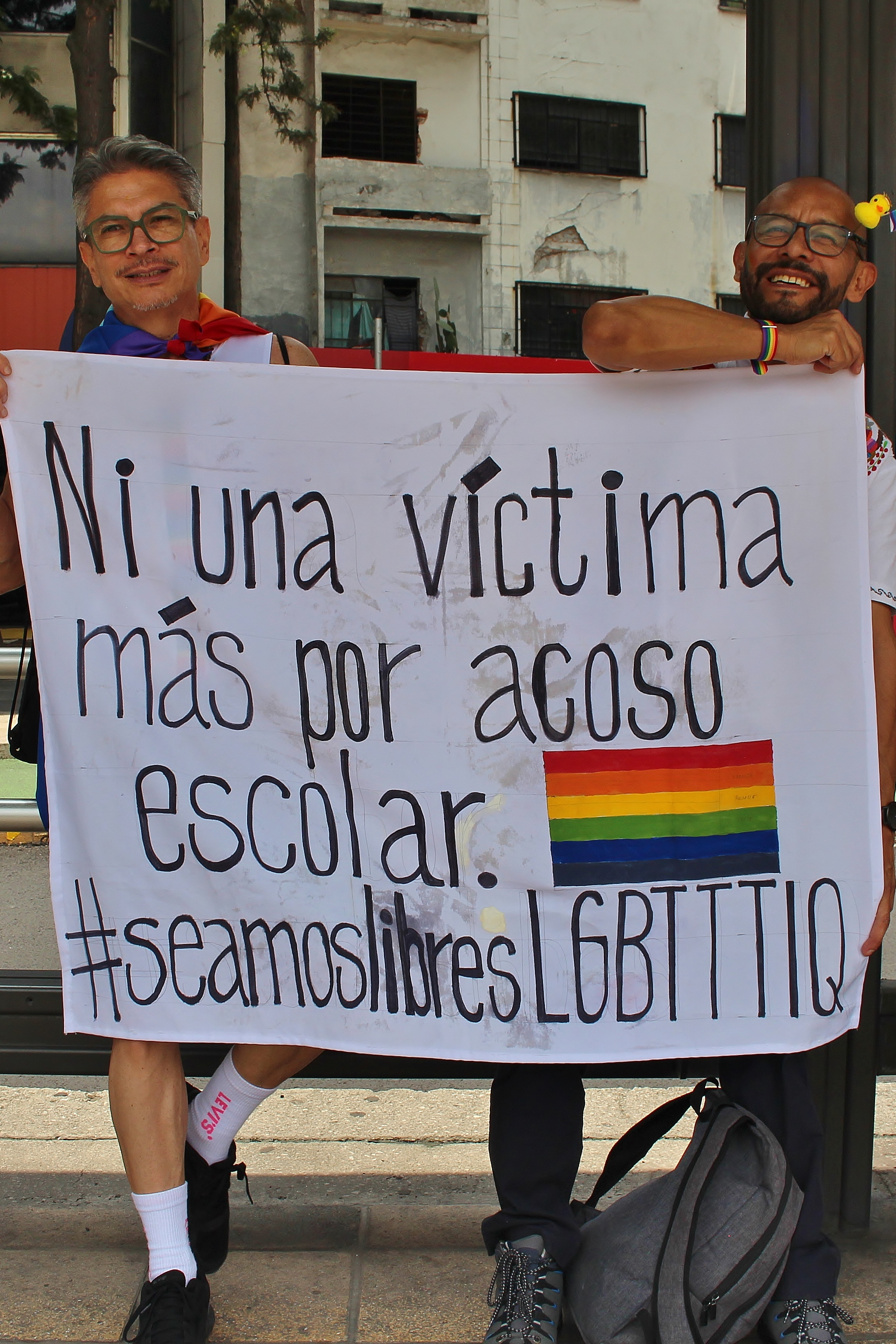
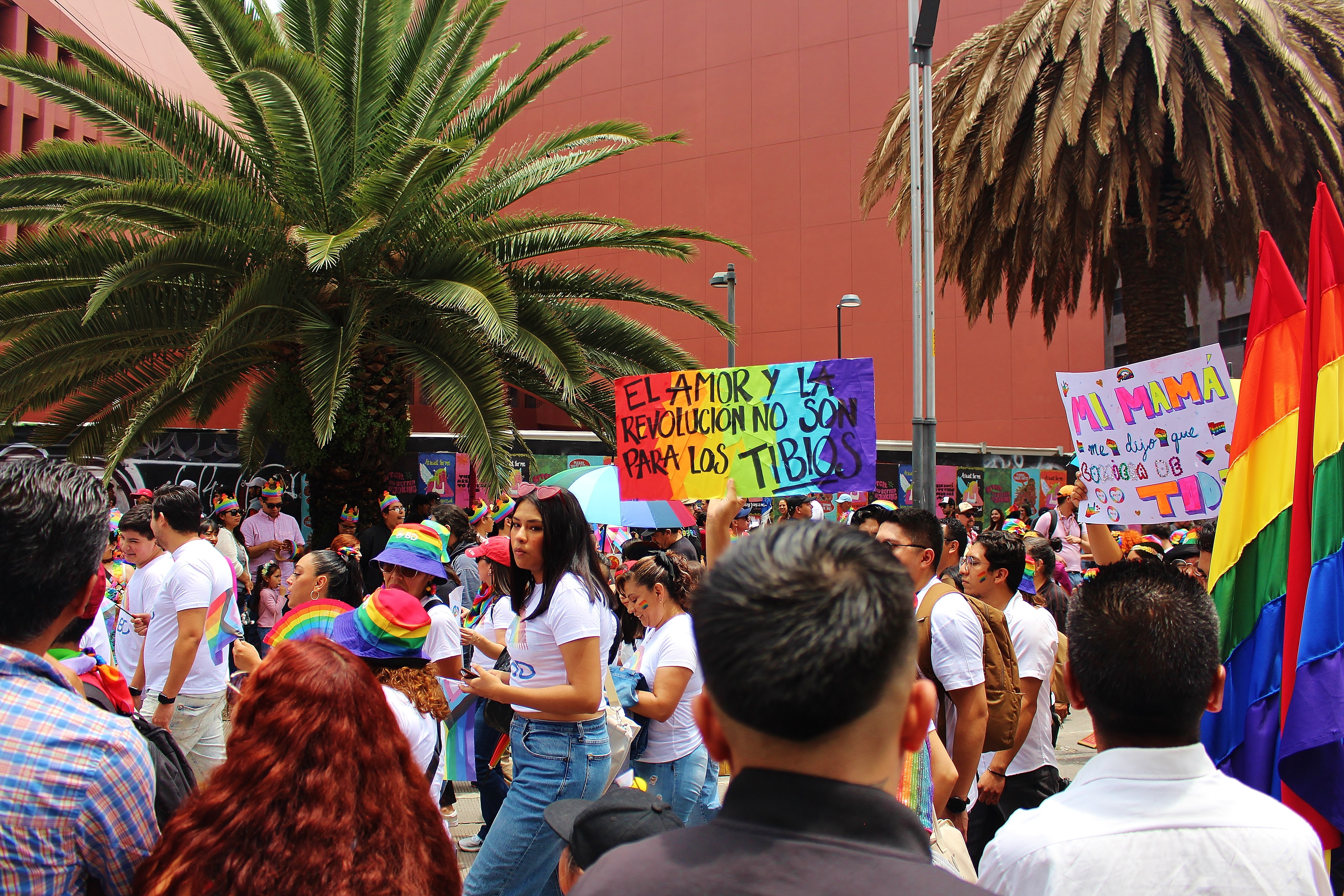
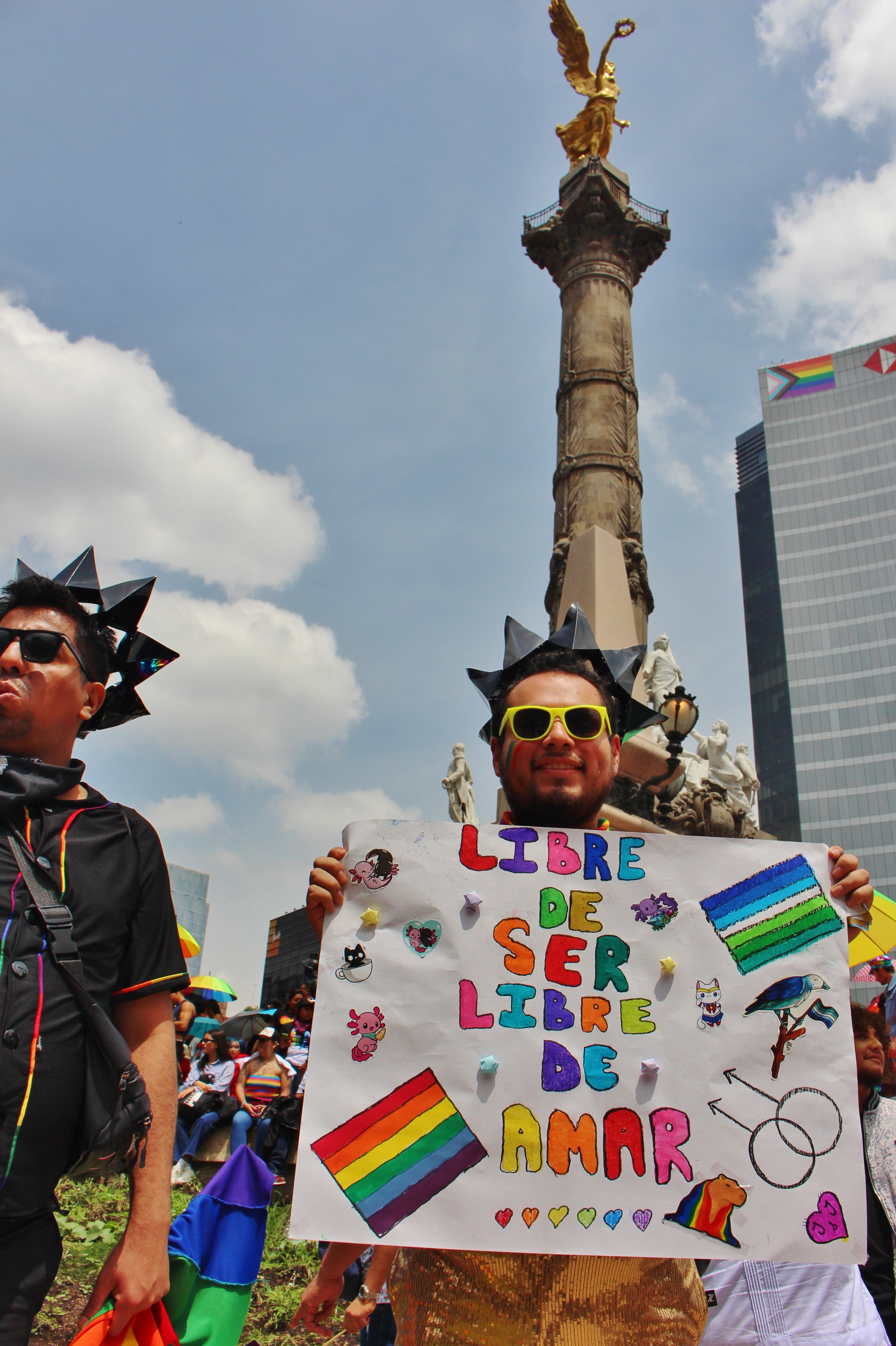
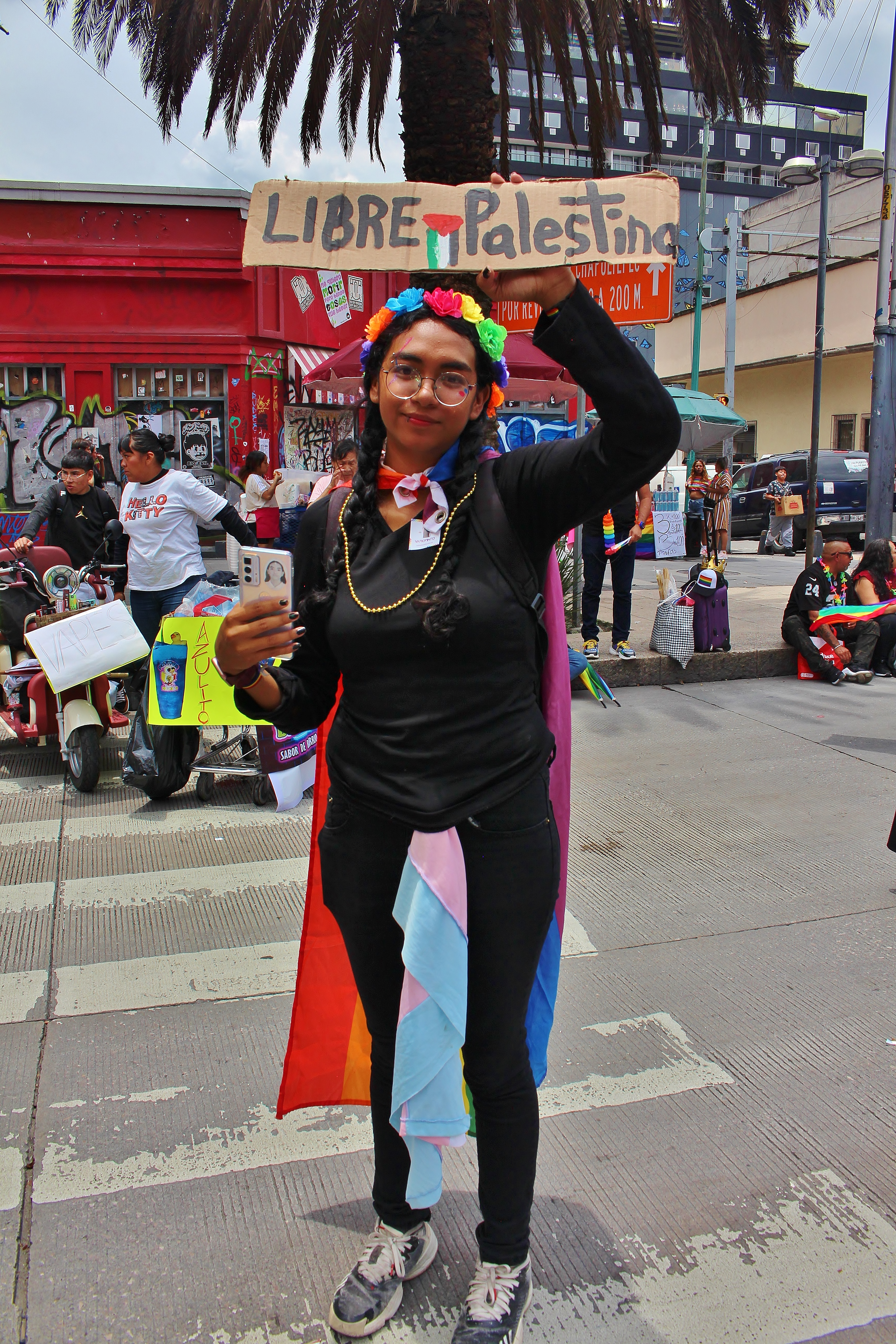
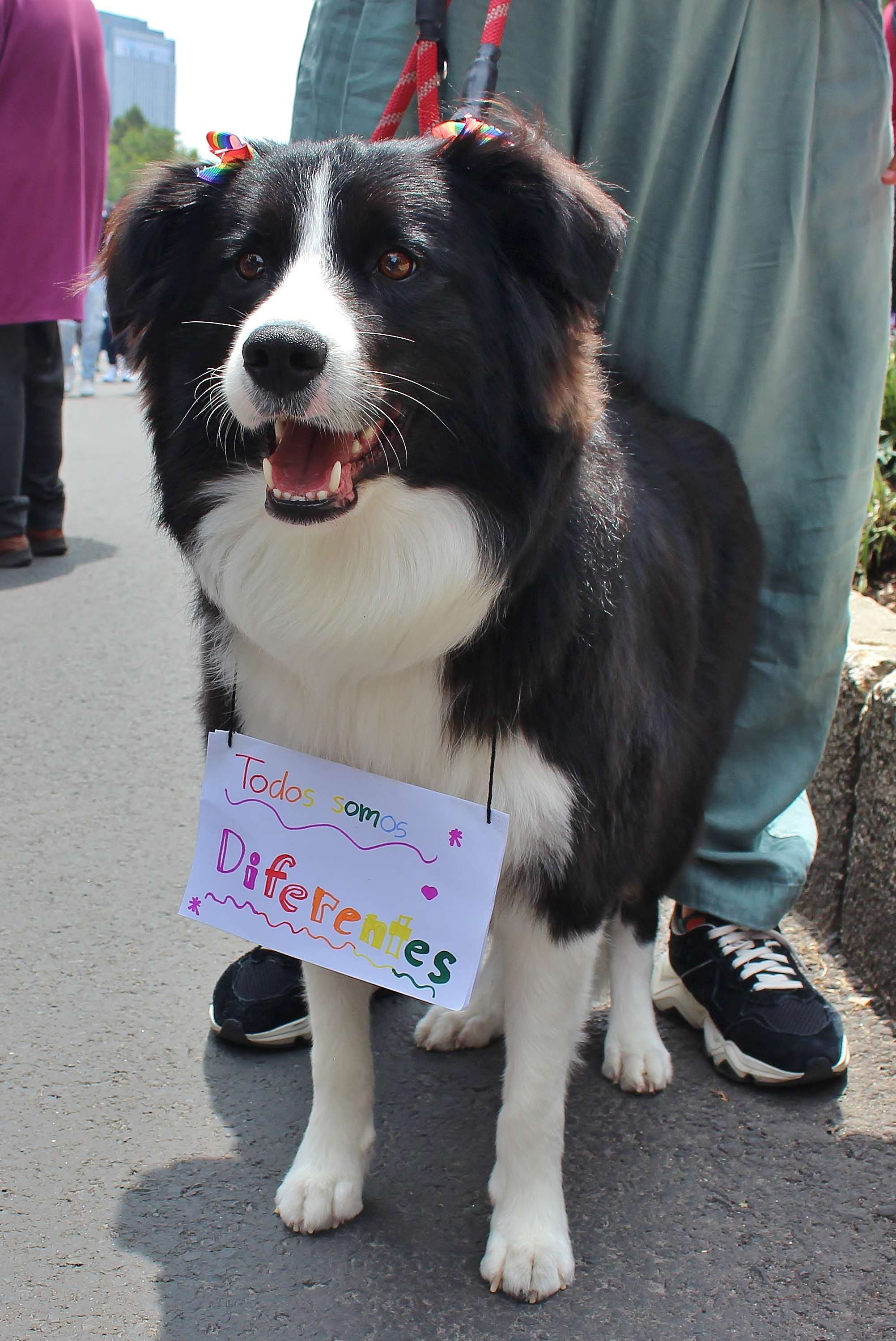
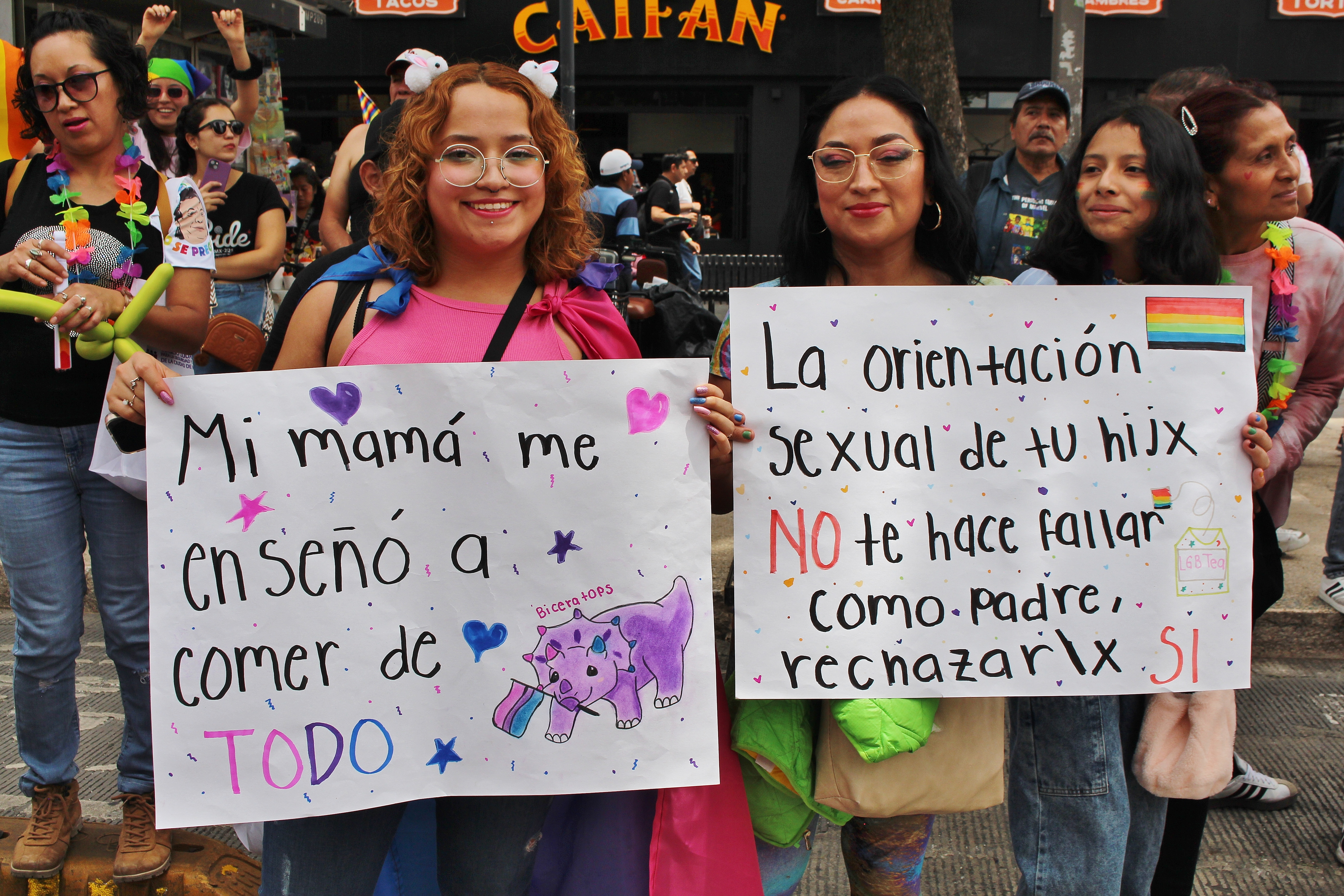
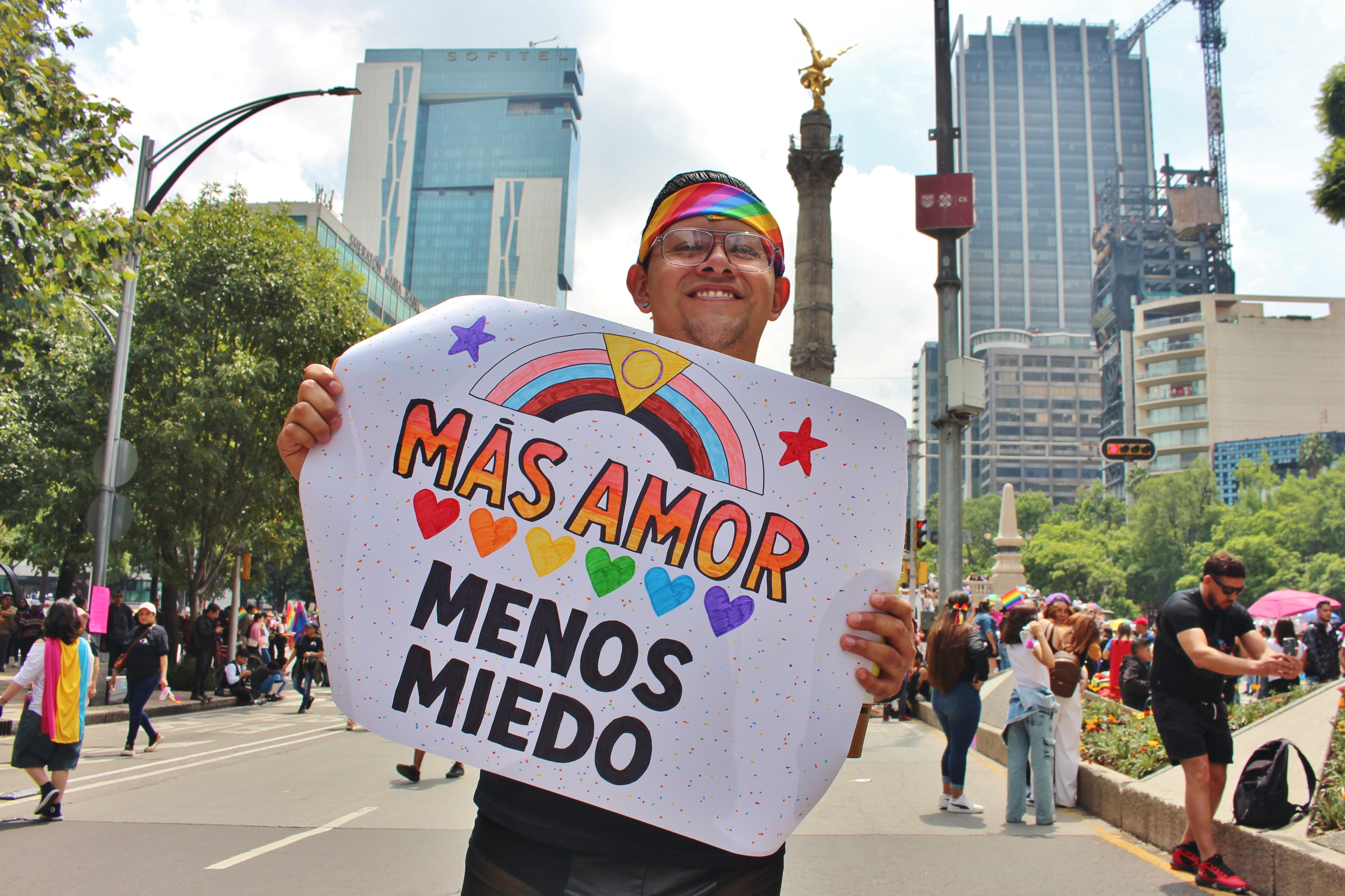
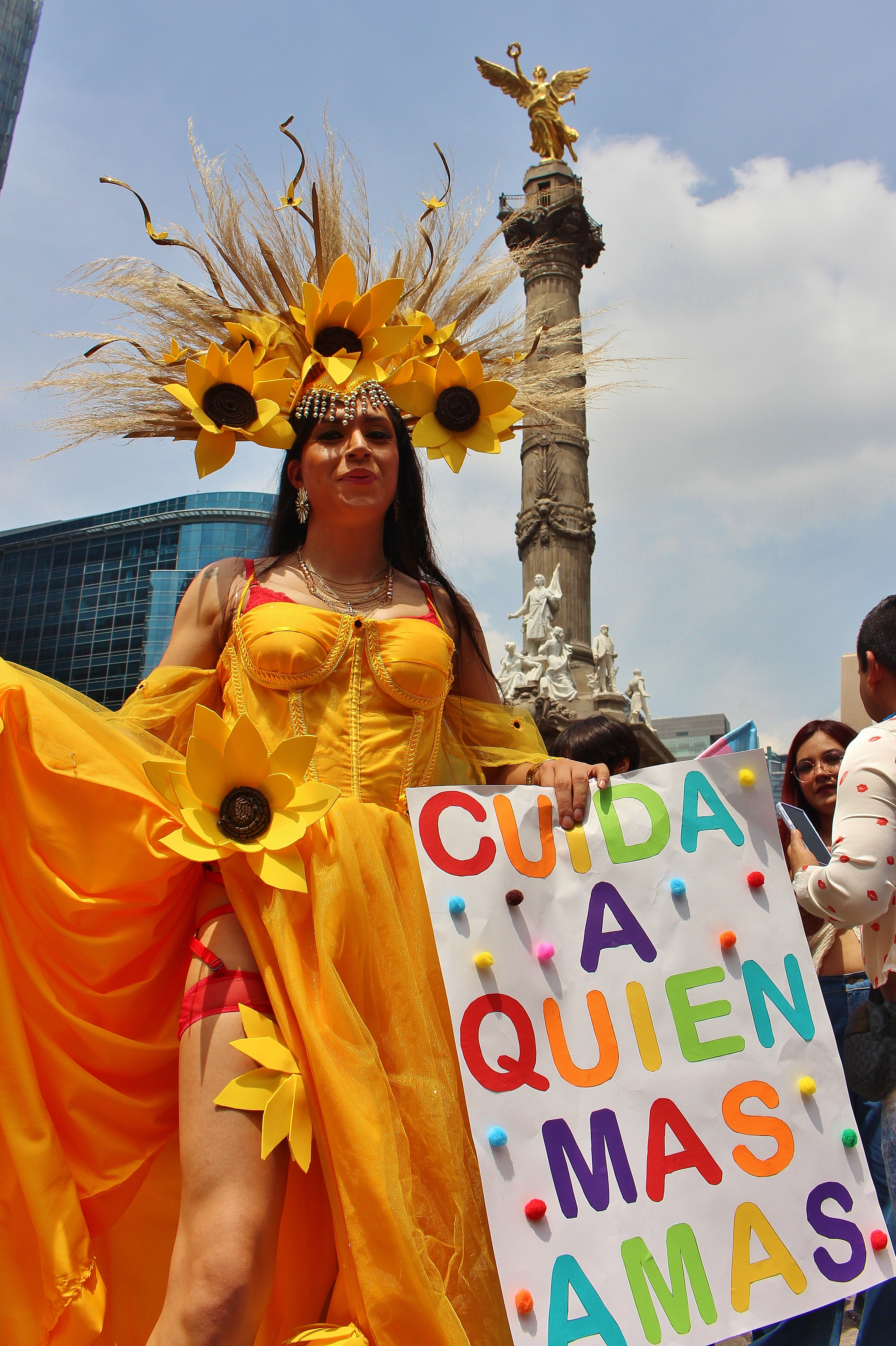
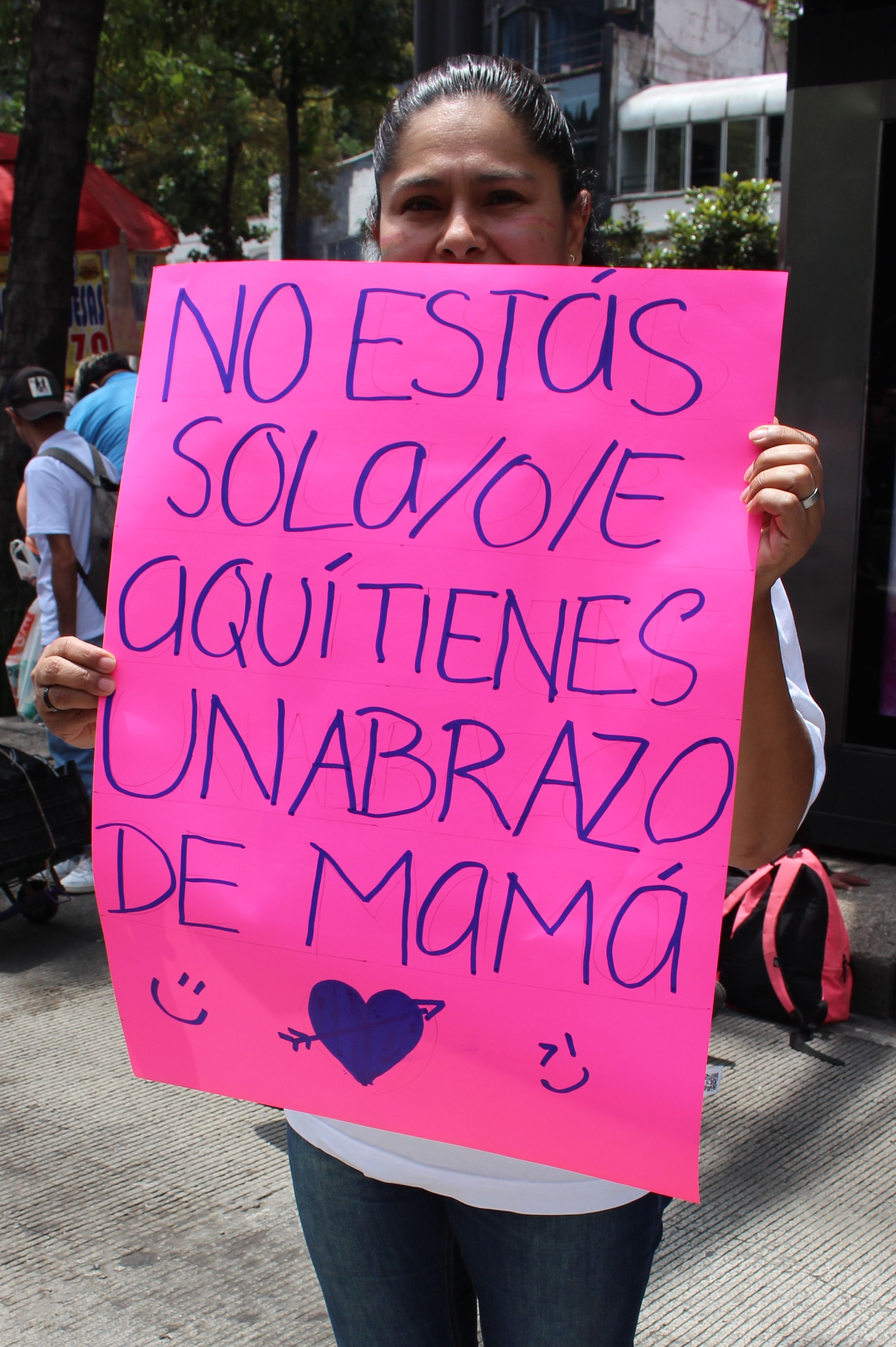
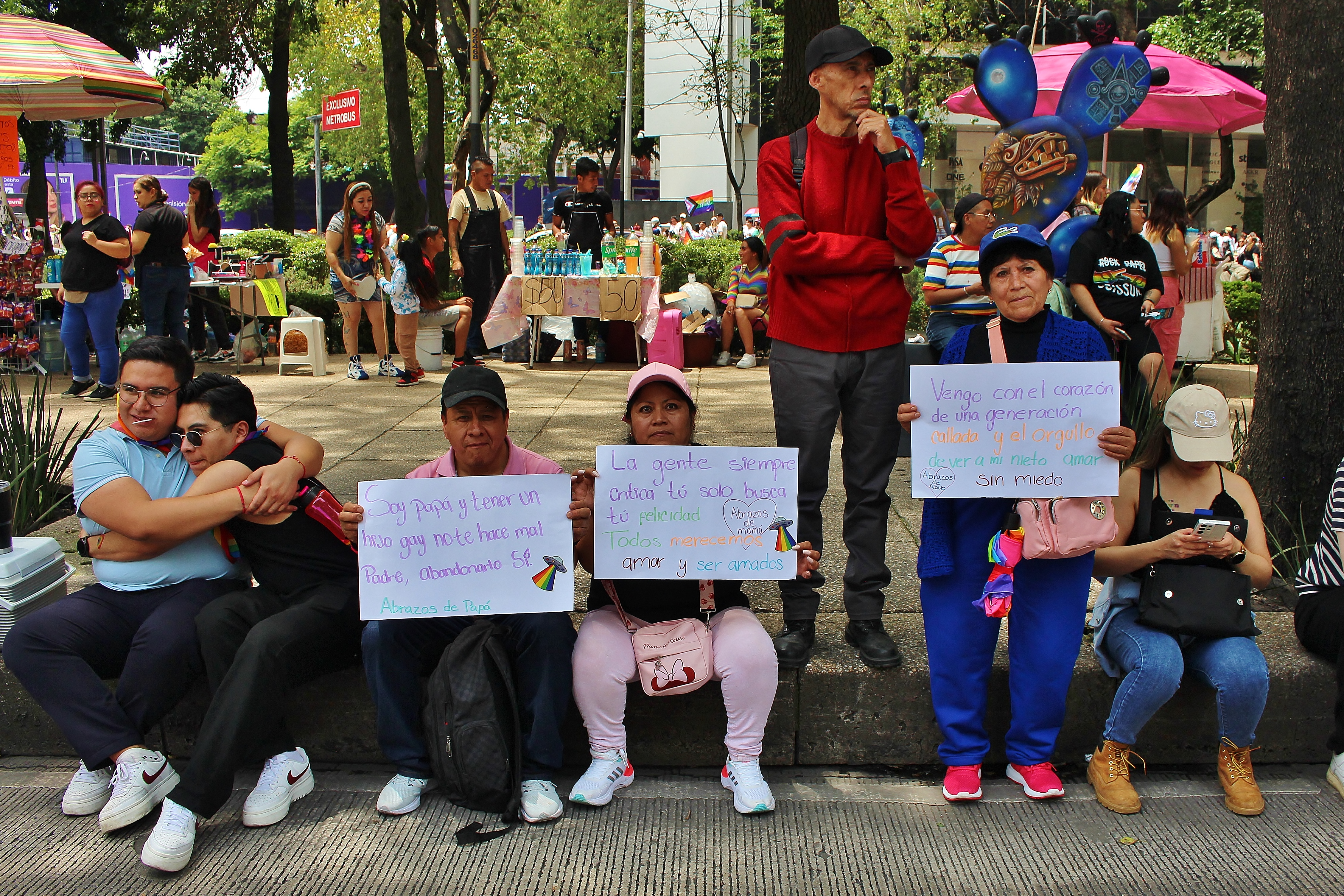
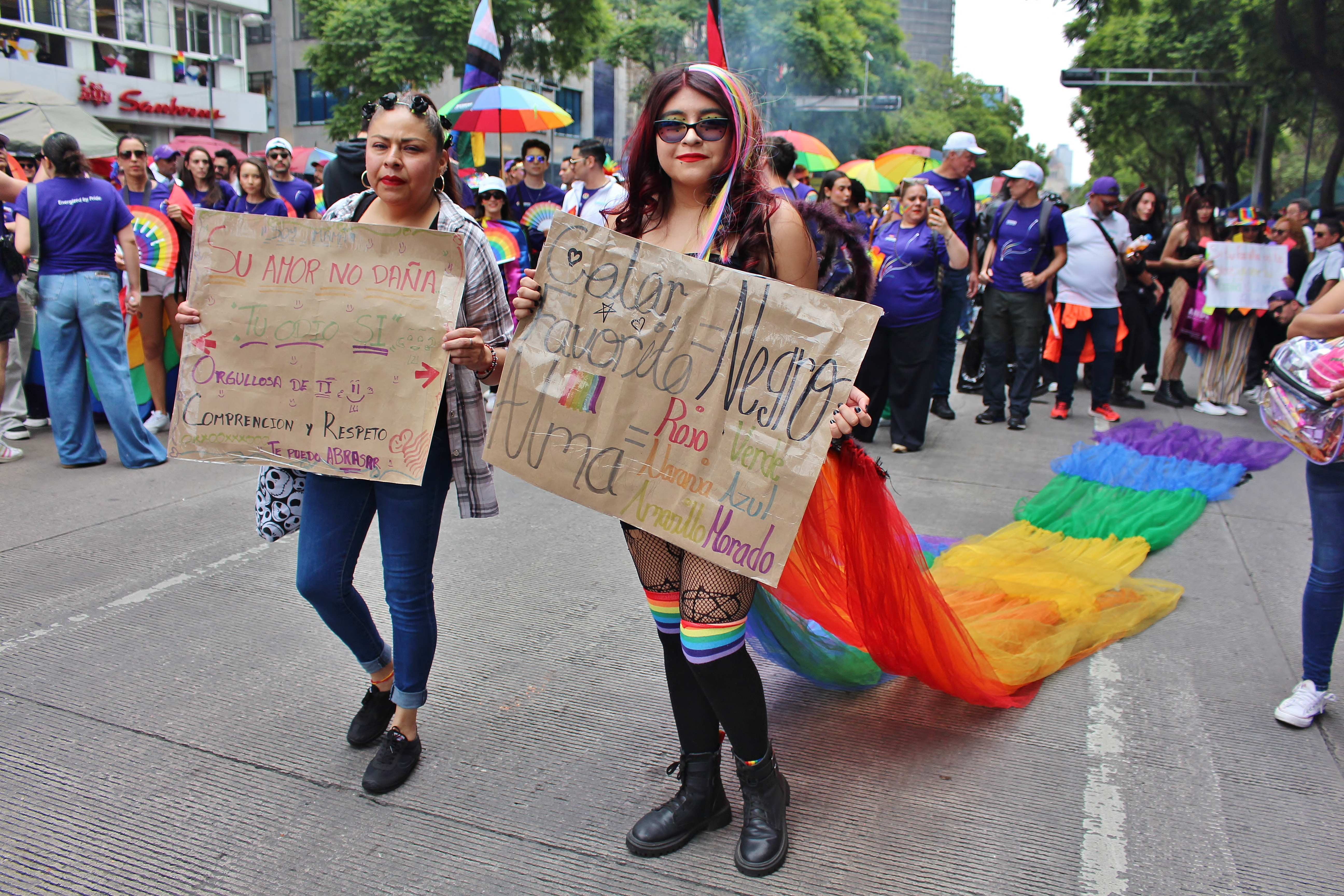
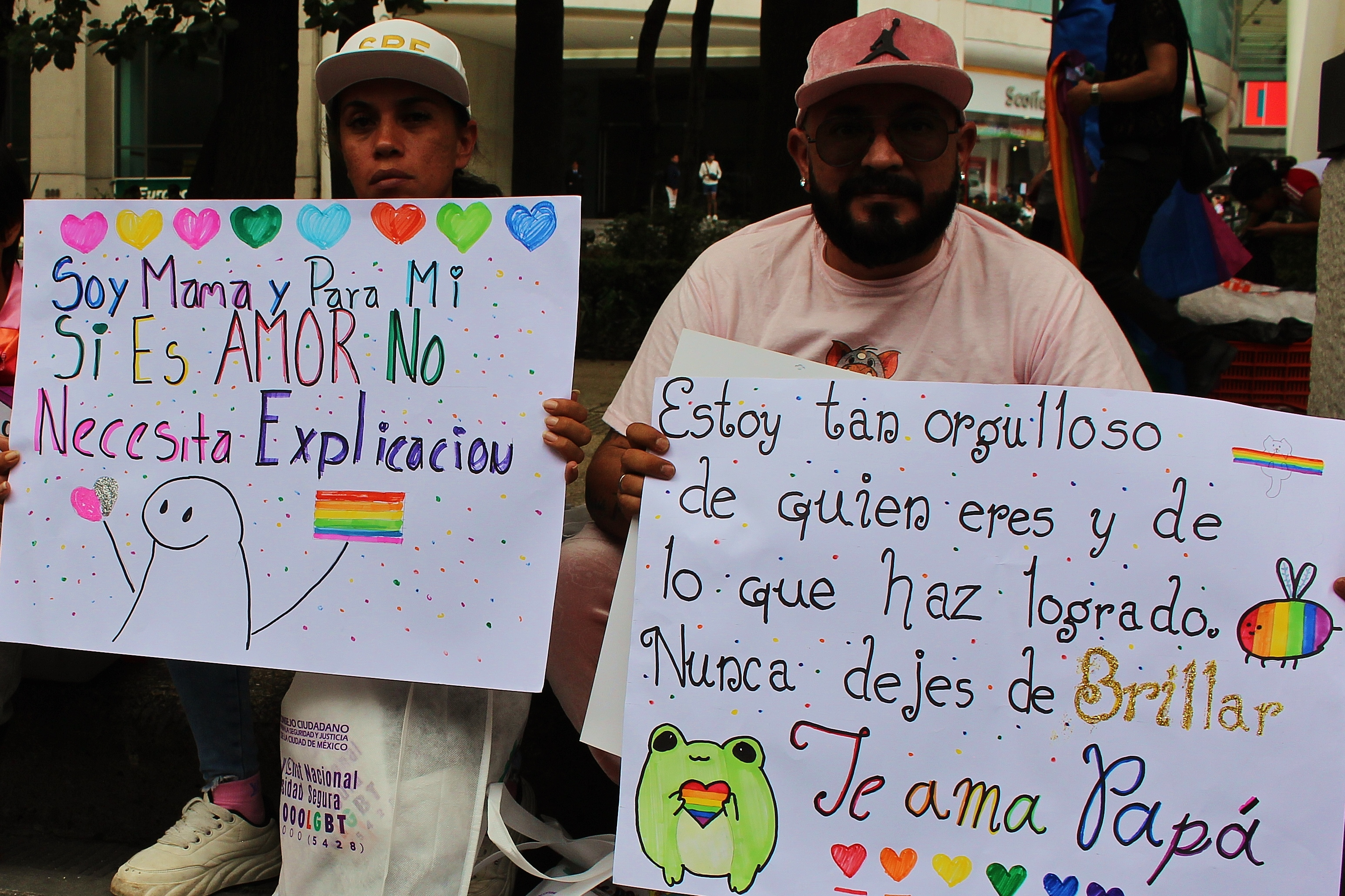
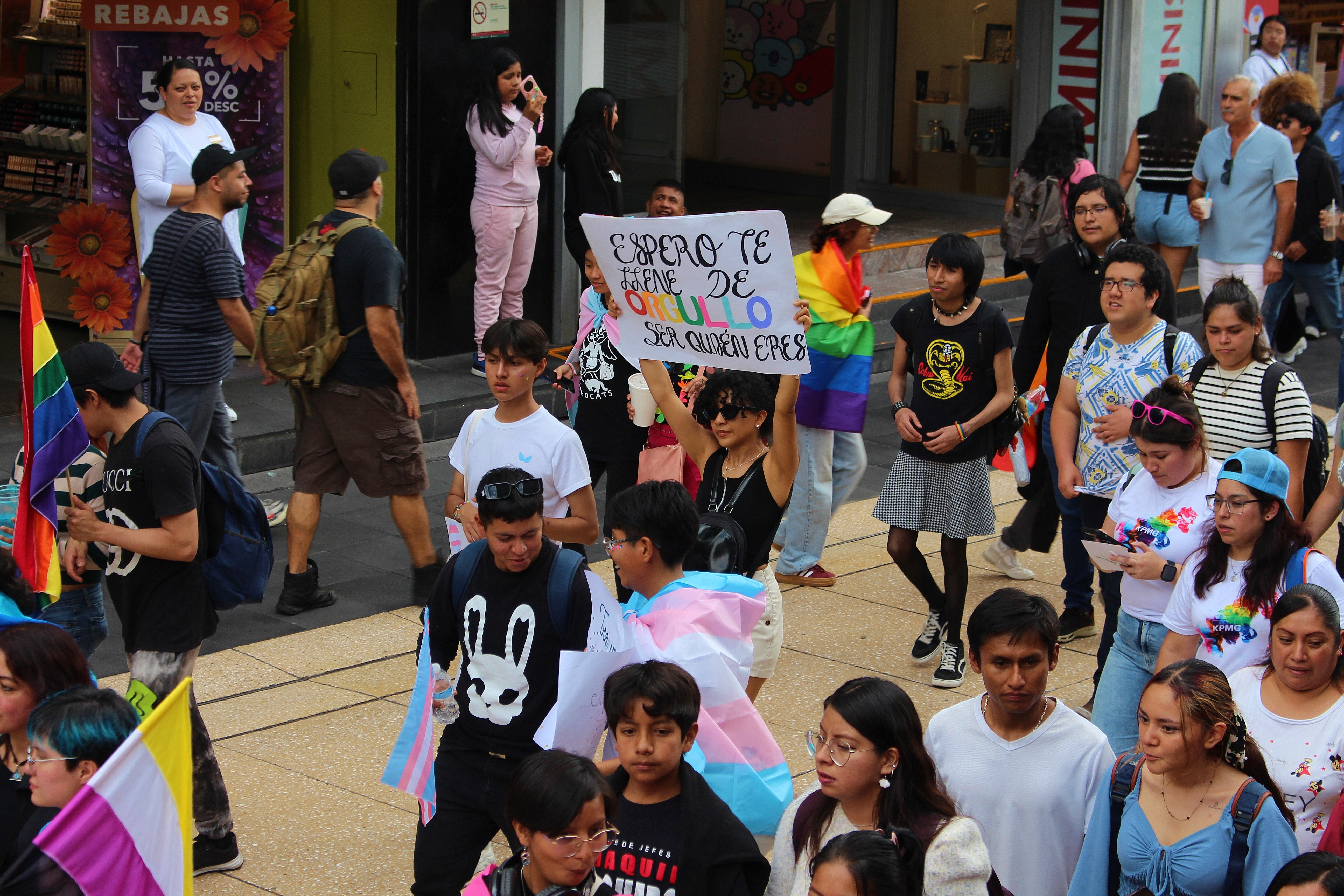
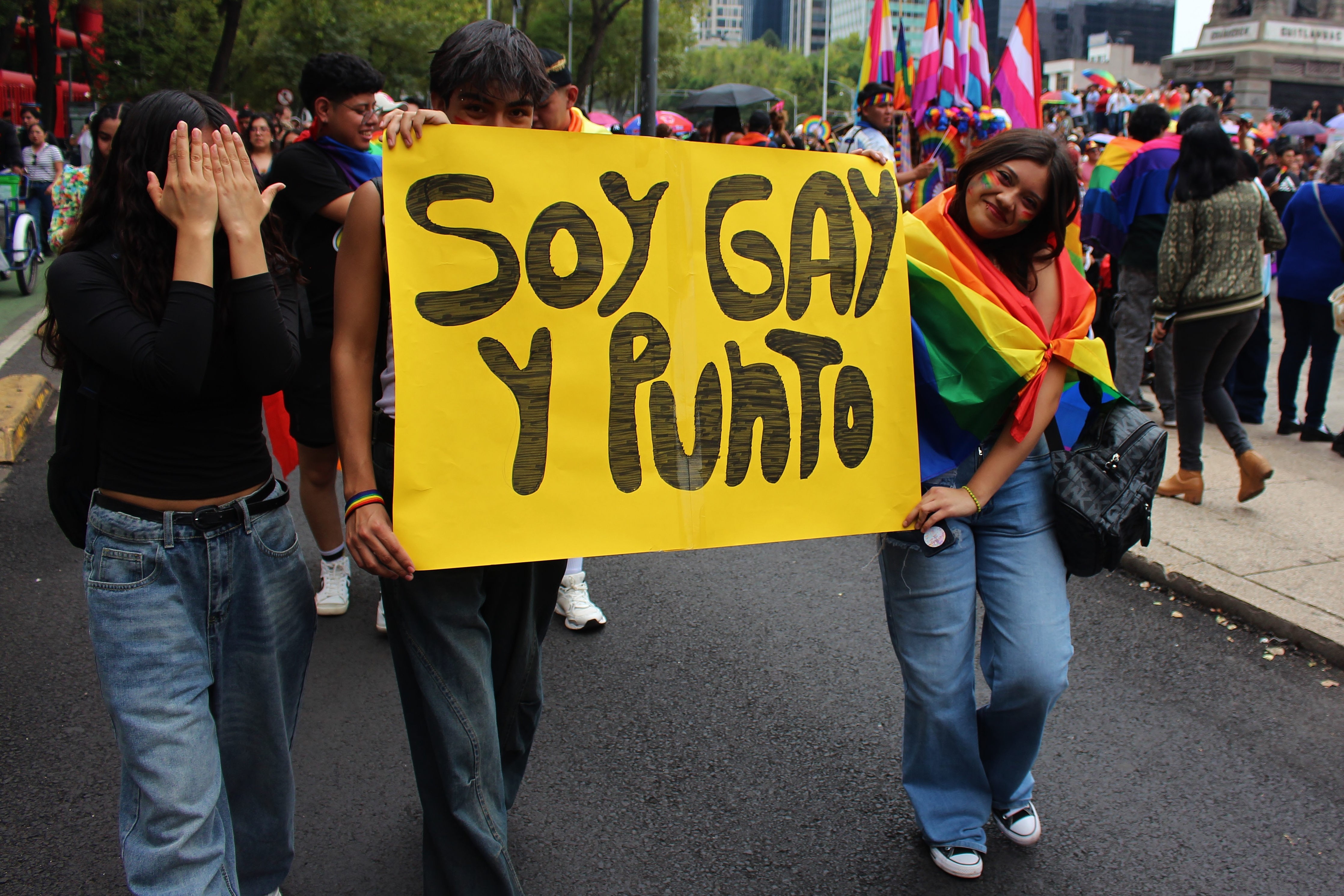
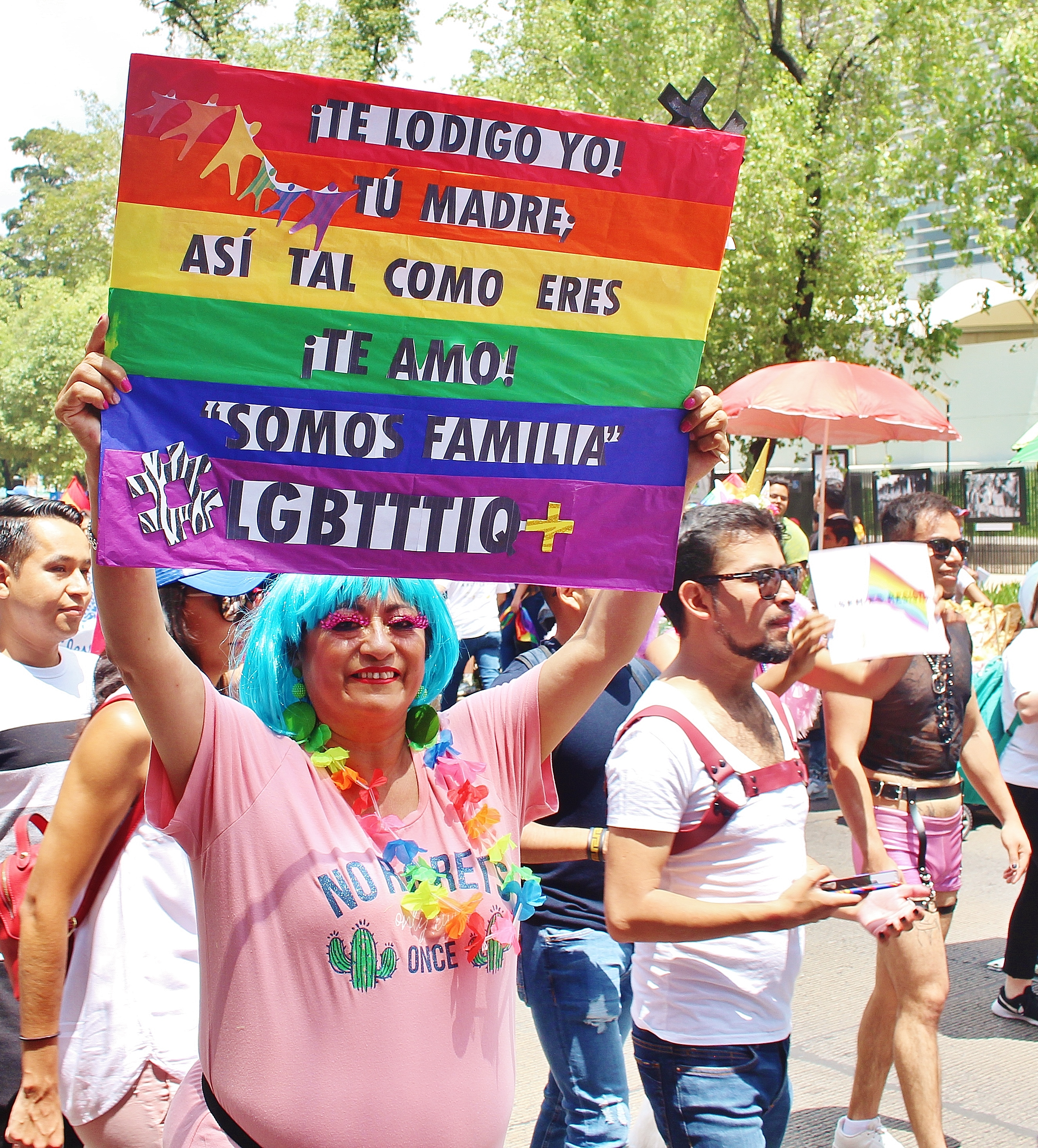
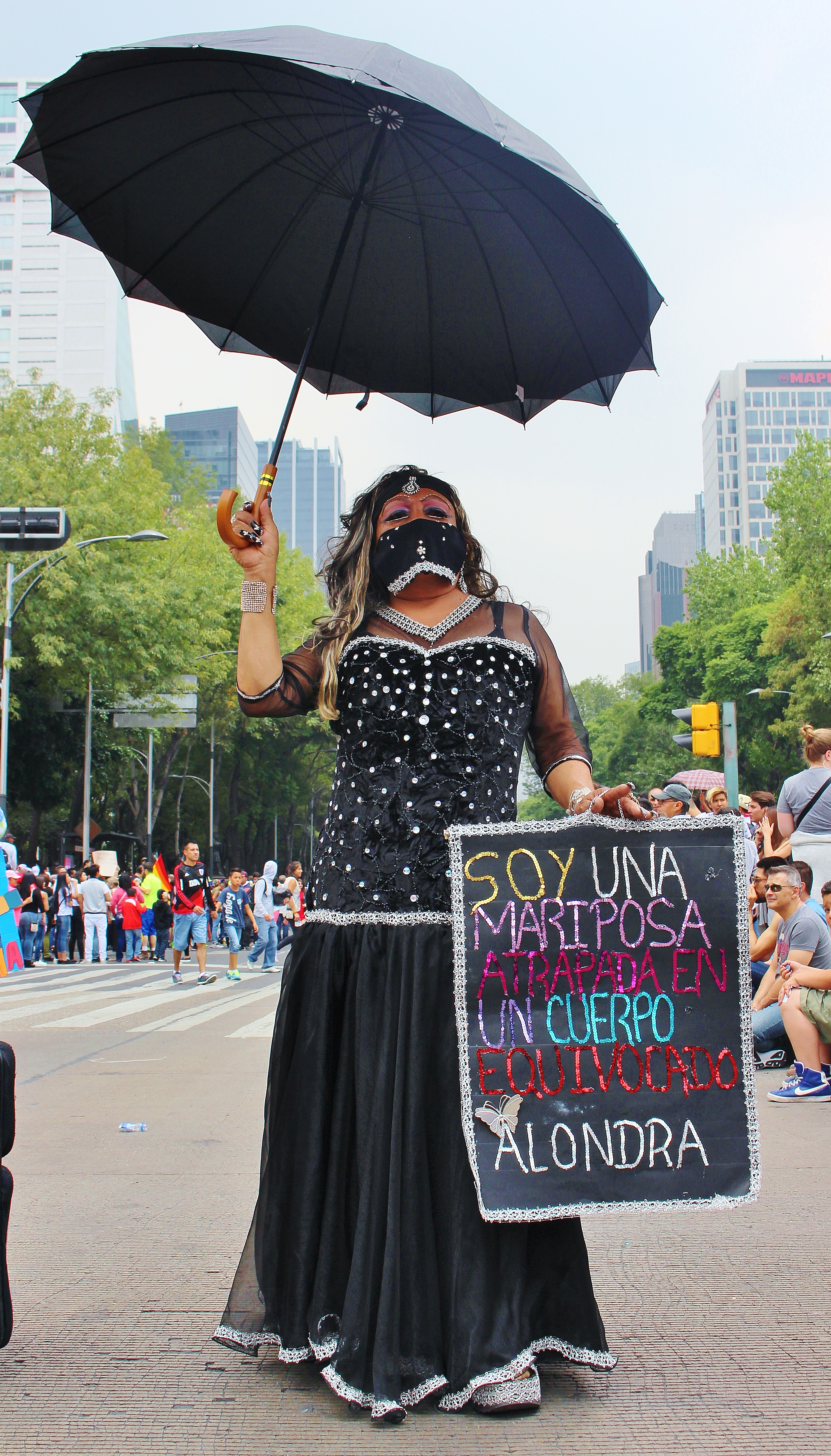

### La vestimenta

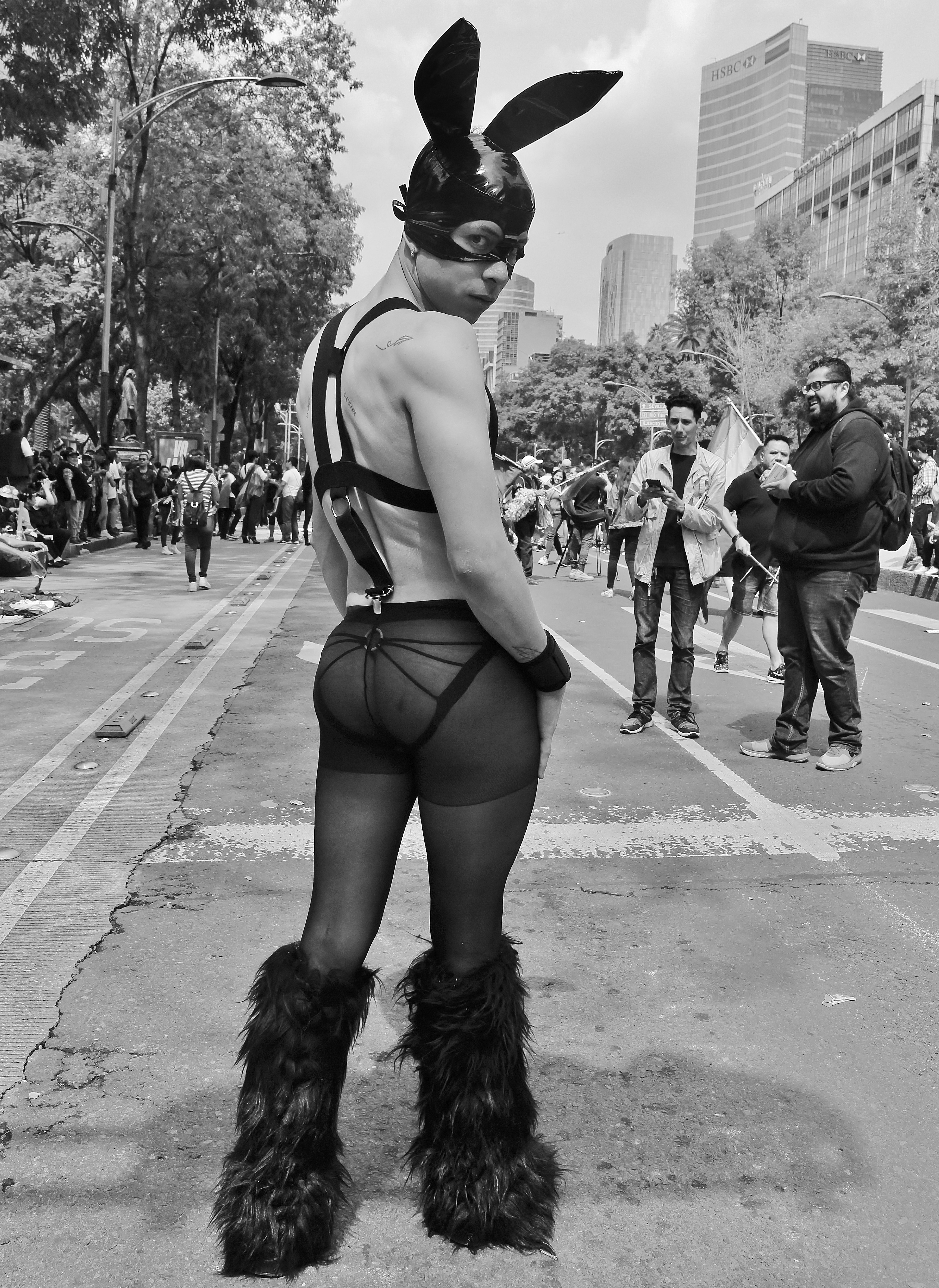
Usar vestimentas provocativas es una forma de eliminar el tabú e invitar a la libertad sexual

El las primeras marchas del orgullo LGBT en México, los asistentes acostumbraban asistir con disfraces o máscaras para ocultar su identidad y no ser juzgados por la sociedad ni ser reconocidos por las autoridades. Al paso del tiempo, el disfraz se convirtió una manera tradicional de acudir a la marcha. 
A la tradición del disfraz se suma la del transformismo, que fue la forma en que se llamó en los años 80 a las personas travestis. Por otro lado también se suma el americanismo del drag queen que obtuvo empuje en la década del 2010 y que domina en las marchas como parte de los eventos de espectáculos que forman parte al finalizar la marcha.
 

La vestimenta exagerada se ha convertido en una forma de hacer visible la presencia de la diversidad en la sociedad mexicana. De tal forma que llame la atención o incluso escandalice. En muchas ocasiones, esta incluye connotaciones sexuales, pues el objetivo de la misma es romper con el tabú de la sexualidad y exacerbarla. 

Galería de vestimentas
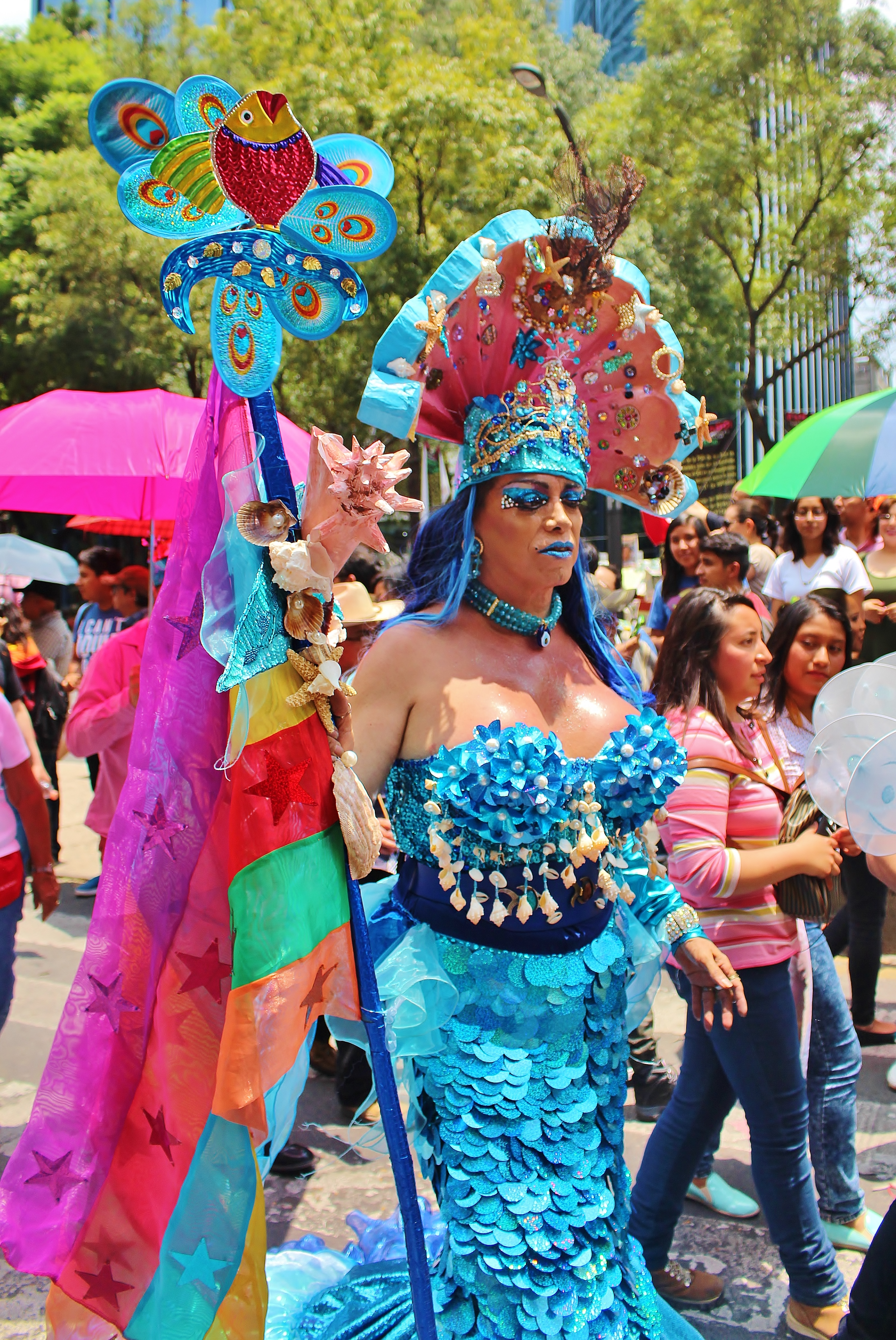
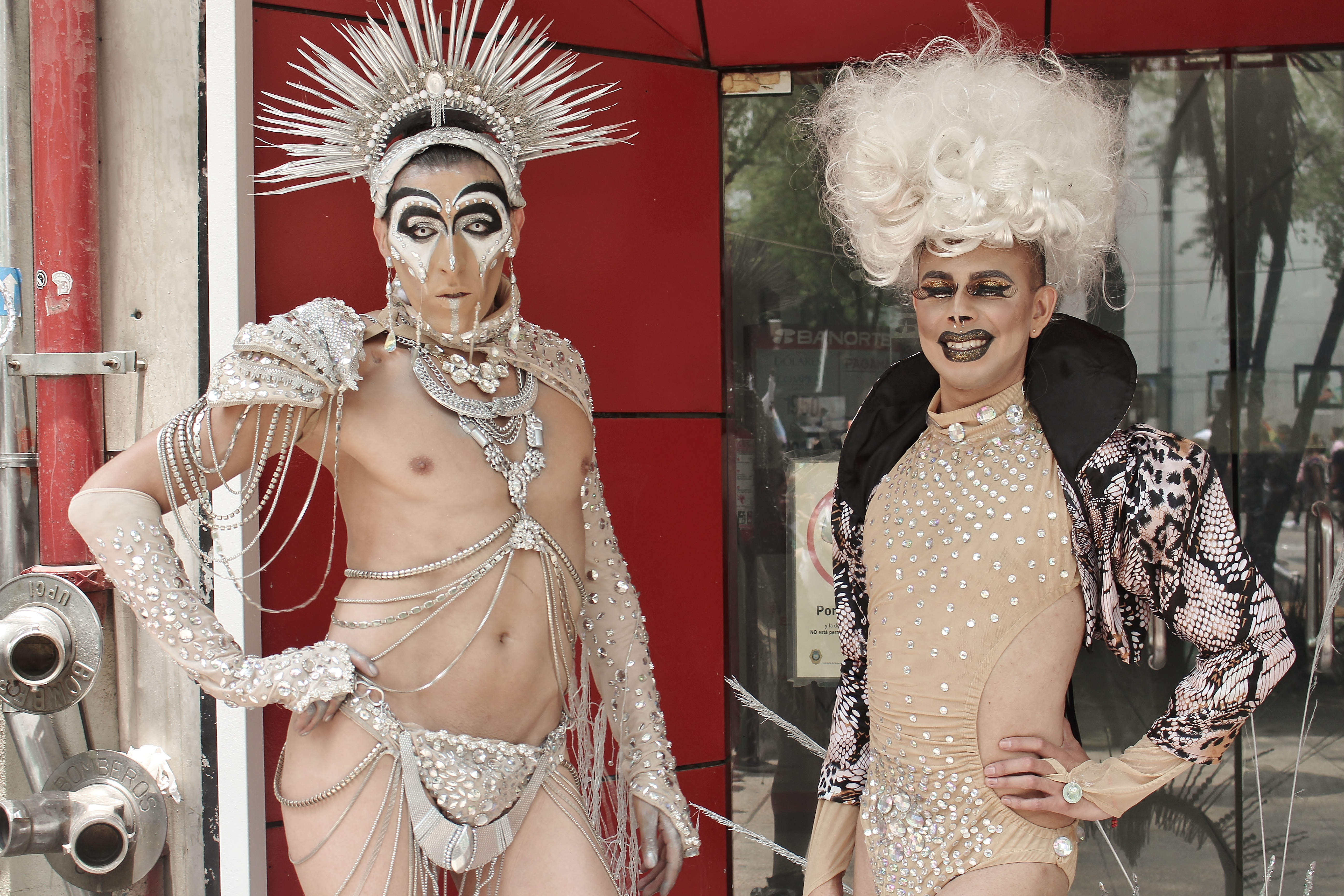
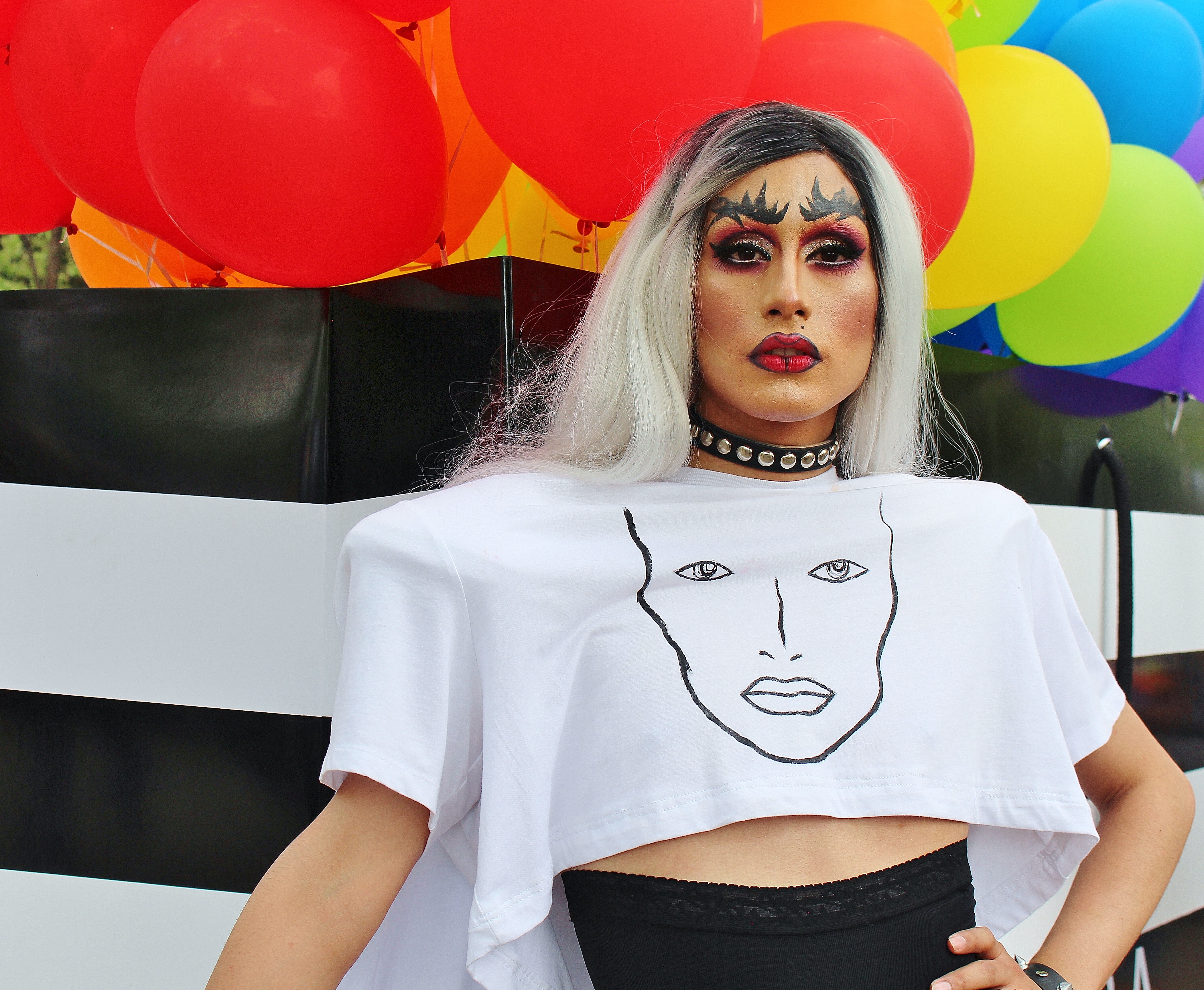
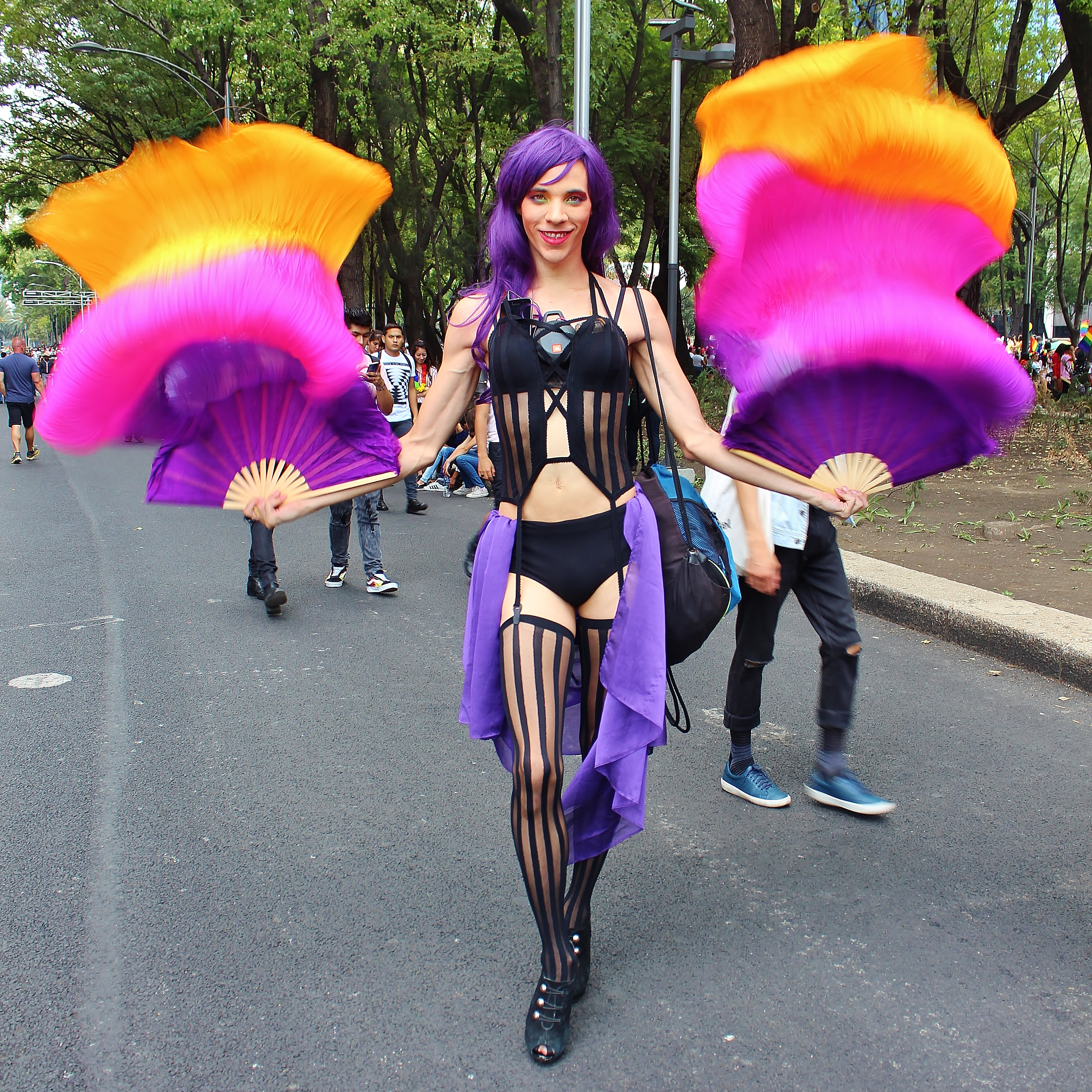
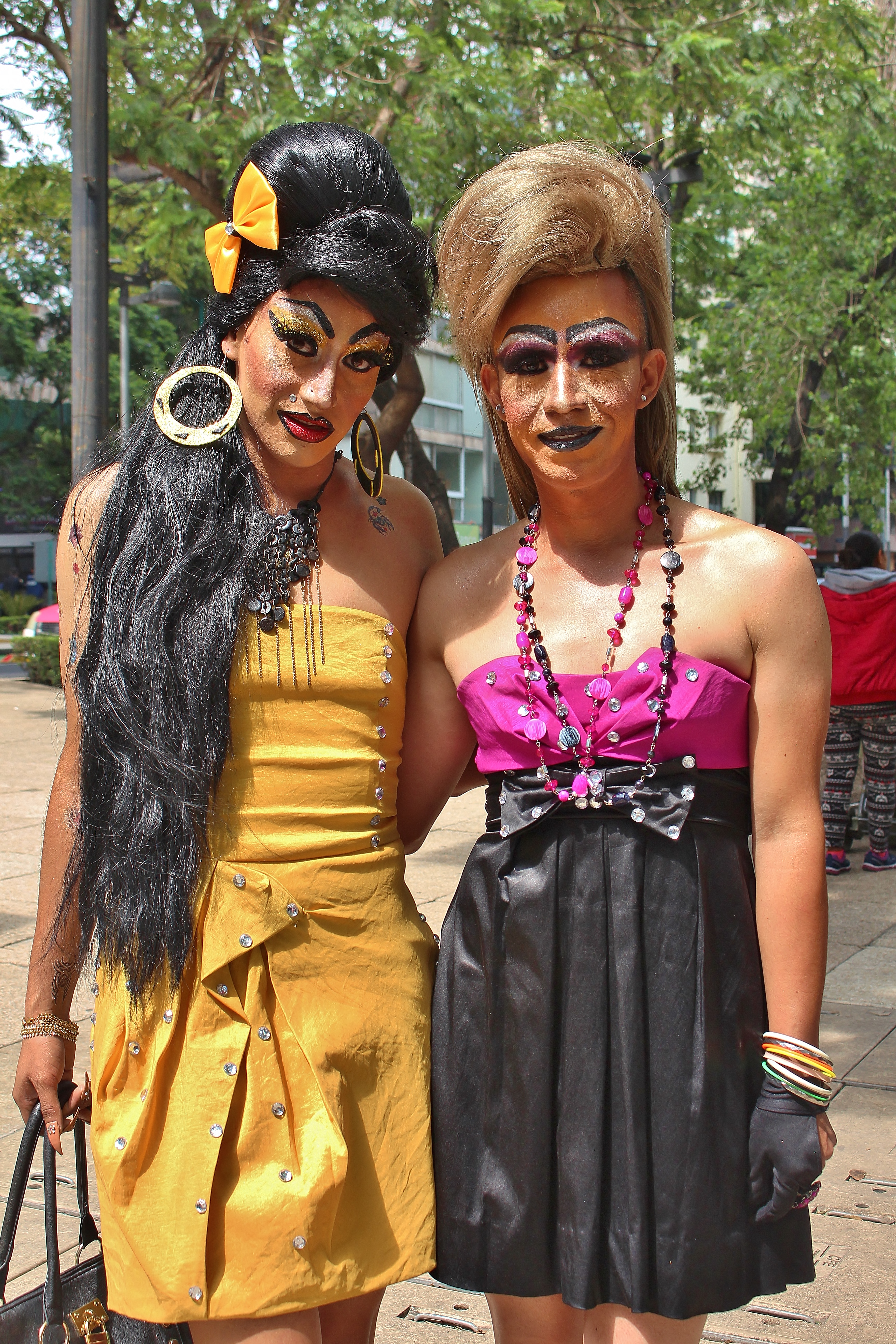
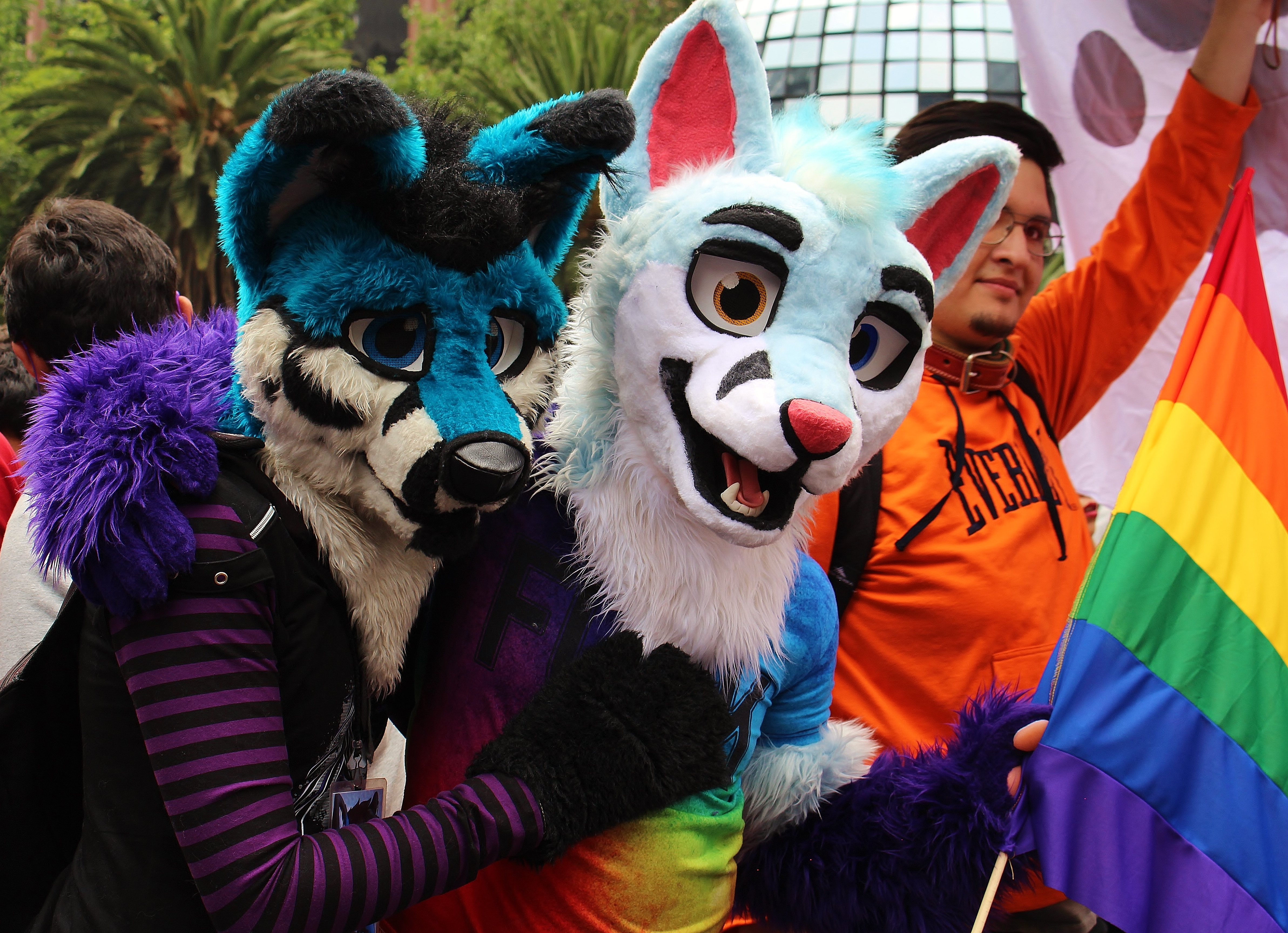
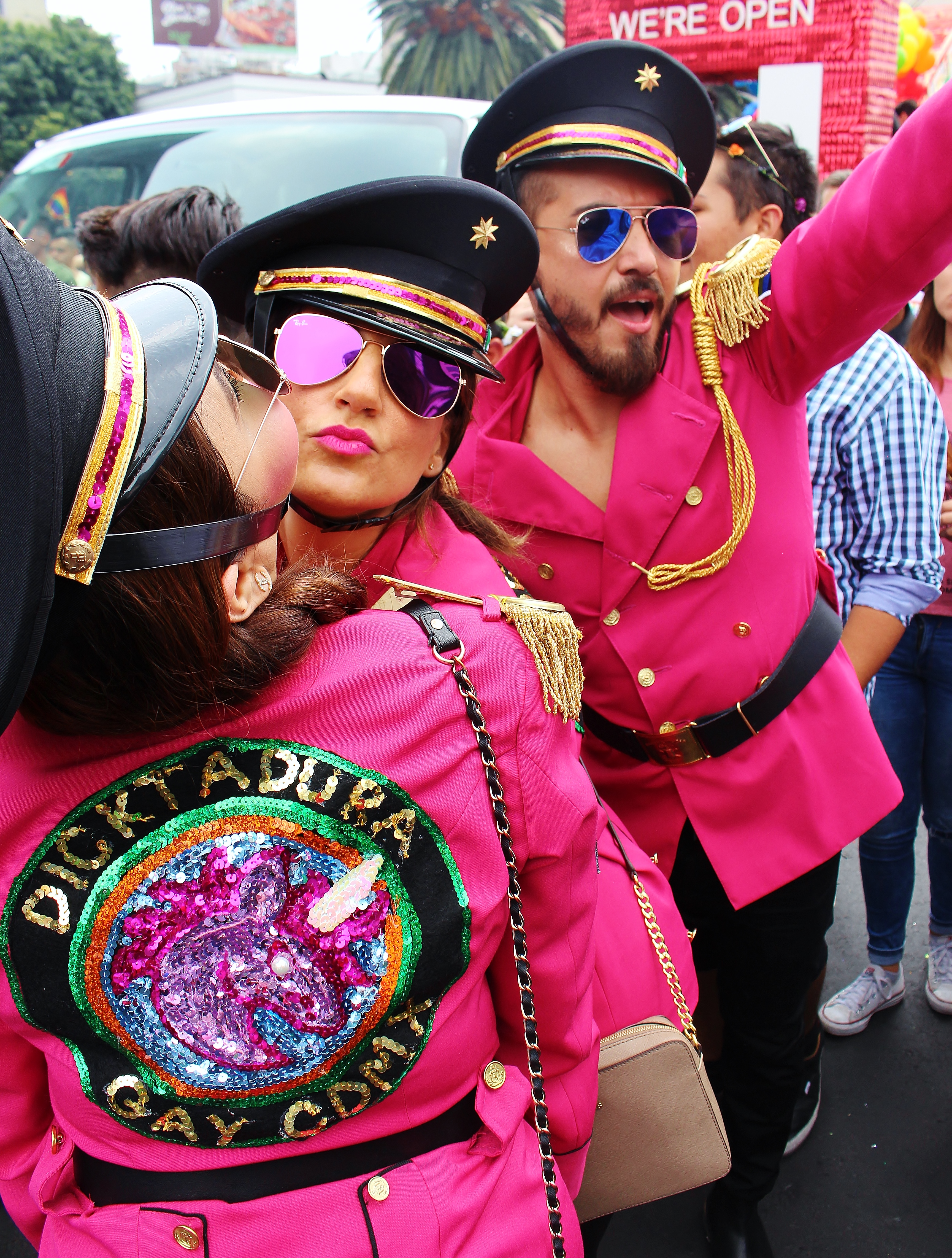
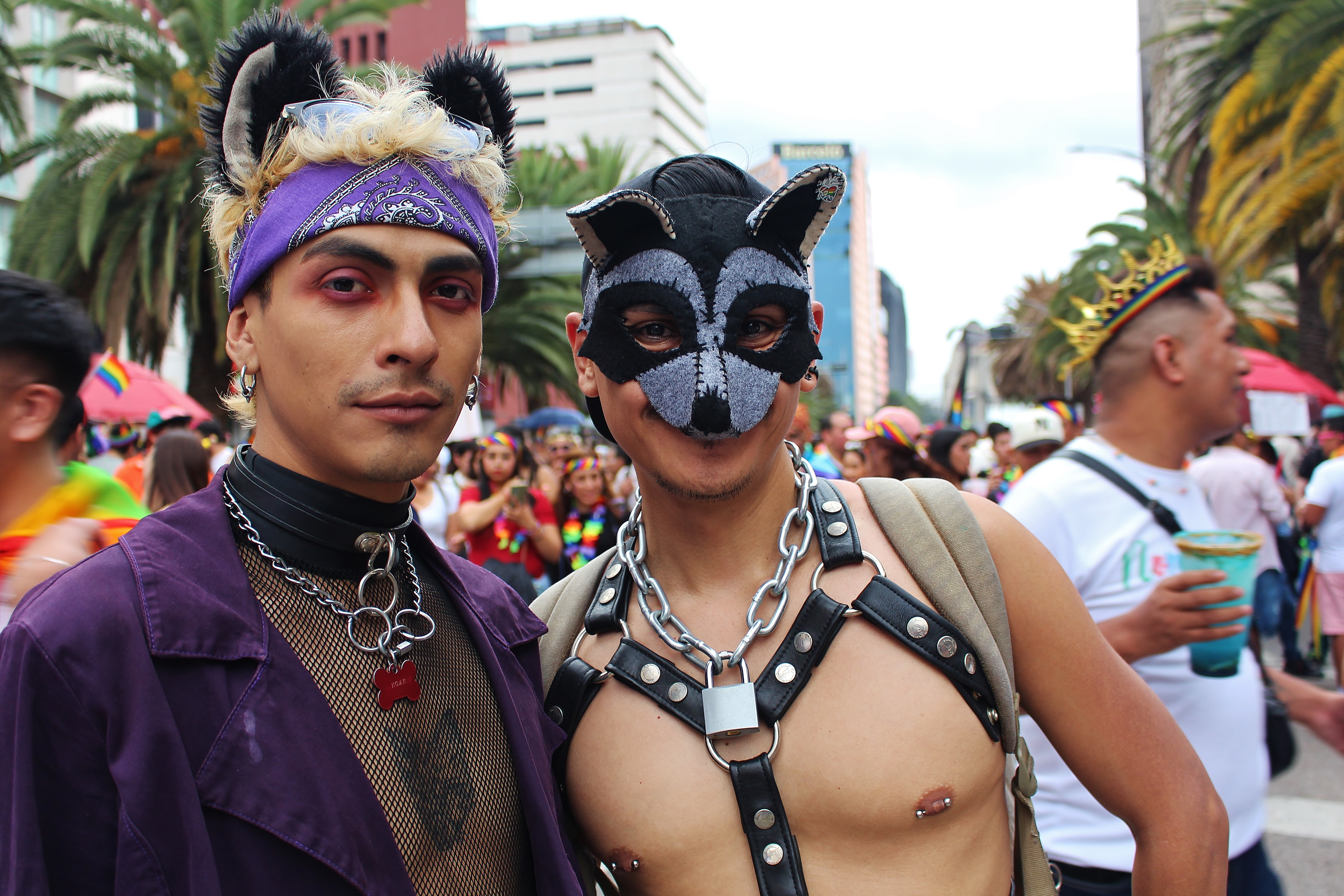
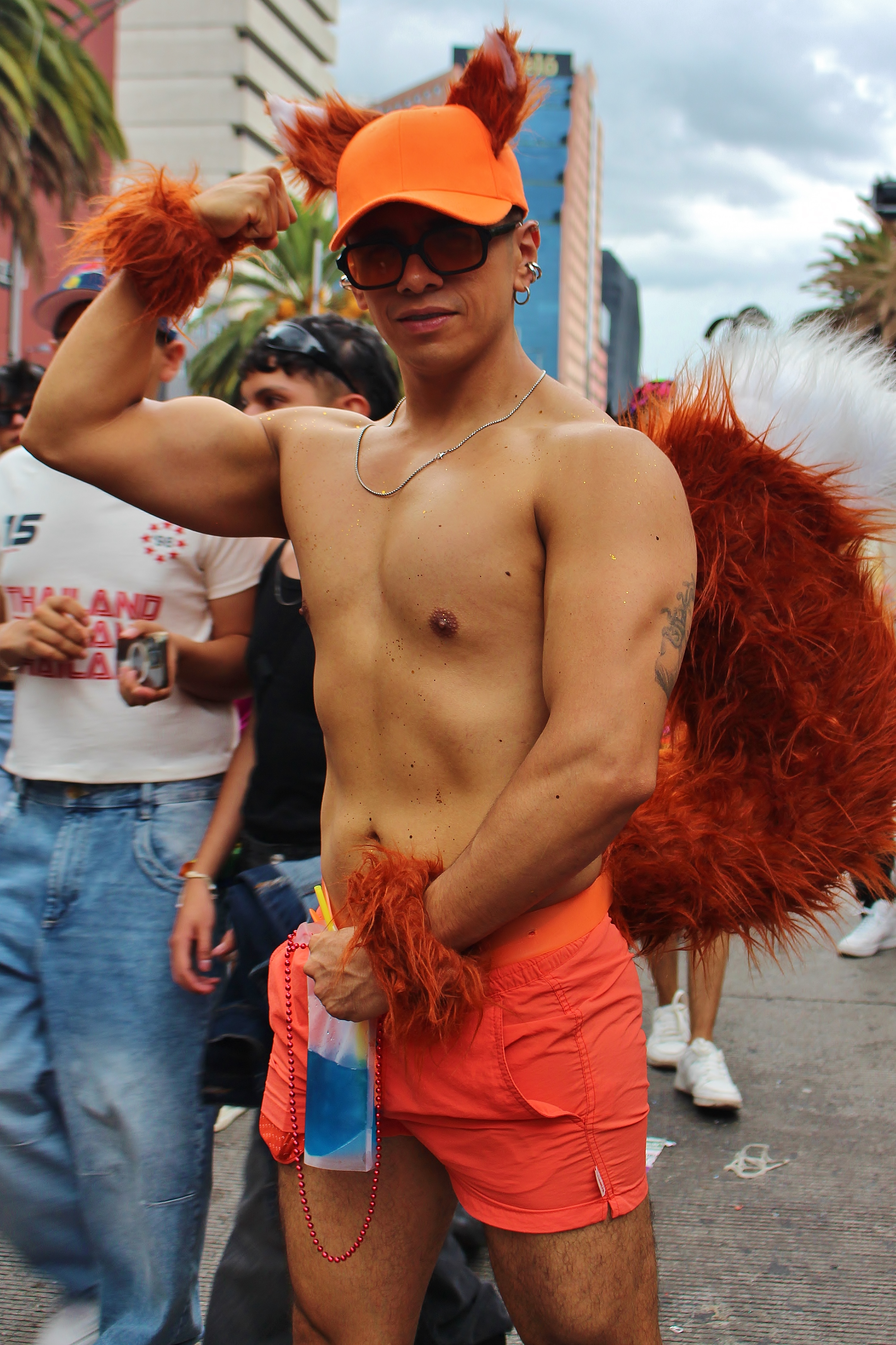
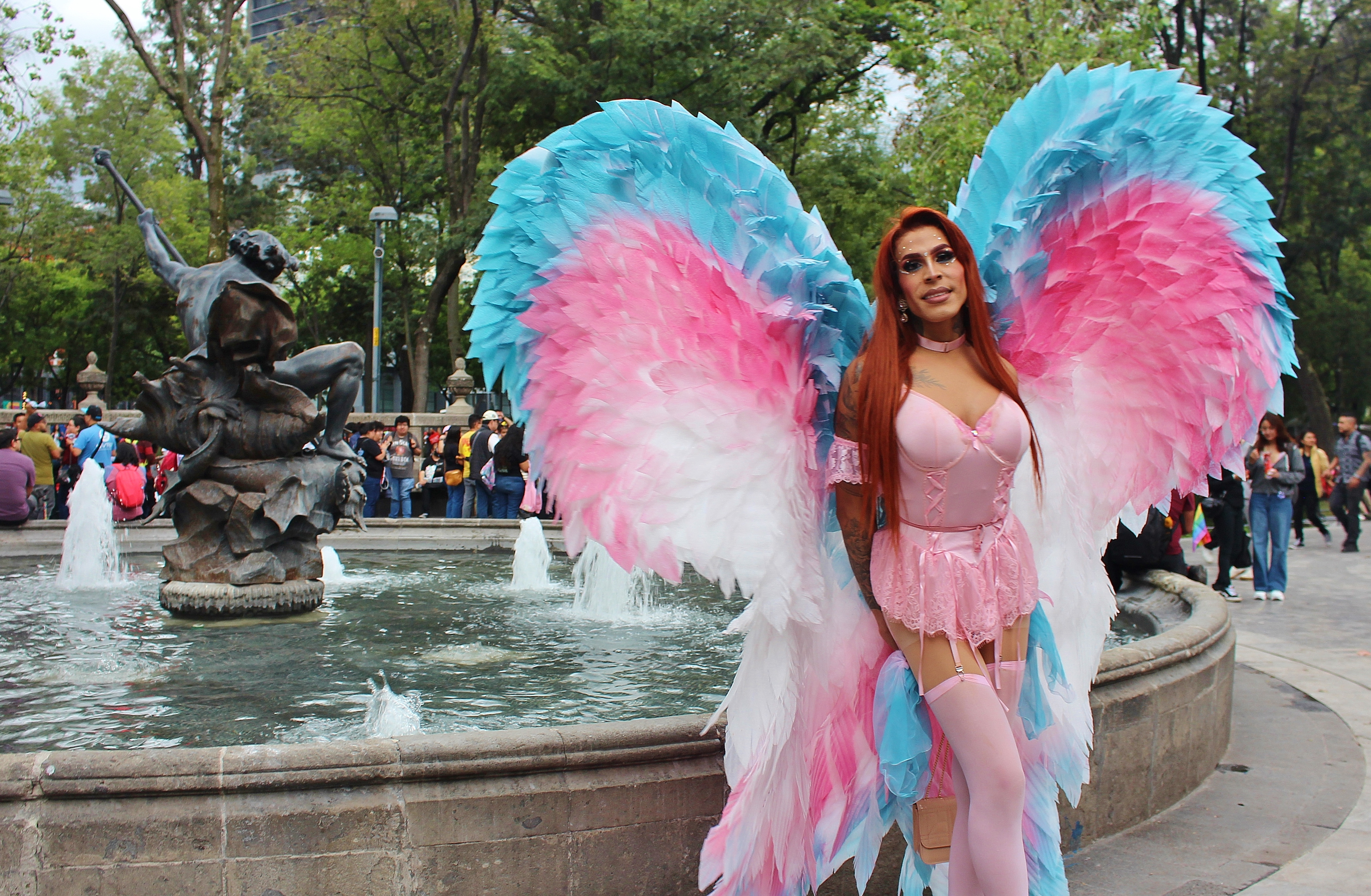
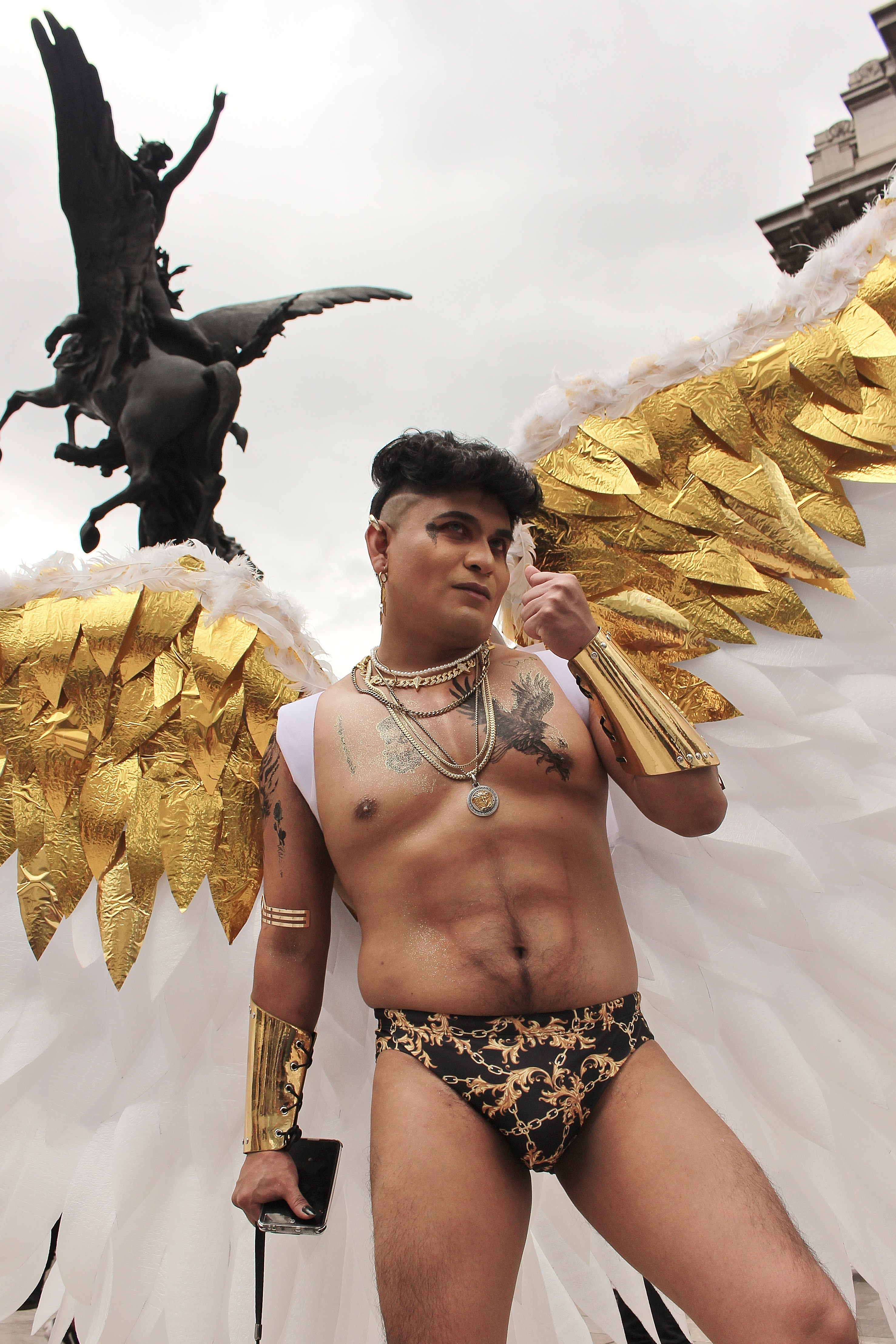
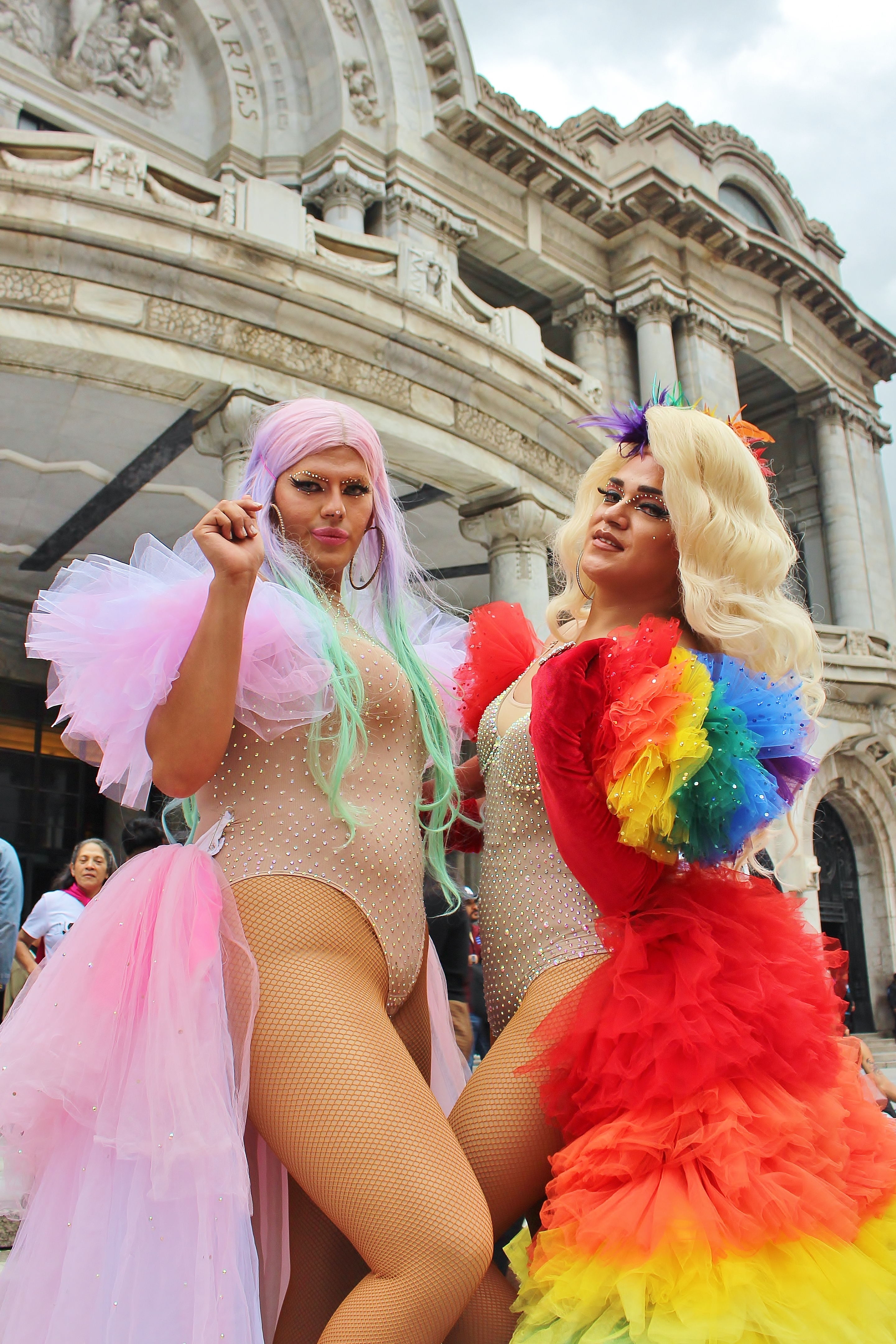
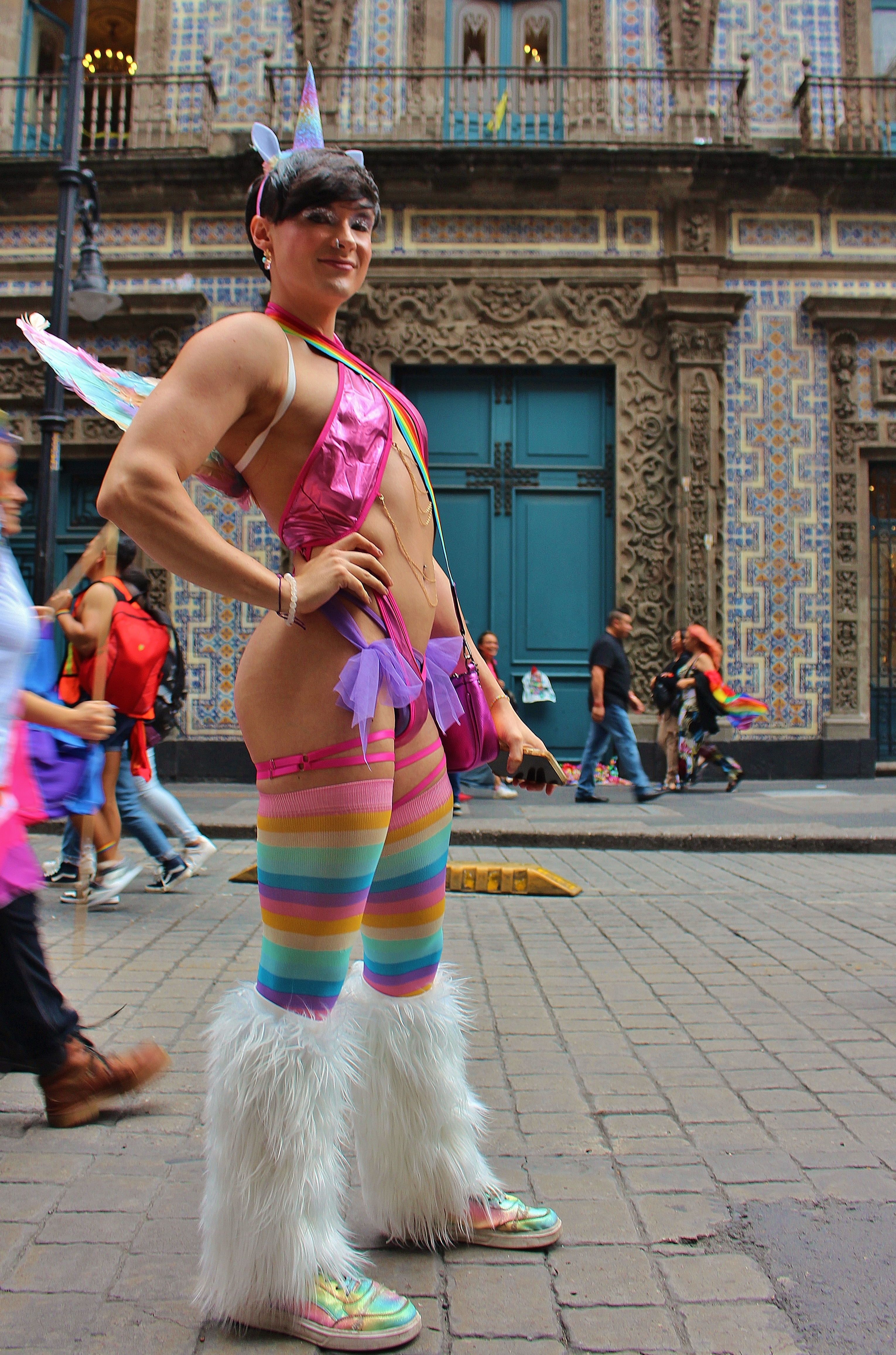
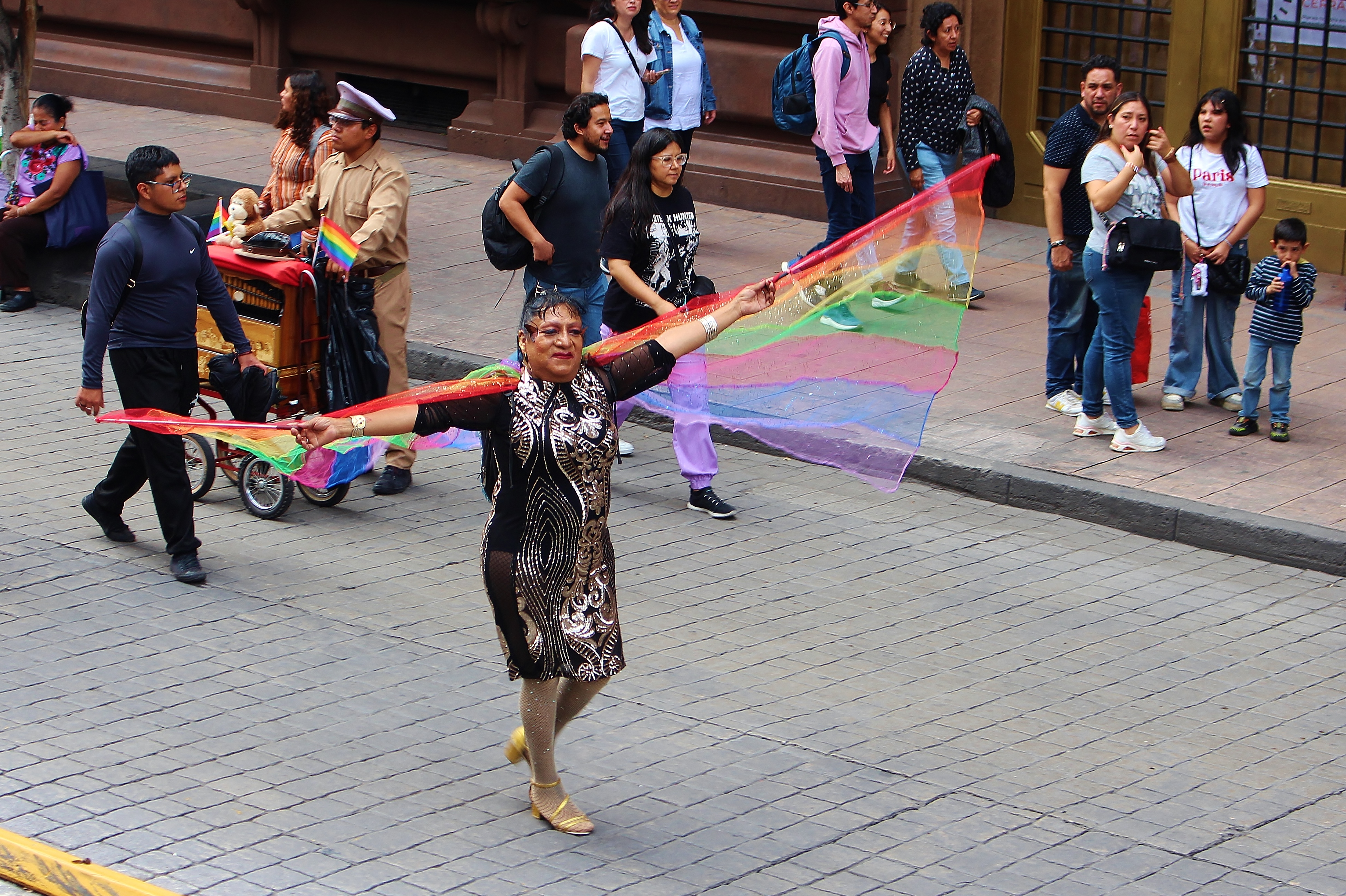
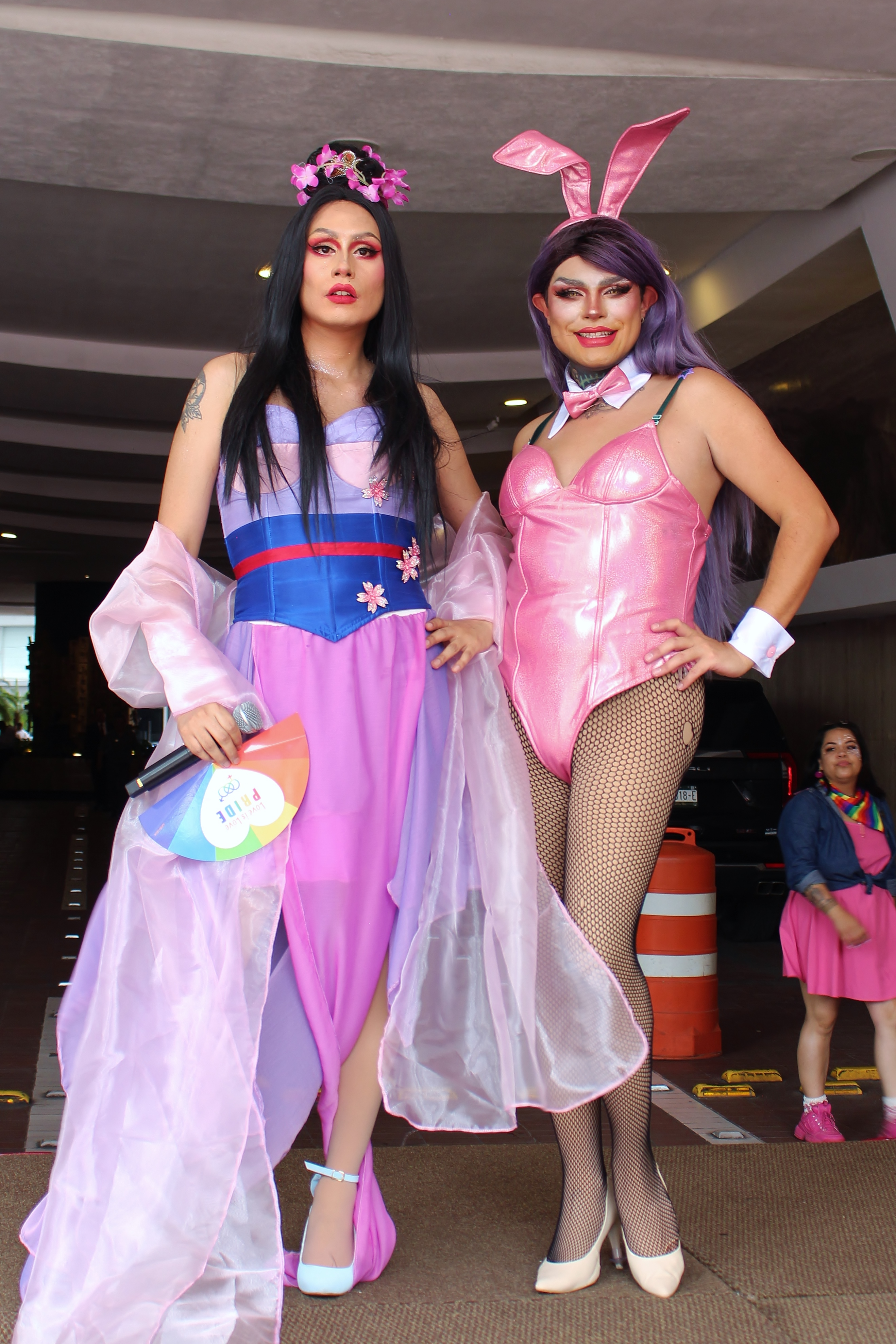
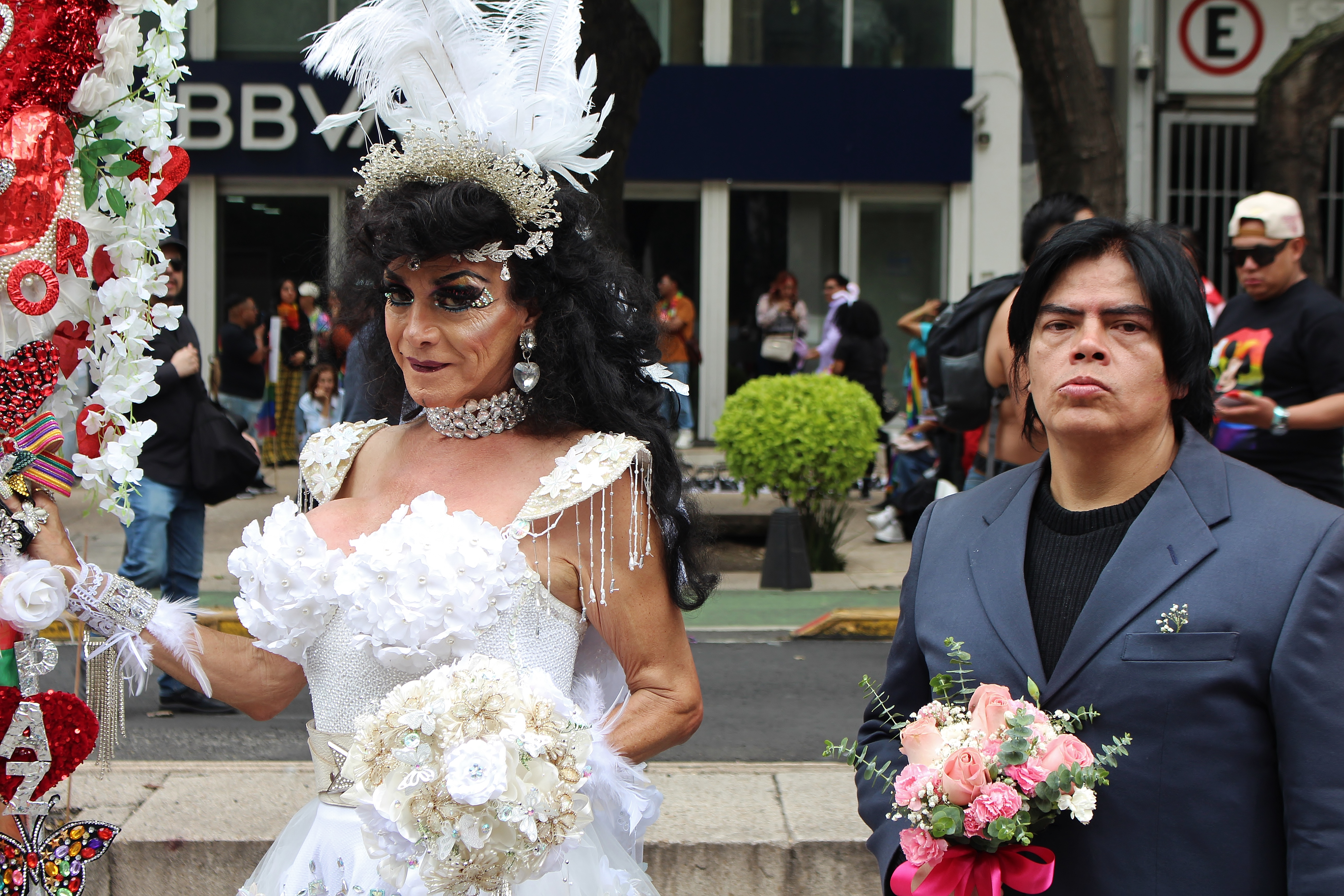
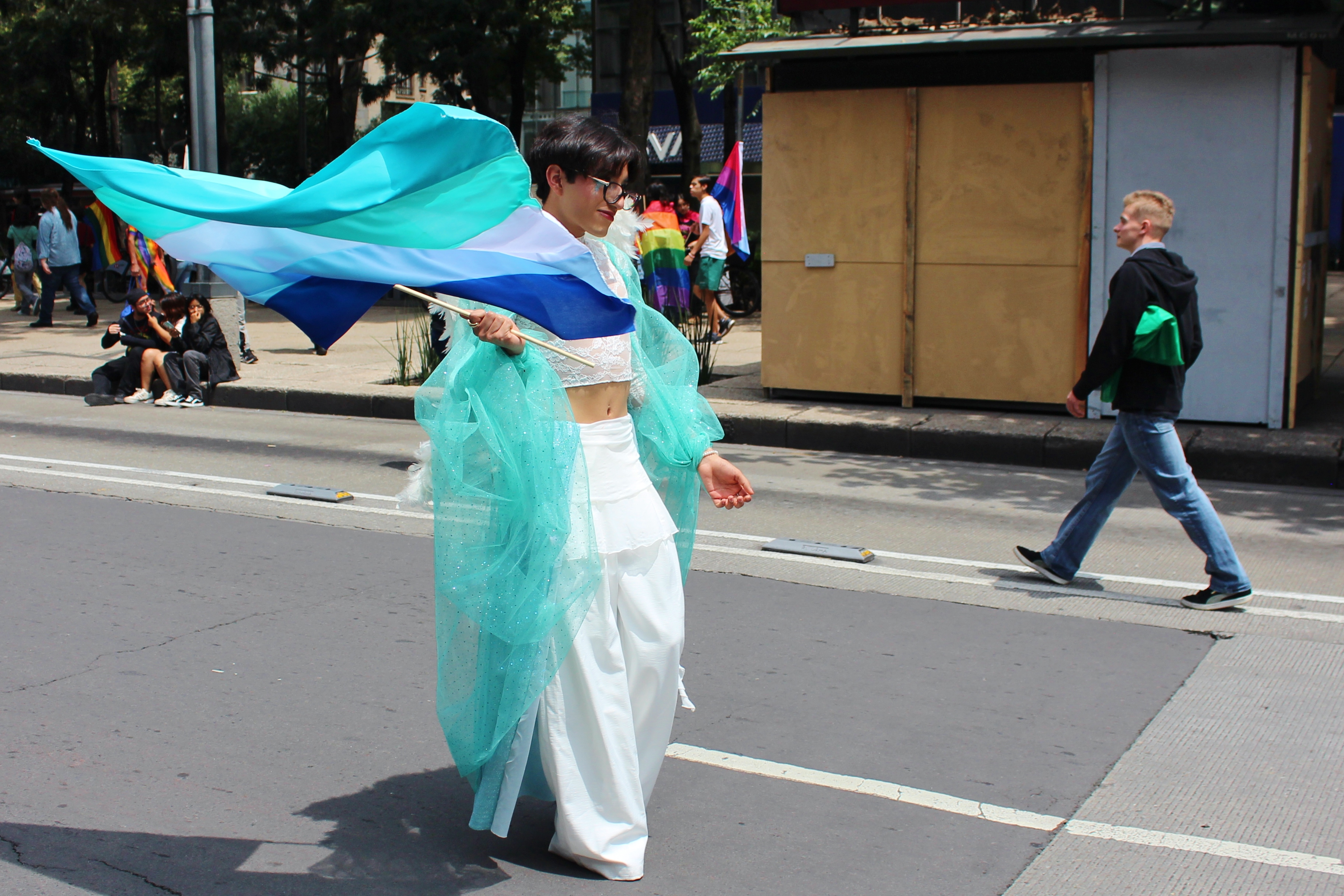
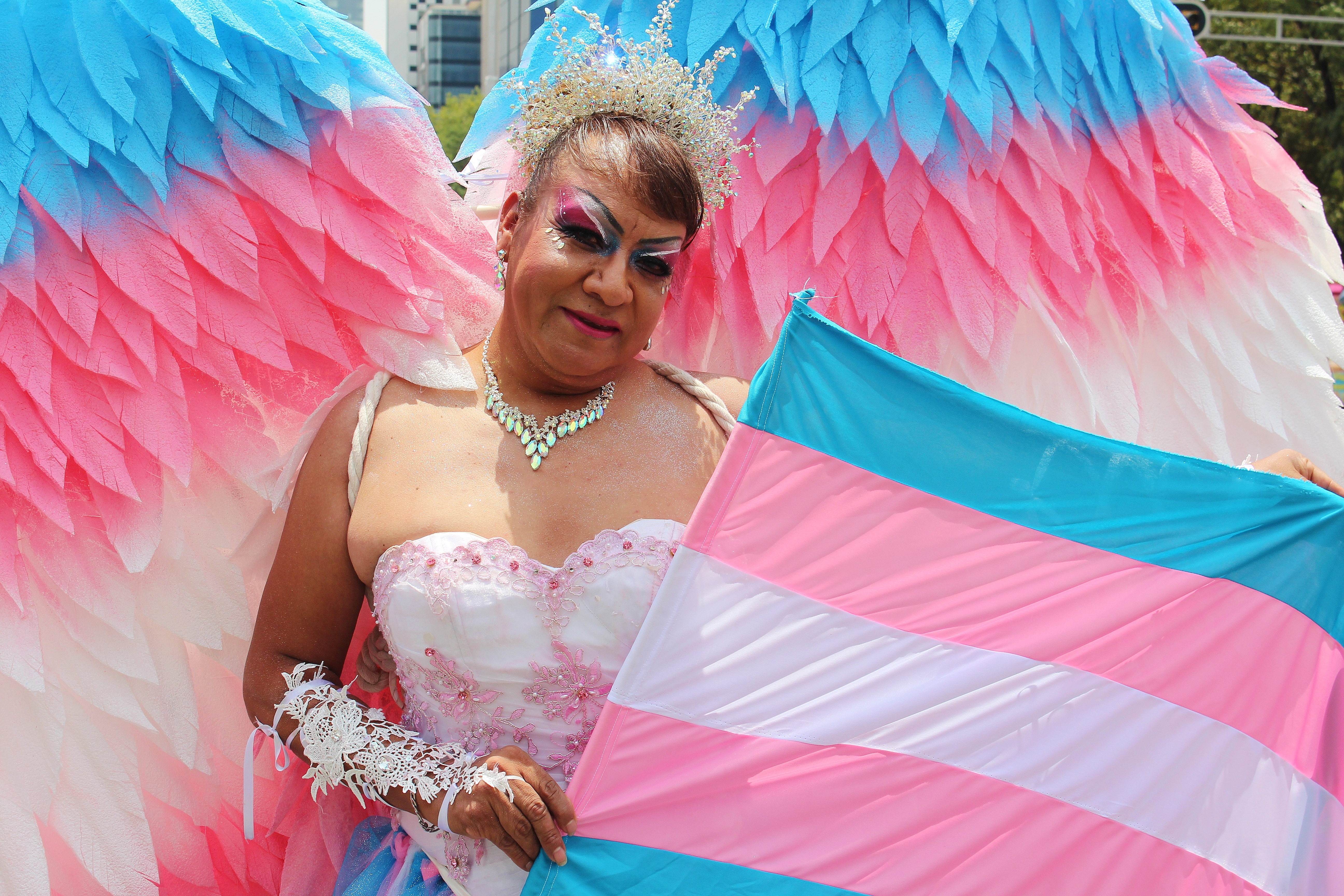
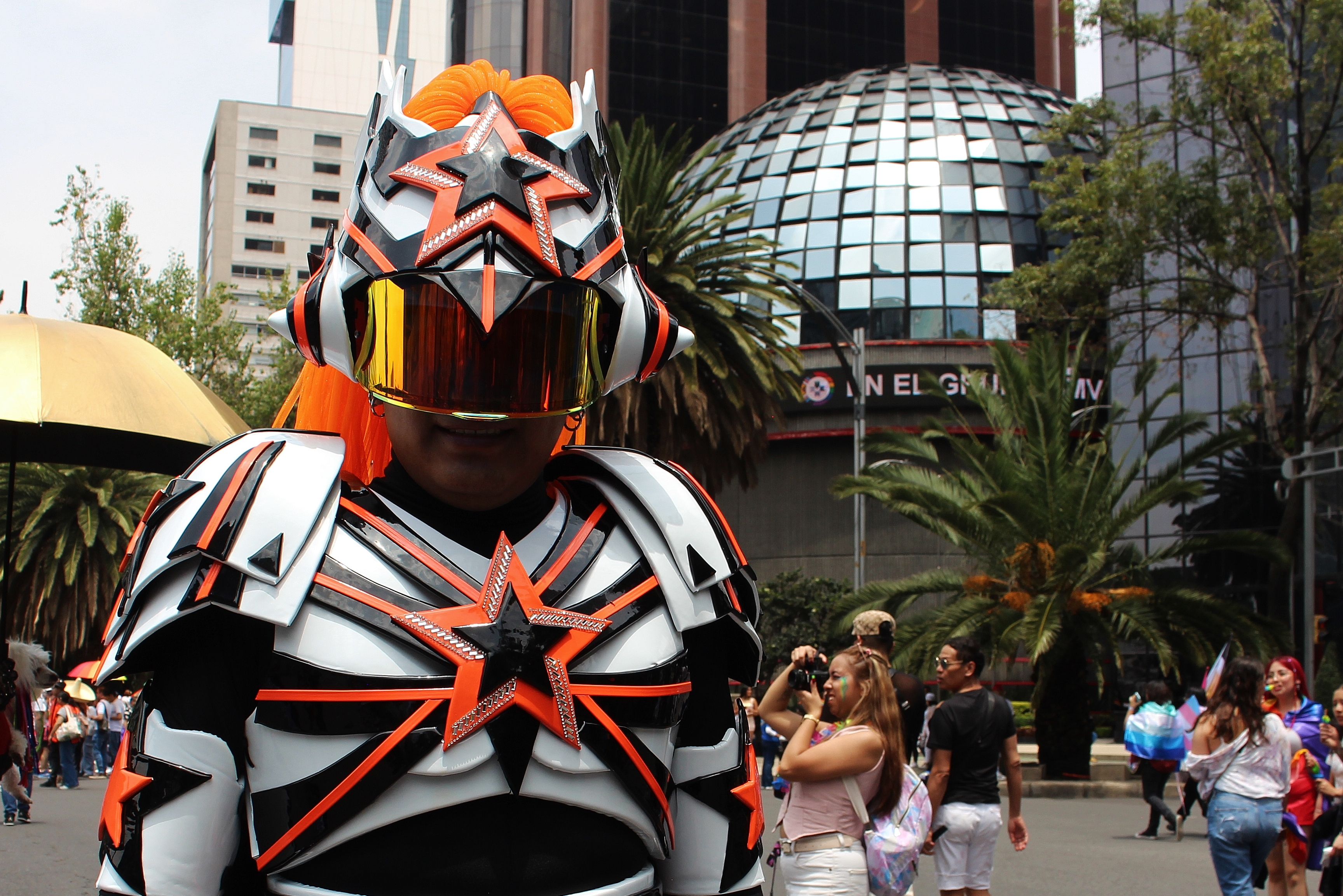
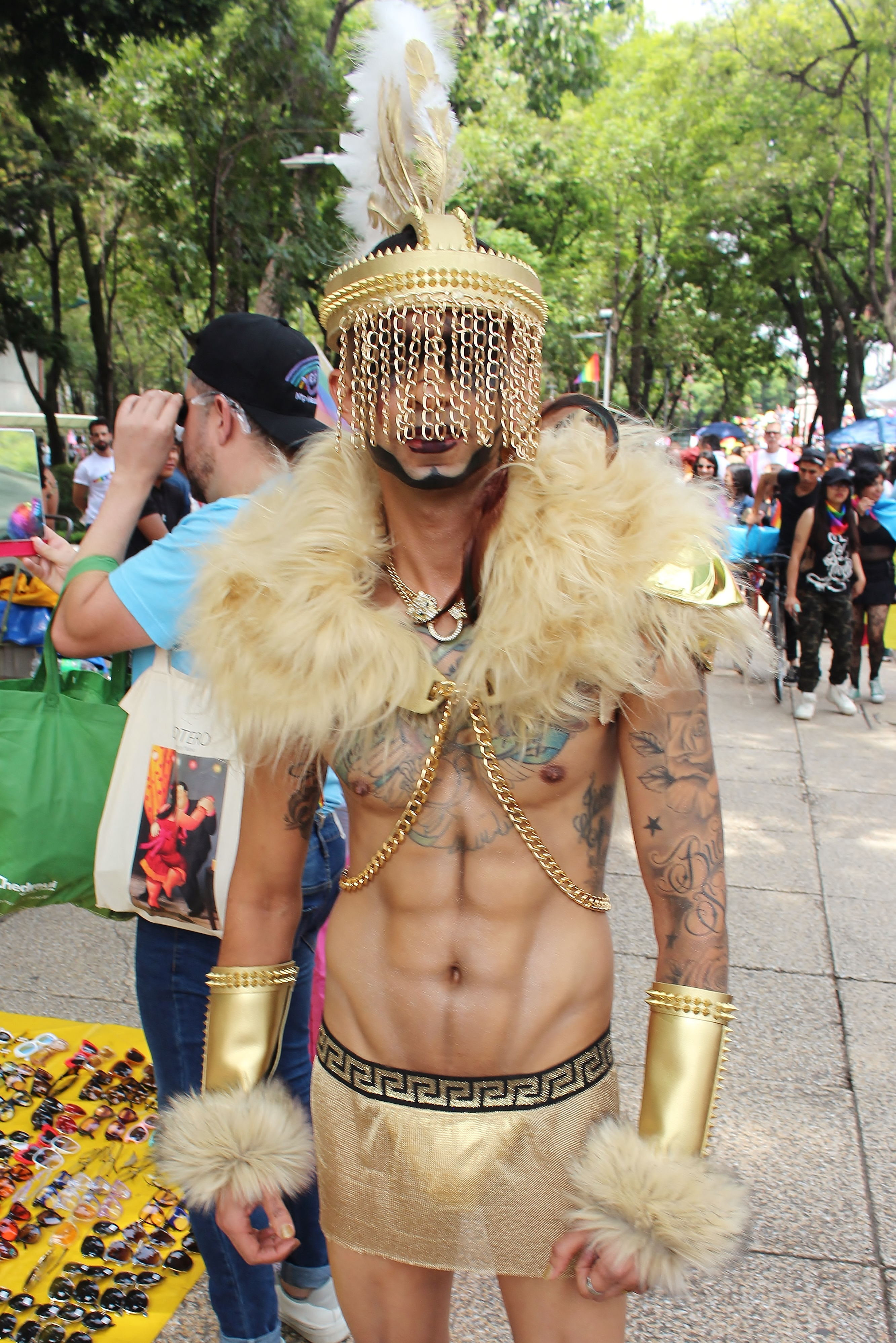
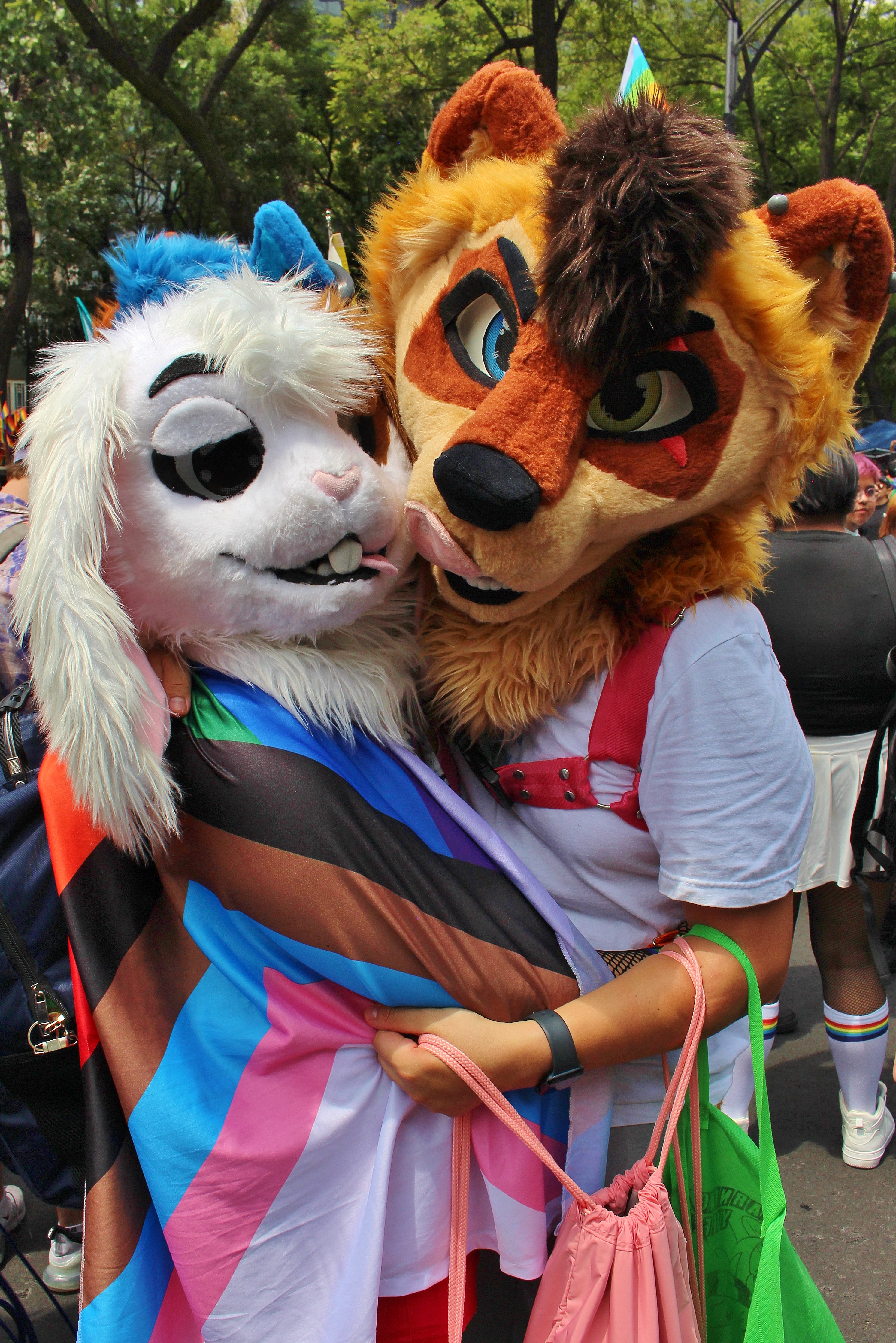
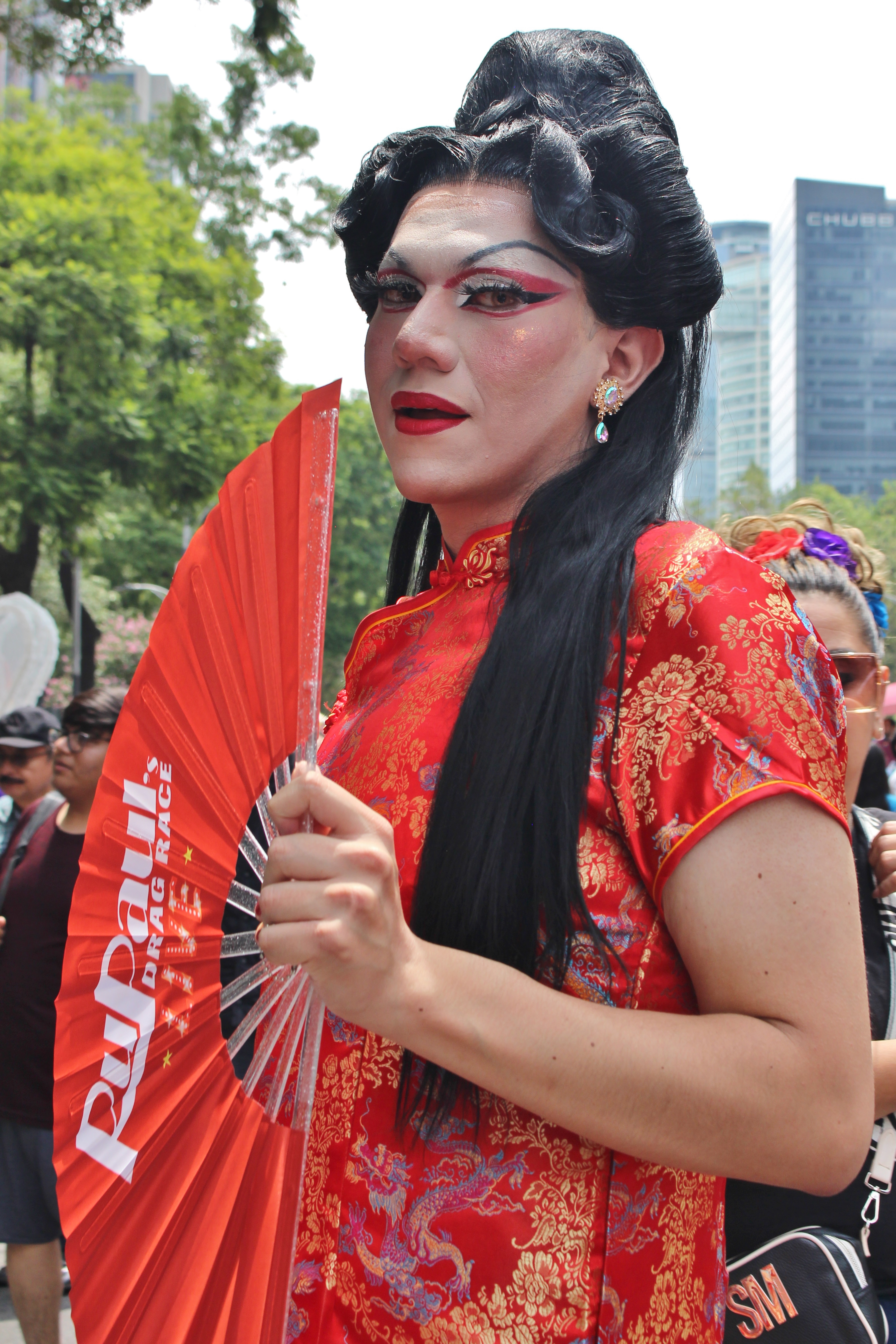
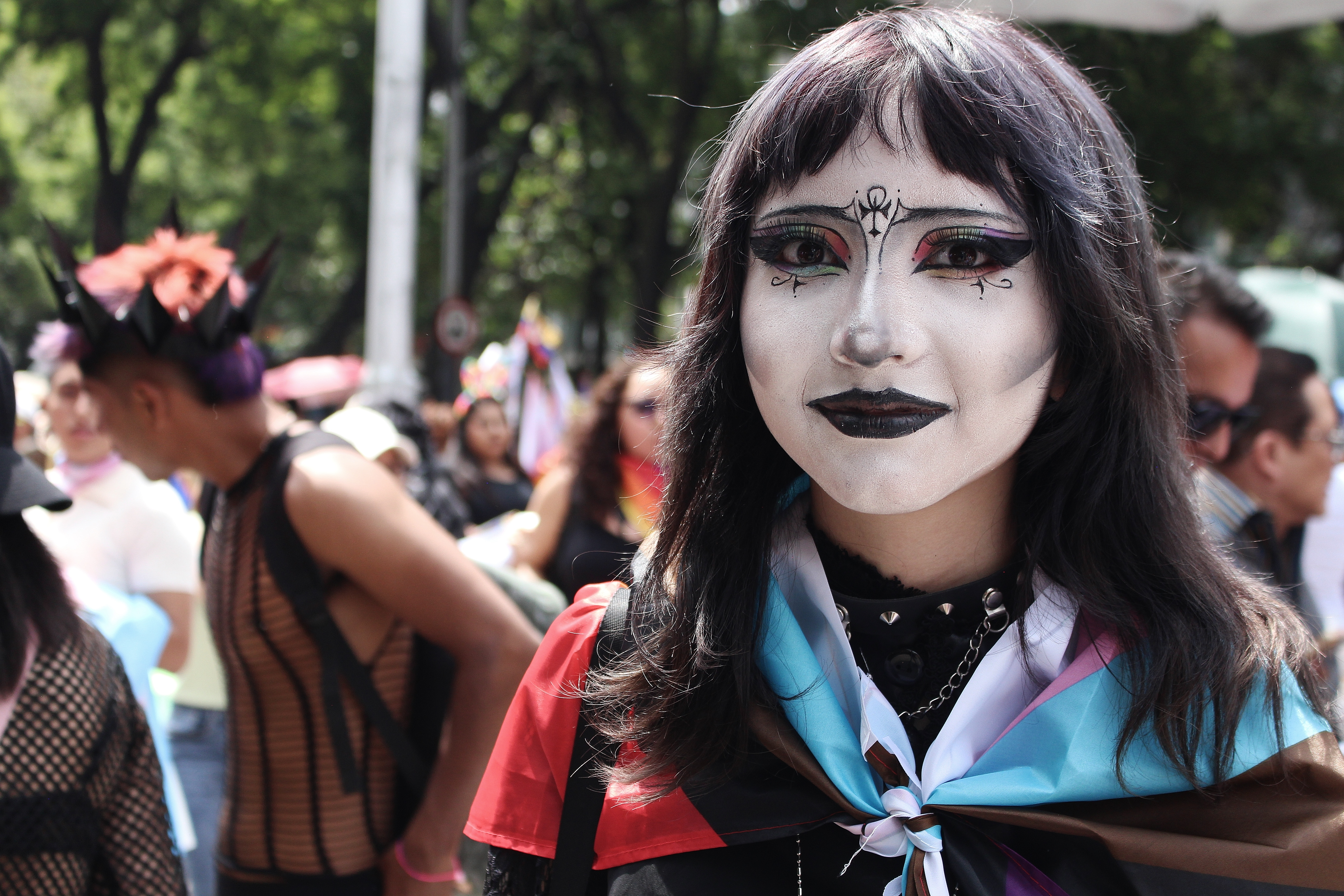
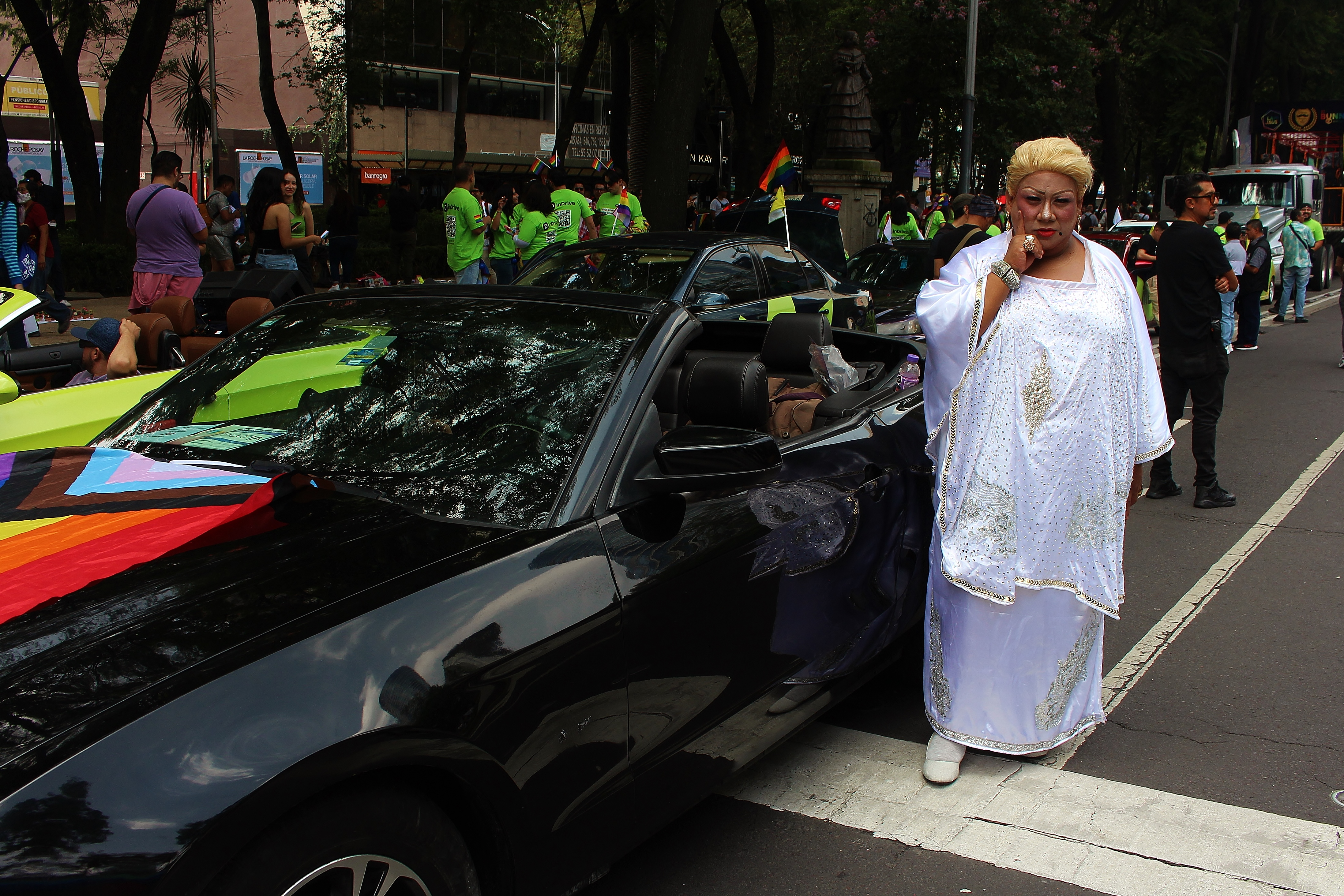
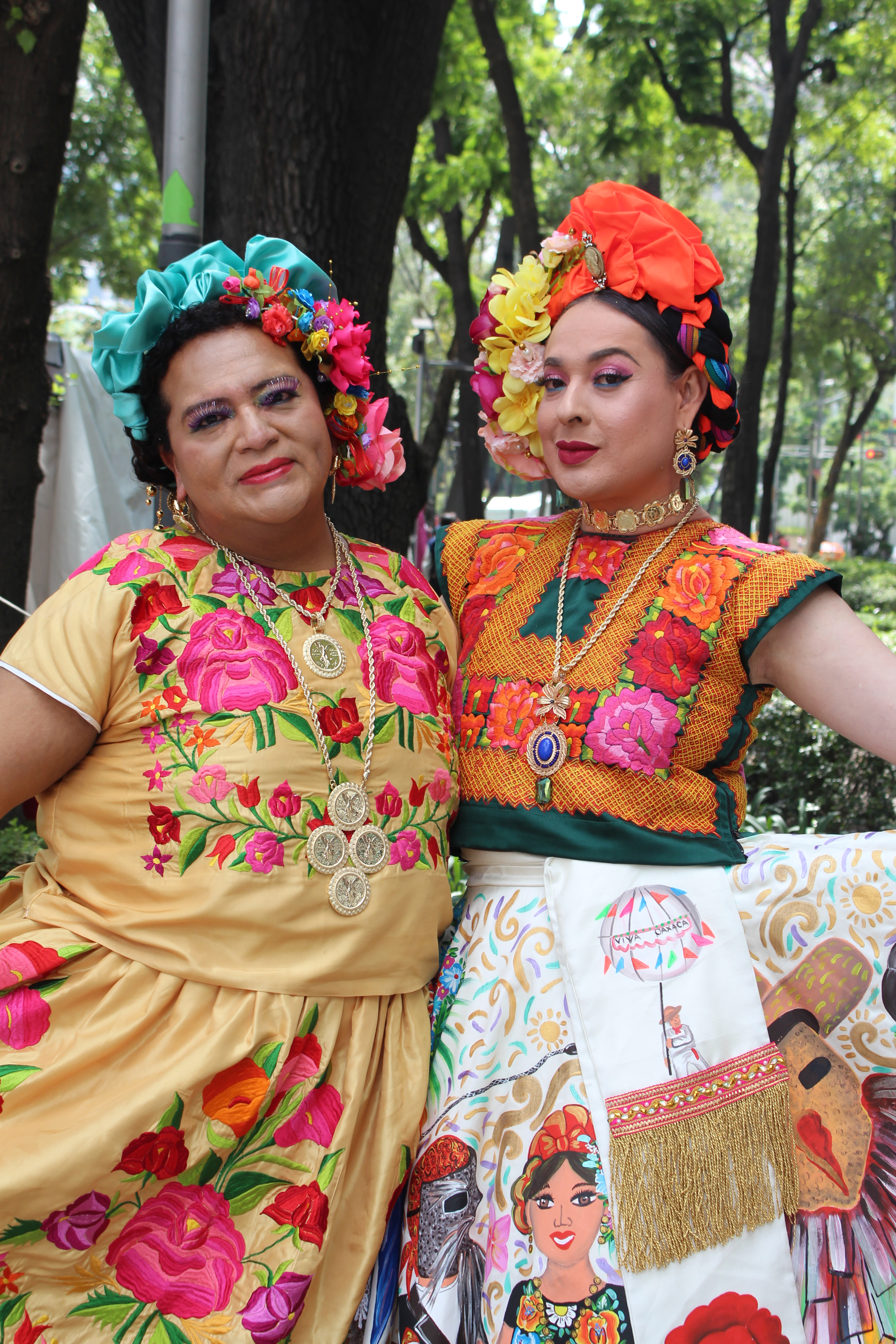